# Liste der Stolpersteine in Magdeburg-Altstadt
Die Liste der Stolpersteine in Magdeburg-Altstadt enthält die Stolpersteine im Magdeburger Stadtteil Altstadt, die an das Schicksal der Menschen erinnern, die im Nationalsozialismus ermordet, deportiert, vertrieben oder in den Suizid getrieben wurden. Sie ist nach Nachnamen sortiert und listet Namen, Standorte. Die Tabelle erfasst insgesamt 439 Einträge (436 verlegte Stolpersteine) und ist teilweise sortierbar; die Grundsortierung erfolgt alphabetisch nach dem Familiennamen.
| Bild                                            | Inschrift | Name                                            | Ort | Verlegedatum  | Anmerkungen                                                                             |
| ----------------------------------------------- | --- | ----------------------------------------------- | --- | ------------- | --------------------------------------------------------------------------------------- |
| Abosch, Nathan                                  | HIER WOHNTE NATHAN ABOSCH JG. 1898 FLUCHT 1934 TSCHECHOSLOWAKEI DEPORTIERT 1943 THERESIENSTADT 1944 AUSCHWITZ ERMORDET                                             | Abosch, Nathan                                  | Breiter Weg 115 a, Vorderseite (Karte)                                                                                      | 27. März 2013 | Biografie: Abosch_Nathan_Ehepaar.PDF (PDF; 196,6 kB)                                    |
| Abosch, Tonie (Tonia) geb. Hartmann             | HIER WOHNTE TONIE ABOSCH GEB. HARTMANN JG. 1896 FLUCHT 1934 TSCHECHOSLOWAKEI DEPORTIERT 1943 THERESIENSTADT 1944 AUSCHWITZ ERMORDET                                | Abosch, Tonie (Tonia) geb. Hartmann             | Breiter Weg 115 a, Vorderseite (Karte)                                                                                      | 27. März 2013 | Biografie: Abosch_Nathan_Ehepaar.PDF (PDF; 196,6 kB)                                    |
| Abrahamsohn, Henriette geb. Grünefeld           | HIER WOHNTE HENRIETTE ABRAHAMSOHN GEB. GRÜNEFELD JG. 1885 DEPORTIERT 1942 GHETTO WARSCHAU ERMORDET 1942 IN TREBLINKA                                               | Abrahamsohn, Henriette geb. Grünefeld           | vor Karstadt, Höhe Straßenbahnweiche (Karte)                                                                                | 16. März 2011 | Biografie: Abrahamsohn_Ehepaar_und_Tochter_Ruth_Helene.PDF (PDF; 191 kB)                |
| Abrahamsohn, Jakob                              | HIER WOHNTE JAKOB ABRAHAMSOHN JG. 1878 DEPORTIERT 1942 GHETTO WARSCHAU ERMORDET 1942 IN TREBLINKA                                                                  | Abrahamsohn, Jakob                              | vor Karstadt, Höhe Straßenbahnweiche (Karte)                                                                                | 16. März 2011 | Biografie: Abrahamsohn_Ehepaar_und_Tochter_Ruth_Helene.PDF (PDF; 191 kB)                |
| Abrahamsohn, Ruth Helene                        | HIER WOHNTE RUTH HELENE ABRAHAMSOHN JG. 1910 DEPORTIERT 1942 GHETTO WARSCHAU ERMORDET 1942 IN TREBLINKA                                                            | Abrahamsohn, Ruth Helene                        | vor Karstadt, Höhe Straßenbahnweiche (Karte)                                                                                | 16. März 2011 | Biografie: Abrahamsohn_Ehepaar_und_Tochter_Ruth_Helene.PDF (PDF; 191 kB)                |
| Aronsohn, Henriette geb. Koch                   | HIER WOHNTE HENRIETTE ARONSOHN GEB. KOCH JG. 1876 DEPORTIERT 1942 THERESIENSTADT ERMORDET 22.3.1943                                                                | Aronsohn, Henriette geb. Koch                   | Hegelstraße 26 (Karte) | 7. Dez. 2019  | Biografie: Aronsohn_Ehepaar.PDF (PDF; 484 kB)                                           |
| Aronsohn, Nathan                                | HIER WOHNTE NATHAN ARONSOHN JG. 1874 DEPORTIERT 1942 THERESIENSTADT BEFREIT                                                                                        | Aronsohn, Nathan                                | Hegelstraße 26 (Karte) | 7. Dez. 2019  | Biografie: Aronsohn_Ehepaar.PDF (PDF; 484 kB)                                           |
| Ascher, Fritze (Frieda) geb. Wachs              | HIER WOHNTE FRITZE FRIEDA ASCHER GEB. WACHS JG. 1875 DEPORTIERT 1942 THERESIENSTADT ERMORDET 26.12.1943                                                            | Ascher, Fritze (Frieda) geb. Wachs              | Goldschmiedebrücke, vor Restaurant – 30 m westlich von Brunnen (Karte)                                                      | 12. Sep. 2017 | Biografie: Ascher_Fritze.PDF (PDF; 532,5 kB)                                            |
| Auchhisiger, Hirsch                             | HIER WOHNTE HIRSCH AUCHHISIGER JG. 1882 SCHICKSAL UNBEKANNT | Auchhisiger, Hirsch                             | Breiter Weg 115, Vorderseite (Karte)                                                                                        | 27. März 2013 | Biografie: Auchhisiger_Ehepaar_und_Sohn_Isidor.PDF (PDF; 246,6 kB)                      |
| Auchhisiger, lsidor                             | HIER WOHNTE ISIDOR AUCHHISIGER JG. 1911 FLUCHT 1937 BELGIEN INTERNIERT DRANCY DEPORTIERT 1942 AUSCHWITZ ERMORDET 26.3.1943                                         | Auchhisiger, lsidor                             | Breiter Weg 115, Vorderseite (Karte)                                                                                        | 27. März 2013 | Biografie: Auchhisiger_Ehepaar_und_Sohn_Isidor.PDF (PDF; 246,6 kB)                      |
| Auchhisiger, Minna geb. Fisch                   | HIER WOHNTE MINNA AUCHHISIGER GEB. FISCH JG. 1886 FLUCHT 1937 BELGIEN INTERNIERT DRANCY DEPORTIERT 1942 ERMORDET IN AUSCHWITZ                                      | Auchhisiger, Minna geb. Fisch                   | Breiter Weg 115, Vorderseite (Karte)                                                                                        | 27. März 2013 | Biografie: Auchhisiger_Ehepaar_und_Sohn_Isidor.PDF (PDF; 246,6 kB)                      |
| Aufrecht, Hans Dr.                              | HIER WOHNTE DR. HANS AUFRECHT JG. 1899 DEPORTIERT 1942 RIGA ERMORDET 27.1.1945 AUSCHWITZ                                                                           | Aufrecht, Hans Dr.                              | Otto-von-Guericke-Straße 105 (Karte)                                                                                        | 14. Nov. 2008 | Biografie: Aufrecht_Dr_Ehepaar.PDF (PDF; 225 kB)                                        |
| Aufrecht, Ilse geb. Rothgießer                  | HIER WOHNTE ILSE AUFRECHT GEB. ROTHGIESSER JG. 19019 DEPORTIERT 1942 RIGA ERMORDET 8.1.1945 STUTTHOF                                                               | Aufrecht, Ilse geb. Rothgießer                  | Otto-von-Guericke-Straße 105 (Karte)                                                                                        | 14. Nov. 2008 | Biografie: Aufrecht_Dr_Ehepaar.PDF (PDF; 225 kB)                                        |
| Augenreich, Markus                              | HIER WOHNTE MARKUS AUGENREICH JG. 1910 SOG. RASSENSCHANDE VOR VERHAFTUNG FLUCHT 1935 POLEN SCHICKSAL UNBEKANNT                                                     | Augenreich, Markus                              | Weitlingstraße vor Peterstr.20 (Karte)                                                                                      | 8. Juli 2021  | Biografie: Augenreich_Geschwister.PDF (PDF; 472,7 kB)                                   |
| Augenreich, Rosa                                | HIER WOHNTE ROSA AUGENREICH JG. 1908 DEPORTIERT 1942 GHETTO WARSCHAU ERMORDET                                                                                      | Augenreich, Rosa                                | Weitlingstraße vor Peterstr.20 (Karte)                                                                                      | 8. Juli 2021  | Biografie: Augenreich_Geschwister.PDF (PDF; 472,7 kB)                                   |
| Augenreich, Toni                                | HIER WOHNTE TONI AUGENREICH JG. 1914 FLUCHT FRANKREICH INTERNIERT DRANCY DEPORTIERT 1942 AUSCHWITZ ERMORDET 19.10.1942                                             | Augenreich, Toni                                | Weitlingstraße vor Peterstr.20 (Karte)                                                                                      | 8. Juli 2021  | Biografie: Augenreich_Geschwister.PDF (PDF; 472,7 kB)                                   |
| Baer, Moses Martin                              | HIER WOHNTE MOSES BAER JG. 1887 SCHUTZHAFT 1938 BUCHENWALD DEPORTIERT 1943 AUSCHWITZ ERMORDET                                                                      | Baer, Moses Martin                              | Julius-Bremer-Straße / Nähe Synagogendenkmal (Karte)                                                                        | 23. März 2010 | Biografie: Baer_Moses_Ehepaar.PDF (PDF; 442,3 kB)                                       |
| Baer, Nanny geb. Weinberg                       | HIER WOHNTE NANNY BAER GEB. WEINBERG JG. 1883 DEPORTIERT 1943 ERMORDET IN AUSCHWITZ                                                                                | Baer, Nanny geb. Weinberg                       | Julius-Bremer-Straße / Nähe Synagogendenkmal (Karte)                                                                        | 23. März 2010 | Biografie: Baer_Moses_Ehepaar.PDF (PDF; 442,3 kB)                                       |
| Basch,Magdalene Margarete                       | HIER WOHNTE MAGDALENE MARGARETE BASCH JG. 1877 DEPORTIERT 1942 RICHTUNG OSTEN ERMORDET                                                                             | Basch,Magdalene Margarete                       | Erzbergerstraße 1 (Karte)                                                                                                   | 27. Sep. 2024 | Biografie: Basch_Margarete.PDF (PDF; 437 kB)                                            |
| Beck, Karl                                      | HIER WOHNTE KARL BECK JG. 1899 IM WIDERSTAND/KPD VERHAFTET 1934 ZUCHTHAUS LUCKAU 1936 GEFÄNGNIS BERLIN ERMORDET 13.7.1936                                          | Beck, Karl                                      | Keplerstraße 7a (Karte) | 11. Okt. 2013 | Biografie: Beck_Ehepaar_und_Sohn_Walter.PDF (PDF; 201,3 kB)                             |
| Beck, Walter                                    | HIER WOHNTE WALTER BECK JG. 1932 FLUCHT 1938 HOLLAND INTERNIERT WESTERBORK DEPORTIERT 1943 SOBIBOR ERMORDET 28.5.1943                                              | Beck, Walter                                    | Keplerstraße 7a (Karte) | 11. Okt. 2013 | Biografie: Beck_Ehepaar_und_Sohn_Walter.PDF (PDF; 201,3 kB)                             |
| Beer, Ernestine                                 | ERNESTINE BEER JG. 1876 EINGEWIESEN HEILANSTALT WUNSTORF ´VERLEGT´ 27.9.1940 BRANDENBURG/HAVEL ERMORDET 27.9.1940 AKTION T4                                        | Beer, Ernestine                                 | vor Eingang Jakobstr.46 (Karte)                                                                                             | 31. Aug. 2023 | Biografie: Beer_Geschwister.PDF (PDF; 439 kB)                                           |
| Beer, Max                                       | HIER WOHNTE MAX BEER JG. 1879 DEPORTIERT 1942 GHETTO WARSCHAU ERMORDET                                                                                             | Beer, Max                                       | vor Eingang Jakobstr.46 (Karte)                                                                                             | 31. Aug. 2023 | Biografie: Beer_Geschwister.PDF (PDF; 439 kB)                                           |
| Bernhardt, Fritz                                | HIER WOHNTE FRITZ BERNHARDT JG. 1894 FLUCHT 1940 SHANGHAI TOT 4.4.1942                                                                                             | Bernhardt, Fritz                                | Erzberger Straße 1 (Karte)                                                                                                  | 12. Sep. 2017 | Biografie: Bernhardt_Georg_und_Sohn_Fritz.PDF (PDF; 487,1 kB)                           |
| Bernhardt, Georg                                | HIER WOHNTE GEORG BERNHARDT JG. 1883 DEPORTIERT 1942 THERESIENSTADT ERMORDET 28.11.1942                                                                            | Bernhardt, Georg                                | Erzberger Straße 1 (Karte)                                                                                                  | 12. Sep. 2017 | Biografie: Bernhardt_Georg_und_Sohn_Fritz.PDF (PDF; 487,1 kB)                           |
| Berousek, Ruth geb. Blumenfeld                  | HIER WOHNTE RUTH BEROUSEK GEB. BLUMENFELD JG. 1915 FLUCHT 1938 FRANKREICH INTERNIERT DRANCY DEPORTIERT 1942 AUSCHWITZ ERMORDET 14.8.1942                           | Berousek, Ruth geb. Blumenfeld                  | Südlicher Fuß-/Radweg Walther-Rathenau-Str., Höhe Tunnelausfahrt Richtung Osten (Karte)                                     | 2. Juli 2008  | Biografie: Blumenfeld_Alex_Alfred_und_Familie_Alfons_Blumenfeld.PDF (PDF; 211,8 kB)     |
| Bick, Erich                                     | ERICH BICK JG. 1902 FLUCHT 1937 HOLLAND INTERNIERT WESTERBORK DEPORTIERT 1942 AUSCHWITZ ERMORDET 30.9.1942                                                         | Bick, Erich                                     | Julius-Bremer-Straße, bei Durchfahrt zum Parkhaus Marietta-Gebäude (Karte)                                                  | 18. Nov. 2015 | Biografie: Bick_Ehepaar_und_Tochter_Regina.PDF (PDF; 543,2 kB)                          |
| Bick, Helene geb. Korn                          | HIER WOHNTE HELENE BICK GEB. KORN JG. 1907 DEPORTIERT 1942 GHETTO WARSCHAU 1942 TREBLINKA ERMORDET                                                                 | Bick, Helene geb. Korn                          | Julius-Bremer-Straße, bei Durchfahrt zum Parkhaus Marietta-Gebäude (Karte)                                                  | 18. Nov. 2015 | Biografie: Bick_Ehepaar_und_Tochter_Regina.PDF (PDF; 543,2 kB)                          |
| Bick, Regina                                    | HIER WOHNTE REGINA BICK JG. 1934 DEPORTIERT 1942 GHETTO WARSCHAU 1942 TREBLINKA ERMORDET                                                                           | Bick, Regina                                    | Julius-Bremer-Straße, bei Durchfahrt zum Parkhaus Marietta-Gebäude (Karte)                                                  | 18. Nov. 2015 | Biografie: Bick_Ehepaar_und_Tochter_Regina.PDF (PDF; 543,2 kB)                          |
| Biener, Eugen                                   | HIER WOHNTE EUGEN BIENER JG. 1898 VERHAFTET 1940 SACHSENHAUSEN DACHAU ERMORDET 26.1.1941                                                                           | Biener, Eugen                                   | gegenüber Stadtbibliothek (Karte)                                                                                           | 14. Nov. 2008 | Biografie: Biener_Ehepaar_und_Sohn_Eugen.PDF (PDF; 258,7 kB)                            |
| Biener, Philipp                                 | HIER WOHNTE PHILIPP BIENER JG. 1870 DEPORTIERT 1942 THERESIENSTADT ERMORDET 5.12.1942                                                                              | Biener, Philipp                                 | gegenüber Stadtbibliothek (Karte)                                                                                           | 14. Nov. 2008 | Biografie: Biener_Ehepaar_und_Sohn_Eugen.PDF (PDF; 258,7 kB)                            |
| Biener, Regina geb. Sternberg                   | HIER WOHNTE REGINA BIENER GEB. STERNBERG JG. 1876 DEPORTIERT 1942 THERESIENSTADT 1943 AUSCHWITZ ERMORDET                                                           | Biener, Regina geb. Sternberg                   | gegenüber Stadtbibliothek (Karte)                                                                                           | 14. Nov. 2008 | Biografie: Biener_Ehepaar_und_Sohn_Eugen.PDF (PDF; 258,7 kB)                            |
| Billmann, Adolf                                 | HIER WOHNTE ADOLF BILLMANN JG. 1879 SEIT 1937 INHAFTIERT MEHRERE KZ ZULETZT 1939 MAUTHAUSEN ERMORDET 28.1.1940                                                     | Billmann, Adolf                                 | Gegenüber Krügerbrücke 6 (Karte)                                                                                            | 18. Nov. 2015 | Biografie: Billmann_Adolf.PDF (PDF; 442,2 kB)                                           |
| Blajwas, Mina geb. Pressler                     | HIER WOHNTE MINA BLAJWAS GEB. PRESSLER JG. 1901 DEPORTIERT 1943 AUSCHWITZ ERMORDET                                                                                 | Blajwas, Mina geb. Pressler                     | östlich Mühlenstraße 1 (auf dem Fußweg) (Karte)                                                                             | 11. Sep. 2009 | Biografie: Blajwas_Ehepaar.PDF (PDF; 253,8 kB)                                          |
| Blajwas, Szmul Ela                              | HIER WOHNTE SZMUL ELA BLAJWAS JG. 1896 ??? ERMORDET | Blajwas, Szmul Ela                              | östlich Mühlenstraße 1 (auf dem Fußweg) (Karte)                                                                             | 11. Sep. 2009 | Biografie: Blajwas_Ehepaar.PDF (PDF; 253,8 kB)                                          |
| Blumberg, Franz                                 | HIER WOHNTE FRANZ BLUMBERG JG. 1923 VERHAFTET ARBEITSERZIEHUNGSLAGER WATENSTEDT-HALLENDORF ERMORDET 16.2.1943                                                      | Blumberg, Franz                                 | gegenüber Anhaltstraße 11, vor Eingang Supermarkt (Karte)                                                                   | 28. Sep. 2016 | Biografie: Blumberg_Ehepaar_und_Kinder.PDF (PDF; 538,5 kB)                              |
| Blumberg, Hermann Heinrich                      | HIER WOHNTE HERMANN HEINRICH BLUMBERG JG. 1893 VERHAFTET 1938 AKTION ´ARBEITSCHEU REICH´ BUCHENWALD ERMORDET 20.12.1938                                            | Blumberg, Hermann Heinrich                      | gegenüber Anhaltstraße 11, vor Eingang Supermarkt (Karte)                                                                   | 28. Sep. 2016 | Biografie: Blumberg_Ehepaar_und_Kinder.PDF (PDF; 538,5 kB)                              |
| Blumberg, Rosa geb. Heynemann                   | HIER WOHNTE ROSA BLUMBERG GEB. HEYNEMANN JG. 1892 DEPORTIERT 1943 ERMORDET IN AUSCHWITZ                                                                            | Blumberg, Rosa geb. Heynemann                   | gegenüber Anhaltstraße 11, vor Eingang Supermarkt (Karte)                                                                   | 28. Sep. 2016 | Biografie: Blumberg_Ehepaar_und_Kinder.PDF (PDF; 538,5 kB)                              |
| Blumberg, Ruth                                  | HIER WOHNTE RUTH BLUMBERG JG. 1921 DEPORTIERT 1943 ERMORDET IN AUSCHWITZ                                                                                           | Blumberg, Ruth                                  | gegenüber Anhaltstraße 11, vor Eingang Supermarkt (Karte)                                                                   | 28. Sep. 2016 | Biografie: Blumberg_Ehepaar_und_Kinder.PDF (PDF; 538,5 kB)                              |
| Blumenfeld, Adolf                               | ADOLF BLUMENFELD JG. 1892 DEPORTIERT 1943 ERMORDET IN AUSCHWITZ | Blumenfeld, Adolf                               | Südlicher Fuß-/Radweg Walther-Rathenau-Str., Höhe Tunnelausfahrt Richtung Osten (Karte)                                     | 12. Sep. 2017 | Biografie: Blumenfeld_Adolf.PDF (PDF; 469,6 kB)                                         |
| Blumenfeld, Albert                              | ALBERT BLUMENFELD JG. 1873 DEPORTIERT 1942 ERMORDET IN PIASKI | Blumenfeld, Albert                              | Südlicher Fuß-/Radweg Walther-Rathenau-Str., Höhe Tunnelausfahrt Richtung Osten (Karte)                                     | 18. Nov. 2015 | Biografie: Blumenfeld_Albert_Clara_Hermann_und_Karl.PDF (PDF; 521,9 kB)                 |
| Blumenfeld, Alex                                | HIER WOHNTE ALEX BLUMENFELD JG. 1885 FLUCHT 1937 BELGIEN INTERNIERT DRANCY DEPORTIERT 1942 AUSCHWITZ ERMORDET                                                      | Blumenfeld, Alex                                | Südlicher Fuß-/Radweg Walther-Rathenau-Str., Höhe Tunnelausfahrt Richtung Osten (Karte)                                     | 2. Juli 2008  | Biografie: Blumenfeld_Alex_Alfred_und_Familie_Alfons_Blumenfeld.PDF (PDF; 211,8 kB)     |
| Blumenfeld, Alfons                              | HIER WOHNTE ALFONS BLUMENFELD JG. 1887 FLUCHT 1938 FRANKREICH INTERNIERT DRANCY DEPORTIERT 1942 AUSCHWITZ ERMORDET                                                 | Blumenfeld, Alfons                              | Südlicher Fuß-/Radweg Walther-Rathenau-Str., Höhe Tunnelausfahrt Richtung Osten (Karte)                                     | 2. Juli 2008  | Biografie: Blumenfeld_Alex_Alfred_und_Familie_Alfons_Blumenfeld.PDF (PDF; 211,8 kB)     |
| Blumenfeld, Alfred                              | HIER WOHNTE ALFRED BLUMENFELD JG. 1881 FLUCHT 1938 FRANKREICH INTERNIERT DRANCY DEPORTIERT 1942 AUSCHWITZ ERMORDET 3.2.1945 GROSS-ROSEN                            | Blumenfeld, Alfred                              | Südlicher Fuß-/Radweg Walther-Rathenau-Str., Höhe Tunnelausfahrt Richtung Osten (Karte)                                     | 2. Juli 2008  | Biografie: Blumenfeld_Alex_Alfred_und_Familie_Alfons_Blumenfeld.PDF (PDF; 211,8 kB)     |
| Blumenfeld, Alice                               | HIER WOHNTE ALICE BLUMENFELD JG. 1895 FLUCHT IN DEN TOD 21.11.1942                                                                                                 | Blumenfeld, Alice                               | Südlicher Fuß-/Radweg Walther-Rathenau-Str., Höhe Tunnelausfahrt Richtung Osten (Karte)                                     | 2. Juli 2008  | Biografie: Blumenfeld_Rosa_und_Alice.PDF (PDF; 202,8 kB)                                |
| Blumenfeld, Aron Alexander                      | HIER WOHNTE ARON ALEXANDER BLUMENFELD JG. 1861 DEPORTIERT 1942 THERESIENSTADT ERMORDET 23.11.1942                                                                  | Blumenfeld, Aron Alexander                      | Südlicher Fuß-/Radweg Walther-Rathenau-Str., Höhe Tunnelausfahrt Richtung Osten (Karte)                                     | 11. Nov. 2014 | Biografie: Blumenfeld_Aron_Alexander_und_Sohn_Hermann.PDF (PDF; 518 kB)                 |
| Blumenfeld, Clara                               | CLARA BLUMENFELD JG. 1881 DEPORTIERT 1942 ERMORDET IN PIASKI | Blumenfeld, Clara                               | Südlicher Fuß-/Radweg Walther-Rathenau-Str., Höhe Tunnelausfahrt Richtung Osten (Karte)                                     | 18. Nov. 2015 | Biografie: Blumenfeld_Albert_Clara_Hermann_und_Karl.PDF (PDF; 521,9 kB)                 |
| Blumenfeld, der Zirkus                          | GEGRÜNDET 1811 ZIRKUS BLUMENFELD SEIT 1914 MAGDEBURG 1942-1945 30 FAMILIENMITGLIEDER WERDEN ERMORDET                                                               | Blumenfeld, der Zirkus                          | Südlicher Fuß-/Radweg Walther-Rathenau-Str., Höhe Tunnelausfahrt Richtung Osten (Karte)                                     | 2. Juli 2008  | Biografie: Blumenfeld_Circusfamilie.PDF (PDF; 265,8 kB)                                 |
| Blumenfeld, Erich                               | HIER WOHNTE ERICH BLUMENFELD JG. 1901 FLUCHT 1938 FRANKREICH INTERNIERT 1942 DRANCY DEPORTIERT 1943 MAJDANEK ERMORDET 6.3.1943                                     | Blumenfeld, Erich                               | Südlicher Fuß-/Radweg Walther-Rathenau-Str., Höhe Tunnelausfahrt Richtung Osten (Karte)                                     | 2. Juli 2008  | Biografie: Blumenfeld_Erich.PDF (PDF; 332,4 kB)                                         |
| Blumenfeld, Fritz                               | HIER WOHNTE FRITZ BLUMENFELD JG. 1898 FLUCHT 1938 HOLLAND INTERNIERT DRANCY DEPORTIERT 1942 AUSCHWITZ ERMORDET 1945                                                | Blumenfeld, Fritz                               | Südlicher Fuß-/Radweg Walther-Rathenau-Str., Höhe Tunnelausfahrt Richtung Osten (Karte)                                     | 2. Juli 2008  | Biografie: Blumenfeld_Erich.PDF (PDF; 332,4 kB)                                         |
| Blumenfeld, Hermann S.v.Aron                    | HERMANN BLUMENFELD JG. 1881 SCHUTZHAFT 1938 DACHAU DEPORTIERT 1943 AUSCHWITZ ERMORDET 27.4.1943                                                                    | Blumenfeld, Hermann S.v.Aron                    | Südlicher Fuß-/Radweg Walther-Rathenau-Str., Höhe Tunnelausfahrt Richtung Osten (Karte)                                     | 18. Nov. 2015 | Biografie: Blumenfeld_Aron_Alexander_und_Sohn_Hermann.PDF (PDF; 518 kB)                 |
| Blumenfeld, Hermann S.v.Joseph                  | HERMANN BLUMENFELD JG. 1872 DEPORTIERT 1942 ERMORDET IN PIASKI | Blumenfeld, Hermann S.v.Joseph                  | Südlicher Fuß-/Radweg Walther-Rathenau-Str., Höhe Tunnelausfahrt Richtung Osten (Karte)                                     | 18. Nov. 2015 | Biografie: Blumenfeld_Albert_Clara_Hermann_und_Karl.PDF (PDF; 521,9 kB)                 |
| Blumenfeld, Karl                                | CARL BLUMENFELD JG. 1872 DEPORTIERT 1942 ERMORDET IN PIASKI | Blumenfeld, Karl                                | Südlicher Fuß-/Radweg Walther-Rathenau-Str., Höhe Tunnelausfahrt Richtung Osten (Karte)                                     | 18. Nov. 2015 | Biografie: Blumenfeld_Albert_Clara_Hermann_und_Karl.PDF (PDF; 521,9 kB)                 |
| Blumenfeld, Louis                               | HIER LEBTE LOUIS BLUMENFELD JG. 1866 DEPORTIERT 1942 THERESIENSTADT ERMORDET 26.2.1943                                                                             | Blumenfeld, Louis                               | Südlicher Fuß-/Radweg Walther-Rathenau-Str., Höhe Tunnelausfahrt Richtung Osten (Karte)                                     | 4. März 2009  | Biografie: Blumenfeld_Familie_Louis.PDF (PDF; 301,5 kB)                                 |
| Blumenfeld, Olympia geb. Könyet                 | HIER WOHNTE OLYMPIA BLUMENFELD GEB. KÖNYET JG. 1888 FLUCHT 1938 FRANKREICH INTERNIERT DRANCY DEPORTIERT 1942 AUSCHWITZ ERMORDET                                    | Blumenfeld, Olympia geb. Könyet                 | Südlicher Fuß-/Radweg Walther-Rathenau-Str., Höhe Tunnelausfahrt Richtung Osten (Karte)                                     | 2. Juli 2008  | Biografie: Blumenfeld_Alex_Alfred_und_Familie_Alfons_Blumenfeld.PDF (PDF; 211,8 kB)     |
| Blumenfeld, Rosa geb.Straßburger                | HIER WOHNTE ROSA BLUMENFELD GEB. STRASSBURGER JG. 1862 DEPORTIERT 1942 THERESIENSTADT ERMORDET 28.3.1943                                                           | Blumenfeld, Rosa geb.Straßburger                | Südlicher Fuß-/Radweg Walther-Rathenau-Str., Höhe Tunnelausfahrt Richtung Osten (Karte)                                     | 2. Juli 2008  | Biografie: Blumenfeld_Rosa_und_Alice.PDF (PDF; 202,8 kB)                                |
| Blumenfeld, Ulrich                              | HIER WOHNTE ULRICH BLUMENFELD JG. 1902 DEPORTIERT 1942 GHETTO WARSCHAU ERMORDET 1942 TREBLINKA                                                                     | Blumenfeld, Ulrich                              | Südlicher Fuß-/Radweg Walther-Rathenau-Str., Höhe Tunnelausfahrt Richtung Osten (Karte)                                     | 12. Sep. 2017 | Biografie: Blumenfeld_Ulrich.PDF (PDF; 206 kB)                                          |
| Blumenfeld, Willy                               | HIER WOHNTE WILLY BLUMENFELD JG. 1898 FLUCHT 1938 FRANKREICH INTERNIERT DRANCY DEPORTIERT 1942 FLUCHT IN DEN TOD IN AUSCHWITZ                                      | Blumenfeld, Willy                               | Südlicher Fuß-/Radweg Walther-Rathenau-Str., Höhe Tunnelausfahrt Richtung Osten (Karte)                                     | 2. Juli 2008  | Biografie: Blumenfeld_Erich.PDF (PDF; 332,4 kB)                                         |
| Blumenfeld-Gerausch, Alfons                     | HIER LEBTE ALFONS BLUMENFELD- GERAUSCH DEPORTIERT ??? | Blumenfeld-Gerausch, Alfons                     | Südlicher Fuß-/Radweg Walther-Rathenau-Str., Höhe Tunnelausfahrt Richtung Osten (Karte)                                     | 4. März 2009  | Biografie: Blumenfeld_Familie_Louis.PDF (PDF; 301,5 kB)                                 |
| Blumenfeld-Gerausch, Amanda                     | HIER LEBTE AMANDA BLUMENFELD GERAUSCH DEPORTIERT 1942 RICHTUNG OSTEN ERMORDET                                                                                      | Blumenfeld-Gerausch, Amanda                     | Südlicher Fuß-/Radweg Walther-Rathenau-Str., Höhe Tunnelausfahrt Richtung Osten (Karte)                                     | 4. März 2009  | Biografie: Blumenfeld_Familie_Louis.PDF (PDF; 301,5 kB)                                 |
| Blumenfeld-Gerausch, Lisette                    | HIER LEBTE LISETTA BLUMENFELD- GERAUSCH JG. 1871 DEPORTIERT 1942 THERESIENSTADT 1943 AUSCHWITZ ERMORDET                                                            | Blumenfeld-Gerausch, Lisette                    | Südlicher Fuß-/Radweg Walther-Rathenau-Str., Höhe Tunnelausfahrt Richtung Osten (Karte)                                     | 4. März 2009  | Biografie: Blumenfeld_Familie_Louis.PDF (PDF; 301,5 kB)                                 |
| Blumenthal, Ella                                | HIER WOHNTE ELLA BLUMENTHAL JG. 1880 DEPORTIERT 1942 GHETTO WARSCHAU ERMORDET 1942 TREBLINKA                                                                       | Blumenthal, Ella                                | Breiter Weg 193 (Karte) | 9. Okt. 2012  | Biografie: Blumenthal_Ella.PDF (PDF; 250,6 kB)                                          |
| Blumenthal, Hans                                | HIER WOHNTE HANS BLUMENTHAL JG. 1901 VERHAFTET 14.6.1938 BUCHENWALD 1940 DACHAU 1941 SACHSENHAUSEN ERMORDET 25.3.1942                                              | Blumenthal, Hans                                | Breiter Weg 224 (Karte) | 24. Okt. 2014 | Biografie: Blumenthal_Hans.PDF (PDF; 545,4 kB)                                          |
| Blutstein, Frieda                               | HIER WOHNTE FRIEDA BLUTSTEIN JG. 1909 ´POLENAKTION´ 1938 BENTSCHEN/ZBASZYN ERMORDET IM BESETZTEN POLEN                                                             | Blutstein, Frieda                               | gegenüber Weitlingstraße 11 (Karte)                                                                                         | 27. Sep. 2024 | Biografie: Blutstein_Frida.PDF (PDF; 440 kB)                                            |
| Böhmel, Waldemar                                | HIER WOHNTE WALDEMAR BÖHMEL JG. 1897 VERHAFTET 1936 ZUCHTHAUS COSWIG 1940 GEFÄNGNIS MAGDEBURG ´VERURTEILT §175´ TOT 27.5.1944                                      | Böhmel, Waldemar                                | Otto-von-Guericke-Straße 46 (Karte)                                                                                         | 25. Okt. 2013 | Biografie: Böhmel_Waldemar.PDF (PDF; 165,7 kB)                                          |
|                                                 | | Broniatowski, Max                               | Julius-Bremer-Straße, bei Durchfahrt zum Parkhaus Marietta-Gebäude (Karte)                                                  | 8. Juli 2021  | Biografie: Broniatowski_Max.PDF (PDF; 558,6 kB)                                         |
| Bruck, Karlheinz                                | HIER WOHNTE KARLHEINZ BRUCK JG. 1922 DEPORTIERT 1942 GHETTO WARSCHAU ERMORDET 1942 TREBLINKA                                                                       | Bruck, Karlheinz                                | Max-Otten-Straße 9a, Eingang Kita (Karte)                                                                                   | 24. Okt. 2014 | Biografie: Bruck_Karlheinz.PDF (PDF; 516,2 kB)                                          |
| Brustawitzki, Baruch Chaim                      | HIER WOHNTE BARUCH CHAIM BRUSTAWITZKI JG. 1898 ´POLENAKTION´1938 BENTSCHEN/ZBASZYN ERMORDET IM BESETZTEN POLEN                                                     | Brustawitzki, Baruch Chaim                      | Jakobstr., zwischen Nr. 28 und 34 (Karte)                                                                                   | 8. Juni 2022  | Biografie: Brustawitzki_Chaim_Familie.PDF (PDF; 485 kB)                                 |
| Brustawitzki, Chemia                            | HIER WOHNTE CHEMIA BRUSTAWITZKI JG. 1876 ´POLENAKTION´1938 BENTSCHEN/ZBASZYN ERMORDET IM BESETZTEN POLEN                                                           | Brustawitzki, Chemia                            | Brandenburger Str. 2a (Karte)                                                                                               | 8. Juni 2022  | Biografie: Brustawitzki_Chemia_Ehepaar.PDF (PDF; 558 kB)                                |
| Brustawitzki, David                             | HIER WOHNTE DAVID BRUSTAWITZKI JG. 1922 ´POLENAKTION´1938 BENTSCHEN/ZBASZYN ERMORDET IM BESETZTEN POLEN                                                            | Brustawitzki, David                             | Jakobstr., zwischen Nr. 28 und 34 (Karte)                                                                                   | 8. Juni 2022  | Biografie: Brustawitzki_Chaim_Familie.PDF (PDF; 485 kB)                                 |
| Brustawitzki, Helene                            | HIER WOHNTE HELENE BRUSTAWITZKI GEB. LIMMER JG. 1898 ´POLENAKTION´1938 BENTSCHEN/ZBASZYN ERMORDET IM BESETZTEN POLEN                                               | Brustawitzki, Helene                            | Jakobstr., zwischen Nr. 28 und 34 (Karte)                                                                                   | 8. Juni 2022  | Biografie: Brustawitzki_Chaim_Familie.PDF (PDF; 485 kB)                                 |
| Brustawitzki, Rosa                              | HIER WOHNTE ROSA BRUSTAWITZKI GEB. ZABIELOWICZ JG. 1875 ´POLENAKTION´1938 BENTSCHEN/ZBASZYN ERMORDET IM BESETZTEN POLEN                                            | Brustawitzki, Rosa                              | Brandenburger Str. 2a (Karte)                                                                                               | 8. Juni 2022  | Biografie: Brustawitzki_Chemia_Ehepaar.PDF (PDF; 558 kB)                                |
| Buchhalter, Gerda                               | HIER WOHNTE GERDA BUCHHALTER JG. 1920 POLENAKTION 1938 BENTSCHEN/ZBASZYN ERMORDET IM BESETZTEN POLEN                                                               | Buchhalter, Gerda                               | gegenüber Eingang Breiter Weg 111 (Karte)                                                                                   | 30. Nov. 2018 | Biografie: Buchhalter_Familie.PDF (PDF; 925,7 kB)                                       |
| Buchhalter, Gitla                               | HIER WOHNTE GITLA GITTA BUCHHALTER JG. 1922 POLENAKTION 1938 BENTSCHEN/ZBASZYN RÜCKKEHR DEPORTIERT 1942 ERMORDET IN AUSCHWITZ                                      | Buchhalter, Gitla                               | gegenüber Eingang Breiter Weg 111 (Karte)                                                                                   | 30. Nov. 2018 | Biografie: Buchhalter_Familie.PDF (PDF; 925,7 kB)                                       |
| Buchhalter, Malka Mali                          | HIER WOHNTE MALKA MALI BUCHHALTER JG. 1913 DEPORTIERT 1942 GHETTO WARSCHAU ERMORDET                                                                                | Buchhalter, Malka Mali                          | gegenüber Eingang Breiter Weg 111 (Karte)                                                                                   | 30. Nov. 2018 | Biografie: Buchhalter_Familie.PDF (PDF; 925,7 kB)                                       |
| Buchhalter, Nuchim Josef                        | HIER WOHNTE NUCHIM JOSSEL BUCHHALTER JG. 1881 POLENAKTION 1938 BENTSCHEN/ZBASZYN RÜCKKEHR 1939 BUCHENWALD VERLEGT 2.3.1942 BERNBURG ERMORDET 2.3.1942              | Buchhalter, Nuchim Josef                        | gegenüber Eingang Breiter Weg 111 (Karte)                                                                                   | 30. Nov. 2018 | Biografie: Buchhalter_Familie.PDF (PDF; 925,7 kB)                                       |
| Buchhalter, Ryfka (Rifka) geb. Schönschneider   | HIER WOHNTE RIFKA LAYA BUCHHALTER GEB. SCHÖNSCHNEIDER JG. 1911 DEPORTIERT 1943 ERMORDET IN AUSCHWITZ                                                               | Buchhalter, Ryfka (Rifka) geb. Schönschneider   | gegenüber Eingang Breiter Weg 111 (Karte)                                                                                   | 30. Nov. 2018 | Biografie: Buchhalter_Familie.PDF (PDF; 925,7 kB)                                       |
| Buchhalter, Rywka (Rifka) geb. Stromwasser      | HIER WOHNTE RYFKA BUCHHALTER GEB. STROMWASSER JG. 1885 POLENAKTION 1938 BENTSCHEN/ZBASZYN RÜCKKEHR DEPORTIERT 1942 GHETTO WARSCHAU ERMORDET                        | Buchhalter, Rywka (Rifka) geb. Stromwasser      | gegenüber Eingang Breiter Weg 111 (Karte)                                                                                   | 30. Nov. 2018 | Biografie: Buchhalter_Familie.PDF (PDF; 925,7 kB)                                       |
| Buchhalter, Sonja                               | HIER WOHNTE SONJA BUCHHALTER JG. 1935 DEPORTIERT 1943 ERMORDET IN AUSCHWITZ                                                                                        | Buchhalter, Sonja                               | gegenüber Eingang Breiter Weg 111 (Karte)                                                                                   | 30. Nov. 2018 | Biografie: Buchhalter_Familie.PDF (PDF; 925,7 kB)                                       |
| Calmon, Herrmann                                | HIER WOHNTE HERMANN CALMON JG. 1885 VERHAFTET 1938 ´JUNI-AKTION´ GEFÄNGNIS MAGDEBURG BUCHENWALD ERMORDET 17.9.1938                                                 | Calmon, Herrmann                                | Ernst-Reuter-Allee / Nordostrondell Alleecenter (Karte)                                                                     | 8. Juli 2021  | Biografie: Calmon_Hermann.PDF (PDF; 630,3 kB)                                           |
| Cohn, Frieda                                    | HIER WOHNTE FRIEDA COHN JG. 1872 DEPORTIERT 1942 THERESIENSTADT ERMORDET 6.12.1943                                                                                 | Cohn, Frieda                                    | Kantstr. 6, Westeingang City-Carre (Karte)                                                                                  | 8. Juni 2022  | Biografie: Cohn_Frieda.PDF (PDF; 459 kB)                                                |
| Cohn, Hedwig                                    | HIER WOHNTE HEDWIG COHN GEB. BRADT JG. 1879 DEPORTIERT 1942 GHETTO WARSCHAU ERMORDET                                                                               | Cohn, Hedwig                                    | Kantstraße 6, Westeingang City-Carre, neben dem Kino (Karte)                                                                | 7. Mai 2024   | Biografie: Cohn_Max_Ehepaar.PDF (PDF; 672 kB)                                           |
| Cohn, Laura geb. Bergmann                       | HIER WOHNTE LAURA COHN GEB. BERGMANN JG. 1877 DEPORTIERT 1942 GHETTO WARSCHAU ERMORDET 1942 TREBLINKA                                                              | Cohn, Laura geb. Bergmann                       | Einsteinstraße 10 (Karte)                                                                                                   | 9. Okt. 2012  | Biografie: Cohn_Laura.PDF (PDF; 166,5 kB)                                               |
| Cohn, Max                                       | HIER WOHNTE MAX COHN JG. 1878 DEPORTIERT 1942 GHETTO WARSCHAU ERMORDET                                                                                             | Cohn, Max                                       | Kantstraße 6, Westeingang City-Carre, neben dem Kino (Karte)                                                                | 7. Mai 2024   | Biografie: Cohn_Max_Ehepaar.PDF (PDF; 672 kB)                                           |
|                                                 | | Danz, Hermann                                   | (Karte) | 24. März 2010 | Biografie: Danz_Hermann.PDF (PDF; 189,7 kB)                                             |
| Decour, Jacques gen. Daniel Decourdemanche      | HIER LEHRTE DANIEL DECOURDEMANCHE GEN. JACQUES DECOUR JG. 1910 RESISTANCE VERHAFTET 17.2.1942 ERMORDET 30.5.1942 PARIS                                             | Decour, Jacques gen. Daniel Decourdemanche      | Hegelstraße, Ökumenisches Domgymnasium (Karte)                                                                              | 11. Nov. 2014 | Biografie: Decour_Jacques.PDF (PDF; 505,2 kB)                                           |
| Denemark, Leyser                                | HIER WOHNTE LEYSER LEYSOR DENEMARK JG. 1897 ´SCHUTZHAFT´ 1939 KZ BUCHENWALD ERMORDET 24.5.1940                                                                     | Denemark, Leyser                                | vor Krügerbrücke 3 (Karte)                                                                                                  | 7. Mai 2024   | Biografie: Denemark_Leyser.PDF (PDF; 437 kB)                                            |
| Drechsler, Anna geb. Zauderer                   | HIER WOHNTE ANNA DRECHSLER GEB. ZAUDERER JG. 1893 DEPORTIERT 1943 ERMORDET IN AUSCHWITZ                                                                            | Drechsler, Anna geb. Zauderer                   | Ernst-Reuter-Allee / Nordostrondell Alleecenter (Karte)                                                                     | 9. Okt. 2012  | Biografie: Drechsler_Ehepaar_und_Sohn_Wolfgang.PDF (PDF; 280,7 kB)                      |
| Drechsler, Kalman                               | HIER WOHNTE KALMAN DRECHSLER JG. 1891 DEPORTIERT 1943 ERMORDET IN AUSCHWITZ                                                                                        | Drechsler, Kalman                               | Ernst-Reuter-Allee / Nordostrondell Alleecenter (Karte)                                                                     | 9. Okt. 2012  | Biografie: Drechsler_Ehepaar_und_Sohn_Wolfgang.PDF (PDF; 280,7 kB)                      |
| Drechsler, Wolfgang                             | HIER WOHNTE WOLFGANG DRECHSLER JG. 1922 POLENAKTION 1938 GHETTO LEMBERG TOT 1941                                                                                   | Drechsler, Wolfgang                             | Ernst-Reuter-Allee / Nordostrondell Alleecenter (Karte)                                                                     | 9. Okt. 2012  | Biografie: Drechsler_Ehepaar_und_Sohn_Wolfgang.PDF (PDF; 280,7 kB)                      |
| Eger, Hans                                      | HIER WOHNTE HANS EGER JG. 1865 DEPORTIERT 1942 THERESIENSTADT ERMORDET 20.1.1943                                                                                   | Eger, Hans                                      | Bahnhofstraße 36 (Karte) | 1. Juli 2008  | Biografie: Eger_Hans.PDF (PDF; 273,2 kB)                                                |
| Eisenberg, Arthur                               | HIER WOHNTE ARTHUR EISENBERG JG. 1926 ´POLENAKTION´ 1938 BENTSCHEN/ZBASZYN ERMORDET IM BESETZTEN POLEN                                                             | Eisenberg, Arthur                               | Julius-Bremer-Straße / Nähe Synagogendenkmal (Karte)                                                                        | 27. Sep. 2024 | Biografie: Eisenberg_S_Familie.PDF (PDF; 443 kB)                                        |
| Eisenberg, Malka Marga                          | HIER WOHNTE MALKA MARGA EISENBERG GEB. MILGRAUM JG. 1903 ´POLENAKTION´ 1938 BENTSCHEN/ZBASZYN ERMORDET IM BESETZTEN POLEN                                          | Eisenberg, Malka Marga                          | Julius-Bremer-Straße / Nähe Synagogendenkmal (Karte)                                                                        | 27. Sep. 2024 | Biografie: Eisenberg_S_Familie.PDF (PDF; 443 kB)                                        |
| Eisenberg, Siegmund                             | HIER WOHNTE SZYGMUND SIEGMUND EISENBERG JG. 1902 ´POLENAKTION´ 1938 BENTSCHEN/ZBASZYN ERMORDET IM BESETZTEN POLEN                                                  | Eisenberg, Siegmund                             | Julius-Bremer-Straße / Nähe Synagogendenkmal (Karte)                                                                        | 27. Sep. 2024 | Biografie: Eisenberg_S_Familie.PDF (PDF; 443 kB)                                        |
| Eisenberg, Silwa                                | HIER WOHNTE SYLWA EISENBERG JG. 1927 ´POLENAKTION´ 1938 BENTSCHEN/ZBASZYN ERMORDET IM BESETZTEN POLEN                                                              | Eisenberg, Silwa                                | Julius-Bremer-Straße / Nähe Synagogendenkmal (Karte)                                                                        | 27. Sep. 2024 | Biografie: Eisenberg_S_Familie.PDF (PDF; 443 kB)                                        |
| Erreich, Beila Bela                             | HIER WOHNTE BEILA BELA ERREICH GEB. ERREICH JG. 1907 ´POLENAKTION´ 1938 BENTSCHEN/ZBASZYN DEPORTIERT BELZICE ERMORDET                                              | Erreich, Beila Bela                             | Johannisbergstraße, gegenüber der Johanniskirche (Karte)                                                                    | 8. Juni 2022  | Biografie: Erreich_Familie.PDF (PDF; 482 kB)                                            |
| Erreich, Jacob                                  | HIER WOHNTE JACOB ERREICH JG. 1898 ´POLENAKTION´ 1938 BENTSCHEN/ZBASZYN DEPORTIERT BELZICE ERMORDET                                                                | Erreich, Jacob                                  | Johannisbergstraße, gegenüber der Johanniskirche (Karte)                                                                    | 8. Juni 2022  | Biografie: Erreich_Familie.PDF (PDF; 482 kB)                                            |
| Erreich, Margareta Margot                       | HIER WOHNTE MARGARETA MARGOT ERREICH JG. 1929 ´POLENAKTION´ 1938 BENTSCHEN/ZBASZYN DEPORTIERT BELZICE ERMORDET                                                     | Erreich, Margareta Margot                       | Johannisbergstraße, gegenüber der Johanniskirche (Karte)                                                                    | 8. Juni 2022  | Biografie: Erreich_Familie.PDF (PDF; 482 kB)                                            |
| Erreich, Moshe Manfried                         | HIER WOHNTE MOSHE MANFRED ERREICH JG. 1936 ´POLENAKTION´ 1938 BENTSCHEN/ZBASZYN DEPORTIERT BELZICE ERMORDET                                                        | Erreich, Moshe Manfried                         | Johannisbergstraße, gegenüber der Johanniskirche (Karte)                                                                    | 8. Juni 2022  | Biografie: Erreich_Familie.PDF (PDF; 482 kB)                                            |
| Esterzon, Anna geb. Abelska                     | HIER WOHNTE ANNA ESTERZON GEB. ABELSKY JG. 1903 ´POLENAKTION´ 1938 BENTSCHEN/ZBASZYM 1939 BIALYSTOK ERMORDET JUNI 1941                                             | Esterzon, Anna geb. Abelska                     | Parkplatz/Freifläche hinter dem Breiten Weg, nahe Hauseingang Erzbergerstraße 18 (Karte)                                    | 11. Nov. 2021 | Biografie: Esterzon_Familie.PDF (PDF; 479,9 kB)                                         |
| Esterzon, Cecile                                | HIER WOHNTE CECILE ESTERZON JG. 1924 KINDERTRANSPORT 1939 ENGLAND                                                                                                  | Esterzon, Cecile                                | Parkplatz/Freifläche hinter dem Breiten Weg, nahe Hauseingang Erzbergerstraße 18 (Karte)                                    | 11. Nov. 2021 | Biografie: Esterzon_Familie.PDF (PDF; 479,9 kB)                                         |
| Esterzon, Dinah                                 | HIER WOHNTE DINAH ESTERZON JG. 1922 ´POLENAKTION´ 1938 BENTSCHEN/ZBASZYM 1939 BIALYSTOK ERMORDET JUNI 1941                                                         | Esterzon, Dinah                                 | Parkplatz/Freifläche hinter dem Breiten Weg, nahe Hauseingang Erzbergerstraße 18 (Karte)                                    | 11. Nov. 2021 | Biografie: Esterzon_Familie.PDF (PDF; 479,9 kB)                                         |
| Esterzon, Jankiel                               | HIER WOHNTE JAKOB ESTERZON JG. 1900 ´POLENAKTION´ 1938 BENTSCHEN/ZBASZYM 1939 BIALYSTOK ERMORDET JUNI 1941                                                         | Esterzon, Jankiel                               | Parkplatz/Freifläche hinter dem Breiten Weg, nahe Hauseingang Erzbergerstraße 18 (Karte)                                    | 11. Nov. 2021 | Biografie: Esterzon_Familie.PDF (PDF; 479,9 kB)                                         |
| Feit, Fanny geb. Kesten                         | HIER WOHNTE FANNY FEIT GEB. KESTEN JG. 1902 DEPORTIERT 1943 ERMORDET IN AUSCHWITZ                                                                                  | Feit, Fanny geb. Kesten                         | vor Zugangsweg Jakobstraße 34–38 (Karte)                                                                                    | 16. März 2011 | Biografie: Feit_Ehepaar_und_Sohn_Manfred.PDF (PDF; 172,5 kB)                            |
| Feit, Hillel                                    | HIER WOHNTE HILLEL FEIT JG. 1898 VERHAFTET 1939 TOT 1941 IN BUCHENWALD                                                                                             | Feit, Hillel                                    | vor Zugangsweg Jakobstraße 34–38 (Karte)                                                                                    | 16. März 2011 | Biografie: Feit_Ehepaar_und_Sohn_Manfred.PDF (PDF; 172,5 kB)                            |
| Feit, Manfred                                   | HIER WOHNTE MANFRED FEIT JG. 1927 DEPORTIERT 1943 ERMORDET IN AUSCHWITZ                                                                                            | Feit, Manfred                                   | vor Zugangsweg Jakobstraße 34–38 (Karte)                                                                                    | 16. März 2011 | Biografie: Feit_Ehepaar_und_Sohn_Manfred.PDF (PDF; 172,5 kB)                            |
| Flater, Lothar                                  | HIER WOHNTE LOTHAR FLATER JG. 1882 ´SCHUTZHAFT´ 1938 KZ BUCHENWALD DEPORTIERT 1942 GHETTO WARSCHAU ERMORDET                                                        | Flater, Lothar                                  | Giebel Mühlenstraße 1 (Karte)                                                                                               | 27. Sep. 2024 | Biografie: Flater_Lothar.PDF (PDF; 551 kB)                                              |
| Fleischer, Helene geb. Süßkind                  | HIER WOHNTE HELENE FLEISCHER GEB. SÜSSKIND JG. 1862 DEPORTIERT 18.11.1942 THERESIENSTADT ERMORDET 29.11.1942                                                       | Fleischer, Helene geb. Süßkind                  | Albrechtstraße 8 (Karte) | 7. Dez. 2007  | Biografie: Fleischer_Helene_und_ihr_Sohn_Martin.PDF (PDF; 297 kB)                       |
| Fleischer, Martin                               | HIER WOHNTE MARTIN FLEISCHER JG. 1885 VERHAFTET 23.6.1939 SACHSENHAUSEN ERMORDET 4.2.1942 DACHAU                                                                   | Fleischer, Martin                               | Ernst-Reuter-AIIee, Mitteleingang 'Allee-Center' (Karte)                                                                    | 7. Dez. 2007  | Biografie: Fleischer_Helene_und_ihr_Sohn_Martin.PDF (PDF; 297 kB)                       |
| Fliess, Ernst                                   | HIER WOHNTE ERNST FLIESS JG. 1877 GEDEMÜTIGT/ENTRECHTET FLUCHT IN DEN TOD 1936                                                                                     | Fliess, Ernst                                   | vor City Carré, zwischen Kantstraße und Am Alten Theater (Karte)                                                            | 17. März 2011 | Biografie: Fließ_Ernst.PDF (PDF; 374 kB)                                                |
| Frajmund, Denny                                 | HIER WOHNTE DENNY FRAJMUND JG. 1942 DEPORTIERT 1943 ERMORDET IN AUSCHWITZ                                                                                          | Frajmund, Denny                                 | Bahnhofstraße, Ecke Hasselbachstraße (Karte)                                                                                | 1. Juli 2008  | Biografie: Frajmund_Familie.PDF (PDF; 205,3 kB)                                         |
| Frajmund, Helene geb. Stein                     | HIER WOHNTE HELENE FRAJMUND GEB. STEIN JG. 1868 DEPORTIERT 1943 ERMORDET IN AUSCHWITZ                                                                              | Frajmund, Helene geb. Stein                     | Bahnhofstraße, Ecke Hasselbachstraße (Karte)                                                                                | 1. Juli 2008  | Biografie: Frajmund_Familie.PDF (PDF; 205,3 kB)                                         |
| Frajmund, Motel                                 | HIER WOHNTE MOTEL FRAJMUND JG. 1896 DEPORTIERT 1943 ERMORDET IN AUSCHWITZ                                                                                          | Frajmund, Motel                                 | Bahnhofstraße, Ecke Hasselbachstraße (Karte)                                                                                | 1. Juli 2008  | Biografie: Frajmund_Familie.PDF (PDF; 205,3 kB)                                         |
| Frajmund, Wolfgang                              | HIER WOHNTE WOLFGANG FRAJMUND JG. 1937 DEPORTIERT 1943 ERMORDET IN AUSCHWITZ                                                                                       | Frajmund, Wolfgang                              | Bahnhofstraße, Ecke Hasselbachstraße (Karte)                                                                                | 1. Juli 2008  | Biografie: Frajmund_Familie.PDF (PDF; 205,3 kB)                                         |
| Freiberg, Lilly                                 | HIER WOHNTE LILLY FREIBERG JG. 1889 DEPORTIERT 1943 AUSCHWITZ ERMORDET                                                                                             | Freiberg, Lilly                                 | Neustädter Straße, gegenüber Einmündung Faßlochsberg (Karte)                                                                | 24. März 2010 | Biografie: Freiberg_Lilli.PDF (PDF; 247,6 kB)                                           |
| Friedländer, Margot                             | HIER WOHNTE MARGOT FRIEDLÄNDER JG. 1931 ZWANGSARBEIT 1944 MAGDEBURG ÜBERLEBT                                                                                       | Friedländer, Margot                             | Fußweg zwischen Listemann- und Walther-Rathenau-Straße (Karte)                                                              | 9. Okt. 2012  | Biografie: Friedländer_Max_Martin_und_Tochter_Margot.PDF (PDF; 170,9 kB)                |
| Friedländer, Max Martin                         | HIER WOHNTE MAX FRIEDLÄNDER JG. 1900 DEPORTIERT 1943 AUSCHWITZ ERMORDET 23.1.1944                                                                                  | Friedländer, Max Martin                         | Fußweg zwischen Listemann- und Walther-Rathenau-Straße (Karte)                                                              | 9. Okt. 2012  | Biografie: Friedländer_Max_Martin_und_Tochter_Margot.PDF (PDF; 170,9 kB)                |
| Friedler, Abraham                               | HIER WOHNTE ABRAHAM FRIEDLER JG. 1865 DEPORTIERT 1943 ERMORDET IN AUSCHWITZ                                                                                        | Friedler, Abraham                               | gegenüber Stadtbibliothek (Karte)                                                                                           | 14. Nov. 2008 | Biografie: Friedler_Abraham_Ehepaar.PDF (PDF; 266,6 kB)                                 |
| Friedler, Joseph Pinchas                        | HIER WOHNTE JOSEPH FRIEDLER JG. 1887 ABGESCHOBEN 1938 NACH POLEN ???                                                                                               | Friedler, Joseph Pinchas                        | gegenüber Stadtbibliothek (Karte)                                                                                           | 14. Nov. 2008 | Biografie: Friedler_Joseph_und_Tochter_Gusta_Herz.PDF (PDF; 196,7 kB)                   |
| Friedler, Marian Freide geb. Geller             | HIER WOHNTE FRIEDA MARIE FRIEDLER GEB. GELLER JG. 1895 DEPORTIERT 1943 ERMORDET IN AUSCHWITZ                                                                       | Friedler, Marian Freide geb. Geller             | gegenüber Stadtbibliothek (Karte)                                                                                           | 14. Nov. 2008 | Biografie: Friedler_Abraham_Ehepaar.PDF (PDF; 266,6 kB)                                 |
| Friedmann, Cäcilie geb. Feldstein               | HIER WOHNTE CÄCILIE FRIEDMANN GEB. FELDSTEIN JG. 1868 DEPORTIERT 1942 TOT 1943 IN THERESIENSTADT                                                                   | Friedmann, Cäcilie geb. Feldstein               | Peterstraße 7 (Karte) | 16. März 2011 | Biografie: Friedmann_Familie.PDF (PDF; 214,7 kB)                                        |
| Friedmann, David                                | HIER WOHNTE DAVID FRIEDMANN JG. 1901 AUSGEWIESEN 1938 POLEN ??? | Friedmann, David                                | Peterstraße 7 (Karte) | 16. März 2011 | Biografie: Friedmann_Familie.PDF (PDF; 214,7 kB)                                        |
| Friedmann, Lea Lia                              | HIER WOHNTE LEA LIA FRIEDMANN JG. 1930 DEPORTIERT 1942 GHETTO WARSCHAU ERMORDET 1942 IN TREBLINKA                                                                  | Friedmann, Lea Lia                              | Peterstraße 7 (Karte) | 16. März 2011 | Biografie: Friedmann_Familie.PDF (PDF; 214,7 kB)                                        |
| Friedmann, Mirl                                 | HIER WOHNTE MIRL FRIEDMANN JG. 1893 DEPORTIERT 1942 GHETTO WARSCHAU ERMORDET 1942 IN TREBLINKA                                                                     | Friedmann, Mirl                                 | Peterstraße 7 (Karte) | 16. März 2011 | Biografie: Friedmann_Familie.PDF (PDF; 214,7 kB)                                        |
| Friedmann, Samuel                               | HIER WOHNTE SAMUEL FRIEDMANN JG. 1865 DEPORTIERT 1942 TOT 1945 IN TREBLINKA                                                                                        | Friedmann, Samuel                               | Peterstraße 7 (Karte) | 16. März 2011 | Biografie: Friedmann_Familie.PDF (PDF; 214,7 kB)                                        |
| Futermann, Herzko Hermann                       | HIER WOHNTE HERZKO FUTERMANN JG. 1892 POLANAKTION 1938 BENTSCHEN/ZBASZYN GHETTO WARSCHAU FLUCHT FRANKREICH INTERNIERT DRANCY DEPORTIERT 1942 ERMORDET IN AUSCHWITZ | Futermann, Herzko Hermann                       | Peterstraße 9 (Karte) | 8. Dez. 2019  | Biografie: Futermann_Ehepaar.PDF (PDF; 574,2 kB)                                        |
| Futermann, Zyla Tzvia geb. Mensohn              | HIER WOHNTE ZYLA FUTTERMANN GEB. MANASOHN JG. 1896 FLUCHT JULI 1939 POLEN GHETTO WARSCHAU ERMORDET IN TREBLINKA                                                    | Futermann, Zyla Tzvia geb. Mensohn              | Peterstraße 9 (Karte) | 8. Dez. 2019  | Biografie: Futermann_Ehepaar.PDF (PDF; 574,2 kB)                                        |
| Gipsmann, Frajdla                               | HIER WOHNTE FRAIDLA GIPSMANN GEB. FOGIEL JG. 1898 FLUCHT 1933 FRANKREICH VERSTECKT ÜBERLEBT                                                                        | Gipsmann, Frajdla                               | E.-Reuter-Allee zwischen nördlichen Eingängen Alleecenter (Karte)                                                           | 27. Sep. 2024 | Biografie: Gipsmann_S_Familie.PDF (PDF; 438 kB)                                         |
| Gipsmann, Jakob                                 | HIER WOHNTE JAKOB GIPSMANN JG. 1922 FLUCHT 1933 FRANKREICH DEPORTIERT 1942 AUSCHWITZ ERMORDET 2.7.1942                                                             | Gipsmann, Jakob                                 | E.-Reuter-Allee zwischen nördlichen Eingängen Alleecenter (Karte)                                                           | 27. Sep. 2024 | Biografie: Gipsmann_S_Familie.PDF (PDF; 438 kB)                                         |
| Gipsmann, Sarah-Suzanne                         | HIER WOHNTE SARAH-SUSANNE GIPSMANN JG. 1927 FLUCHT 1933 FRANKREICH VERSTECKT ÜBERLEBT                                                                              | Gipsmann, Sarah-Suzanne                         | E.-Reuter-Allee zwischen nördlichen Eingängen Alleecenter (Karte)                                                           | 27. Sep. 2024 | Biografie: Gipsmann_S_Familie.PDF (PDF; 438 kB)                                         |
| Gipsmann, Simon                                 | HIER WOHNTE SIMON GIPSMANN JG. 1900 FLUCHT 1933 FRANKREICH DEPORTIERT 1943 SOBIBOR ERMORDET                                                                        | Gipsmann, Simon                                 | E.-Reuter-Allee zwischen nördlichen Eingängen Alleecenter (Karte)                                                           | 27. Sep. 2024 | Biografie: Gipsmann_S_Familie.PDF (PDF; 438 kB)                                         |
| Goldschmidt, Herbert                            | HERBERT GOLDSCHMIDT JG. 1890 BÜRGERMEISTER 1919-1933 DEPORTIERT 1942 ERMORDET 1943 IN RIGA                                                                         | Goldschmidt, Herbert                            | Rathaus – Südostecke, Jakobstraße Ein Stolperstein für Herbert Goldschmidt liegt auch in Berlin (Droysenstraße 18). (Karte) | 18. März 2007 | Biografie: Goldschmidt_Herbert_Friedrich_Max_und_Frau_Margarethe.PDF (PDF; 486 kB)      |
| Goldschmidt, Margarethe geb. Ittmann            | | Goldschmidt, Margarethe geb. Ittmann            | Kein Stein in Magdeburg Ein Stolperstein für Margarethe Goldschmidt liegt in Berlin (Droysenstraße 18). (Karte)             | 18. März 2007 | Biografie: Goldschmidt_Herbert_Friedrich_Max_und_Frau_Margarethe.PDF (PDF; 486 kB)      |
| Granek, Gerry Gerhard                           | HIER WOHNTE GERRY GERHARD GRANEK JG. 1924 ´POLENAKTION´ 1938 ZURÜCKGEKEHRT FLUCHT HOLLAND KANADA                                                                   | Granek, Gerry Gerhard                           | Jakobstraße gegenüber Einmündung Julius-Bremer-Str. (Karte)                                                                 | 27. Sep. 2024 | Biografie: Granek_Familie.PDF (PDF; 561 kB)                                             |
| Granek, Jack Jochen                             | HIER WOHNTE JACK JOCHEN GRANEK JG. 1920 ´POLENAKTION´ 1938 ZURÜCKGEKEHRT FLUCHT HOLLAND KANADA                                                                     | Granek, Jack Jochen                             | Jakobstraße gegenüber Einmündung Julius-Bremer-Str. (Karte)                                                                 | 27. Sep. 2024 | Biografie: Granek_Familie.PDF (PDF; 561 kB)                                             |
| Granek, Moszek                                  | HIER WOHNTE MOSZEK MORITZ GRANEK JG. 1901 ´POLENAKTION´ 1938 BENTSCHEN/ZBASZYN FLUCHT ENGLAND KANADA                                                               | Granek, Moszek                                  | Jakobstraße gegenüber Einmündung Julius-Bremer-Str. (Karte)                                                                 | 27. Sep. 2024 | Biografie: Granek_Familie.PDF (PDF; 561 kB)                                             |
| Granek, Zysla                                   | HIER WOHNTE ZYSLA LEAH GRANEK GEB. ROGENFISCH JG. 1889 ´POLENAKTION´ 1938 ZURÜCKGEKEHRT FLUCHT HOLLAND KANADA                                                      | Granek, Zysla                                   | Jakobstraße gegenüber Einmündung Julius-Bremer-Str. (Karte)                                                                 | 27. Sep. 2024 | Biografie: Granek_Familie.PDF (PDF; 561 kB)                                             |
| Gryncajgier, Eva                                | HIER WOHNTE EVA GRYNCAJGIER JG. 1928 FLUCHT FRANKREICH INTERNIERT PITHIVIERS DEPORTIERT 1942 ERMORDET IN AUSCHWITZ                                                 | Gryncajgier, Eva                                | Weitlingstraße / Ecke Große Steinernetischstraße (Karte)                                                                    | 8. März 2012  | Biografie: Gryncajgier_Idessa_und_ihre_Töchter_Minna_und_Erna.PDF (PDF; 171,1 kB)       |
| Gryncajgier, ldessa geb. Friderich              | HIER WOHNTE IDESSA GRYNCAJGIER GEB. FRIDERICH JG. 1903 FLUCHT FRANKREICH INTERNIERT PITHIVIERS DEPORTIERT 1942 ERMORDET IN AUSCHWITZ                               | Gryncajgier, ldessa geb. Friderich              | Weitlingstraße / Ecke Große Steinernetischstraße (Karte)                                                                    | 8. März 2012  | Biografie: Gryncajgier_Idessa_und_ihre_Töchter_Minna_und_Erna.PDF (PDF; 171,1 kB)       |
| Gryncajgier, Minna                              | HIER WOHNTE MINNA GRYNCAJGIER JG. 1926 FLUCHT FRANKREICH INTERNIERT PITHIVIERS DEPORTIERT 1942 AUSCHWITZ ERMORDET 10.10.1942                                       | Gryncajgier, Minna                              | Weitlingstraße / Ecke Große Steinernetischstraße (Karte)                                                                    | 8. März 2012  | Biografie: Gryncajgier_Idessa_und_ihre_Töchter_Minna_und_Erna.PDF (PDF; 171,1 kB)       |
| Guradze, Heinz Dr.                              | HIER WOHNTE DR. HEINZ GURADZE GEB. LEWIN JG. 1898 FLUCHT 1937 USA                                                                                                  | Guradze, Heinz Dr.                              | vor Eingang Steubenallee 3 (Karte)                                                                                          | 31. Aug. 2023 | Biografie: Lewin_Guradze_Familie.PDF (PDF; 492 kB)                                      |
| Hagen, Beila Berta                              | HIER WOHNTE BEILA BERTA HAGEN GEB. WEISENBERG JG. 1905 FLUCHT 1939 KUBA                                                                                            | Hagen, Beila Berta                              | gegenüber Faßlochsberg 7 (Karte)                                                                                            | 26. Sep. 2022 | Biografie: Hagen_Izzak_Familie.PDF (PDF; 586 kB)                                        |
| Hagen, David                                    | HIER WOHNTE DAVID HAGEN GEB. 8.1.1935 TOT 16.1.1935 | Hagen, David                                    | Jakobstraße gegenüber Einmündung Neustädterstr. (Karte)                                                                     | 27. Sep. 2024 | Biografie: Hagen_L_Familie.PDF (PDF; 442 kB)                                            |
| Hagen, Ester                                    | HIER WOHNTE ESTER HAGEN GEB. WEISENBERG JG. 1907 FLUCHT 1939 KUBA 1940 USA                                                                                         | Hagen, Ester                                    | Jakobstraße gegenüber Einmündung Neustädterstr. (Karte)                                                                     | 27. Sep. 2024 | Biografie: Hagen_L_Familie.PDF (PDF; 442 kB)                                            |
| Hagen, Israel Jakob                             | HIER WOHNTE ISRAEL JAKOB JACK HAGEN JG. 1937 FLUCHT 1939 KUBA 1940 USA                                                                                             | Hagen, Israel Jakob                             | Jakobstraße gegenüber Einmündung Neustädterstr. (Karte)                                                                     | 27. Sep. 2024 | Biografie: Hagen_L_Familie.PDF (PDF; 442 kB)                                            |
| Hagen, Issak Leib                               | HIER WOHNTE IZAAK LEIB HAGEN JG. 1905 FLUCHT 1939 KUBA | Hagen, Issak Leib                               | gegenüber Faßlochsberg 7 (Karte)                                                                                            | 26. Sep. 2022 | Biografie: Hagen_Izzak_Familie.PDF (PDF; 586 kB)                                        |
| Hagen, Leibisch                                 | HIER WOHNTE LEIBISCH 'HERSCHEL' HAGEN JG. 1904 FLUCHT 1939 KUBA 1940 USA                                                                                           | Hagen, Leibisch                                 | Jakobstraße gegenüber Einmündung Neustädterstr. (Karte)                                                                     | 27. Sep. 2024 | Biografie: Hagen_L_Familie.PDF (PDF; 442 kB)                                            |
| Hagen, Moses Manfred                            | HIER WOHNTE MOSES MANFRED HAGEN JG. 1936 FLUCHT 1939 KUBA 1940 KUBA                                                                                                | Hagen, Moses Manfred                            | Jakobstraße gegenüber Einmündung Neustädterstr. (Karte)                                                                     | 27. Sep. 2024 | Biografie: Hagen_L_Familie.PDF (PDF; 442 kB)                                            |
| Hagen, Moses Max                                | HIER WOHNTE MOSES MAX HAGEN JG. 1934 FLUCHT 1939 KUBA | Hagen, Moses Max                                | gegenüber Faßlochsberg 7 (Karte)                                                                                            | 26. Sep. 2022 | Biografie: Hagen_Izzak_Familie.PDF (PDF; 586 kB)                                        |
| Hagen, Ruth                                     | HIER WOHNTE RUTH HAGEN JG. 1932 FLUCHT 1939 KUBA | Hagen, Ruth                                     | gegenüber Faßlochsberg 7 (Karte)                                                                                            | 26. Sep. 2022 | Biografie: Hagen_Izzak_Familie.PDF (PDF; 586 kB)                                        |
| Hammelburger, Siegbert                          | HIER WOHNTE SIEGBERT HAMMELBURGER JG. 1895 DEPORTIERT 1942 ERMORDET IM BESETZTEN POLEN                                                                             | Hammelburger, Siegbert                          | Neue Strombrücke, am Martin-Luther-Hain und Fußweg zum Johannisberg (Karte)                                                 | 18. Nov. 2015 | Biografie: Hammelburger_Siegbert.PDF (PDF; 507,9 kB)                                    |
| Händler, Teofila (Toni)                         | HIER WOHNTE TEOFILA ´TONI´ HÄNDLER JG. 1902 DEPORTIERT 1942 GHETTO WARSCHAU ERMORDET                                                                               | Händler, Teofila (Toni)                         | östlich Peterstraße 1 im Gehweg zur Jakobstr. (Karte)                                                                       | 11. Nov. 2021 | Biografie: Händler_Teofila.PDF (PDF; 458,2 kB)                                          |
| Heilbrun, Ida                                   | HIER WOHNTE IDA HEILBRUN GEB. ROTHENSTEIN JG. 1875 DEPORTIERT 1942 THERESIENSTADT ERMORDET 2.2.1943                                                                | Heilbrun, Ida                                   | Geißlerstraße 3 (Karte) | 26. Sep. 2022 | Biografie: Heilbrun_Ida.PDF (PDF; 570 kB)                                               |
| Heinemann, Ehrich                               | HIER WOHNTE ERICH HEINEMANN JG. 1885 ´SCHUTZHAFT´ 1938 BUCHENWALD DEPORTIERT 1942 GHETTO WARSCHAU ERMORDET                                                         | Heinemann, Ehrich                               | Bahnhofstraße 45 (Karte) | 28. Sep. 2016 | Biografie: Heinemann_Ehrich_Ehepaar.PDF (PDF; 479,4 kB)                                 |
| Heinemann, Johanna geb. Wolfsohn                | HIER WOHNTE JOHANNA HEINEMANN GEB. WOLFSOHN JG. 1891 DEPORTIERT 1942 GHETTO WARSCHAU ERMORDET                                                                      | Heinemann, Johanna geb. Wolfsohn                | Bahnhofstraße 45 (Karte) | 28. Sep. 2016 | Biografie: Heinemann_Ehrich_Ehepaar.PDF (PDF; 479,4 kB)                                 |
| Henschke, Hedwig                                | HIER WOHNTE HEDWIG HENSCHKE GEB. HIRSCH JG. 1880 DEPORTIERT 1942 GHETTO WARSCHAU ERMORDET                                                                          | Henschke, Hedwig                                | Kantstraße 6, Westeingang City-Carre, neben dem Kino (Karte)                                                                | 7. Mai 2024   | Biografie: Henschke_Hedwig.PDF (PDF; 654 kB)                                            |
| Herrmann, Otto                                  | HIER WOHNTE OTTO HERRMANN JG. 1880 DEPORTIERT 1942 THERESIENSTADT 1944 AUSCHWITZ ERMORDET                                                                          | Herrmann, Otto                                  | Fußweg gegenüber Große Klosterstraße 3 (Karte)                                                                              | 14. Nov. 2008 | Biografie: Herrmann_Ehepaar.PDF (PDF; 269,6 kB)                                         |
| Herrmann, Regina geb. Manneberg                 | HIER WOHNTE REGINA HERRMANN GEB. MANNEBERG JG. 1886 DEPORTIERT 1942 THERESIENSTADT 1944 AUSCHWITZ ERMORDET                                                         | Herrmann, Regina geb. Manneberg                 | Fußweg gegenüber Große Klosterstraße 3 (Karte)                                                                              | 14. Nov. 2008 | Biografie: Herrmann_Ehepaar.PDF (PDF; 269,6 kB)                                         |
| Herz, Adolf Hersch                              | HIER WOHNTE ADOLF HERSCH HERZ JG. 1928 FLUCHT 1939 BELGIEN INTERNIERT MALINES DEPORTIERT 1942 AUSCHWITZ ERMORDET                                                   | Herz, Adolf Hersch                              | Jakobstraße / Ecke Neustädter Straße (Karte)                                                                                | 11. Sep. 2009 | Biografie: Herz_Bernhard_und_seine_Kinder.PDF (PDF; 310,8 kB)                           |
| Herz, Bernhard                                  | HIER WOHNTE BERNHARD HERZ JG. 1898 FLUCHT 1939 BELGIEN INTERNIERT MALINES DEPORTIERT 1942 AUSCHWITZ ERMORDET                                                       | Herz, Bernhard                                  | Jakobstraße / Ecke Neustädter Straße (Karte)                                                                                | 11. Sep. 2009 | Biografie: Herz_Bernhard_und_seine_Kinder.PDF (PDF; 310,8 kB)                           |
| Herz, Betti                                     | HIER WOHNTE BETTI HERZ JG. 1926 FLUCHT 1939 BELGIEN INTERNIERT MALINES DEPORTIERT 1942 AUSCHWITZ ERMORDET                                                          | Herz, Betti                                     | Jakobstraße / Ecke Neustädter Straße (Karte)                                                                                | 11. Sep. 2009 | Biografie: Herz_Bernhard_und_seine_Kinder.PDF (PDF; 310,8 kB)                           |
| Herz, Gusta geb. Friedler                       | HIER WOHNTE GUSTA HERZ GEB. FRIEDLER JG. 1884 DEPORTIERT 1942 NACH POLEN ???                                                                                       | Herz, Gusta geb. Friedler                       | Breiter Weg, gegenüber Stadtbibliothek (Karte)                                                                              | 14. Nov. 2008 | Biografie: Herz_Gusta_und_Vater_Joseph_Friedler.PDF (PDF; 196,7 kB)                     |
| Herz, Mali                                      | HIER WOHNTE MALI HERZ JG. 1924 FLUCHT 1939 BELGIEN INTERNIERT MALINES DEPORTIERT 1942 AUSCHWITZ ERMORDET                                                           | Herz, Mali                                      | Jakobstraße / Ecke Neustädter Straße (Karte)                                                                                | 11. Sep. 2009 | Biografie: Herz_Bernhard_und_seine_Kinder.PDF (PDF; 310,8 kB)                           |
| Herz, Mechel                                    | HIER WOHNTE MECHEL HERZ JG. 1857 DEPORTIERT 25.11.1942 THERESIENSTADT ERMORDET 26.2.1943                                                                           | Herz, Mechel                                    | Jakobstraße / Ecke Neustädter Straße (Karte)                                                                                | 11. Sep. 2009 | Biografie: Herz_Mechel.PDF (PDF; 268 kB)                                                |
| Heyer, Heinrich Georg Karl                      | HIER WOHNTE HEINRICH GEORG KARL HEYER JG. 1914 VERHAFTET 1935/1937 VERURTEILT 1938 ZUCHTHAUS COSWIG 1943 BUCHENWALD ERMORDET 9.4.1944 BERGEN-BELSEN                | Heyer, Heinrich Georg Karl                      | Danzstraße 3 (Karte) | 7. Okt. 2011  | Biografie: Heyer_Heinrich_Georg_Karl.PDF (PDF; 165,9 kB)                                |
| Heymann, Werner                                 | HIER WOHNTE WERNER HEYMANN JG. 1908 FLUCHT 1936 ENGLAND | Heymann, Werner                                 | Anhaltstraße 9 (Karte) | 10. Dez. 2023 | Biografie: Heymann_Werner.PDF (PDF; 561 kB)                                             |
| Himmelstern, Abraham                            | HIER WOHNTE ABRAHAM HIMMELSTERN JG. 1878 DEPORTIERT 1942 GHETTO WARSCHAU ERMORDET 1942 IN TREBLINKA                                                                | Himmelstern, Abraham                            | Kleine Schulstraße, Eingang Kita (Karte)                                                                                    | 17. März 2011 | Biografie: Himmelstern_Ehepaar.PDF (PDF; 169,1 kB)                                      |
| Himmelstern, Rudolfine geb. Laufer              | HIER WOHNTE RUDOLFINE HIMMELSTERN GEB. LAUFER JG. 1896 DEPORTIERT 1942 GHETTO WARSCHAU ERMORDET 1942 IN TREBLINKA                                                  | Himmelstern, Rudolfine geb. Laufer              | Kleine Schulstraße, Eingang Kita (Karte)                                                                                    | 17. März 2011 | Biografie: Himmelstern_Ehepaar.PDF (PDF; 169,1 kB)                                      |
| Hirsch, Charlotte geb. Gottschalk               | HIER WOHNTE CHARLOTTE HIRSCH GEB. GOTTSCHALK JG. 1894 FLUCHT 1937 HOLLAND INTERNIERT WESTERBORK DEPORTIERT 1943 SOBIBOR ERMORDET 28.5.1943                         | Hirsch, Charlotte geb. Gottschalk               | Schleinufer 12 (Karte) | 11. Okt. 2013 | Biografie: Hirsch_Ehepaar.PDF (PDF; 169,2 kB)                                           |
| Hirsch, Eugen                                   | HIER WOHNTE EUGEN HIRSCH JG. 1891 FLUCHT 1937 HOLLAND INTERNIERT WESTERBORK DEPORTIERT 1943 SOBIBOR ERMORDET 28.5.1943                                             | Hirsch, Eugen                                   | Schleinufer 12 (Karte) | 11. Okt. 2013 | Biografie: Hirsch_Ehepaar.PDF (PDF; 169,2 kB)                                           |
| Hirsch, Sophie                                  | HIER WOHNTE SOPHIE HIRSCH JG. 1877 EINGEWIESEN 1942 HEIL- UND PFLEGEANSTALT BENDORF-SAYN DEPORTIERT 1942 SOBIBOR ERMORDET                                          | Hirsch, Sophie                                  | Kantstraße 6, Westeingang City-Carre, neben dem Kino (Karte)                                                                | 7. Mai 2024   | Biografie: Hirsch_Sophie.PDF (PDF; 655 kB)                                              |
| Hirschland, Albert                              | HIER WOHNTE ALBERT HIRSCHLAND JG. 1896 VERHAFTET 1935 SOG. RASSENSCHANDE ZUCHTHAUS BRANDENBURG DEPORTIERT AUSCHWITZ ERMORDET 18.2.1943                             | Hirschland, Albert                              | Ernst-Reuter-Allee 37 (Karte)                                                                                               | 10. Okt. 2023 | Biografie: Hirschland_Albert.PDF (PDF; 659 kB)                                          |
| Hoch, Mechel Jojne                              | HIER WOHNTE MECHEL JOJNE HOCH JG. 1895 ´POLENAKTION´ 1938 BENTSCHEN/ZBASZYN RZESZOW SCHICKSAL UNBEKANNT                                                            | Hoch, Mechel Jojne                              | Weitlingstraße vor Peterstr.20 (Karte)                                                                                      | 8. Juli 2021  | Biografie: Hoch_Selig_und_Sohn.PDF (PDF; 486,4 kB)                                      |
| Hoch, Selig                                     | HIER WOHNTE SELIG HOCH JG. 1867 ´SCHUTZHAFT´ 1938 BUCHENWALD VERHAFTET 1940 GEFÄNGNIS GLEIWITZ DEPORTIERT 1942 THERESIENSTADT ERMORDET 25.10.1942                  | Hoch, Selig                                     | Weitlingstraße vor Peterstr.20 (Karte)                                                                                      | 8. Juli 2021  | Biografie: Hoch_Selig_und_Sohn.PDF (PDF; 486,4 kB)                                      |
| Hochberg, Rosa Ruchel                           | HIER WOHNTE ROSA RUCHEL HOCHBERG GEB. FELDSTEIN JG. 1889 DEPORTIERT 1942 ERMORDET IM BESETZTEN POLEN                                                               | Hochberg, Rosa Ruchel                           | Peterstr. 2 (Karte) | 26. Sep. 2022 | Biografie: Hochberg_Ruchel.PDF (PDF; 572 kB)                                            |
| Hoffmann, Adolf                                 | HIER WOHNTE ADOLF HOFFMANN JG. 1882 ´SCHUTZHAFT´ 1938 BUCHENWALD DEPORTIERT 1942 GHETTO WARSCHAU ERMORDET                                                          | Hoffmann, Adolf                                 | Ulrichplatz 10 (Karte) | 11. Nov. 2021 | Biografie: Hoffmann_A_Ehepaar.PDF (PDF; 517,5 kB)                                       |
| Hoffmann, Hermine                               | HIER WOHNTE HERMINE HOFFMANN GEB. STERN JG. 1874 DEPORTIERT 1942 GHETTO WARSCHAU ERMORDET                                                                          | Hoffmann, Hermine                               | Ulrichplatz 10 (Karte) | 11. Nov. 2021 | Biografie: Hoffmann_A_Ehepaar.PDF (PDF; 517,5 kB)                                       |
| Horowitz, Marie geb. Bronner                    | HIER WOHNTE MARIE HOROWITZ GEB. BONNER JG. 1902 FLUCHT 1940 BELGIEN VERHAFTET 1940 DEPORTIERT 1942 RIGA 1944 STUTTHOF ERMORDET                                     | Horowitz, Marie geb. Bronner                    | Peterstraße 7 (Karte) | 22. Okt. 2010 | Biografie: Horowitz_Ehepaar.PDF (PDF; 215,9 kB)                                         |
| Horowitz, Moses                                 | HIER WOHNTE MOSES HOROWITZ JG. 1900 ABGESCHOBEN 1938 POLEN 1941 GHETTO TARNOW ERMORDET 1942                                                                        | Horowitz, Moses                                 | Peterstraße 7 (Karte) | 22. Okt. 2010 | Biografie: Horowitz_Ehepaar.PDF (PDF; 215,9 kB)                                         |
| Imbermann, Ester                                | HIER WOHNTE ESTER IMBERMANN GEB. LETTICH JG. 1894 FLUCHT 1933 POLEN DEPORTIERT 1942 GHETTO STANISLAU ERMORDET 1942                                                 | Imbermann, Ester                                | Bei der Hauptwache/Ecke Julius-Bremer-Str. (Karte)                                                                          | 8. Juni 2022  | Biografie: Imbermann_Chaim_Ehepaar.PDF (PDF; 482 kB)                                    |
| Imbermann, Khaim                                | HIER WOHNTE KHAIM IMBERMANN JG. 1890 FLUCHT 1933 POLEN DEPORTIERT 1942 AUF TRANSPORT ERMORDET                                                                      | Imbermann, Khaim                                | Bei der Hauptwache/Ecke Julius-Bremer-Str. (Karte)                                                                          | 8. Juni 2022  | Biografie: Imbermann_Chaim_Ehepaar.PDF (PDF; 482 kB)                                    |
| Israel, Hermann                                 | HIER WOHNTE HERMANN ROSENTHAL JG. 1862 DEPORTIERT 1942 THERESIENSTADT ERMORDET                                                                                     | Israel, Hermann                                 | Bahnhofstraße 36 (Karte) | 1. Juli 2008  | Biografie: Israel_Hermann.PDF (PDF; 359,7 kB)                                           |
| Jankelowitz, Alice geb. Bock                    | HIER WOHNTE ALICE JANKELOWITZ GEB. BOCK JG. 1893 DEPORTIERT 1942 GHETTO WARSCHAU ERMORDET 1942 TREBLINKA                                                           | Jankelowitz, Alice geb. Bock                    | Breiter Weg 11 (Karte) | 14. Nov. 2008 | Biografie: Jankelowitz_Ehepaar_und_Sohn_Günther.PDF (PDF; 263,9 kB)                     |
| Jankelowitz, Friedrich                          | HIER WOHNTE FRIEDRICH JANKELOWITZ JG. 1889 VERHAFTET 1938 BUCHENWALD 1940 SACHSENHAUSEN ERMORDET 12.10.1942                                                        | Jankelowitz, Friedrich                          | Breiter Weg 11 (Karte) | 14. Nov. 2008 | Biografie: Jankelowitz_Ehepaar_und_Sohn_Günther.PDF (PDF; 263,9 kB)                     |
| Jankelowitz, Günther                            | HIER WOHNTE GÜNTHER JANKELOWITZ JG. 1922 DEPORTIERT 1942 GHETTO WARSCHAU ERMORDET 1942 TREBLINKA                                                                   | Jankelowitz, Günther                            | Breiter Weg 11 (Karte) | 14. Nov. 2008 | Biografie: Jankelowitz_Ehepaar_und_Sohn_Günther.PDF (PDF; 263,9 kB)                     |
| Jankielewicz, Annelene                          | HIER WOHNTE ANNELENE JANKIELEWICZ JG. 1923 DEPORTIERT 1943 AUSCHWITZ ERMORDET                                                                                      | Jankielewicz, Annelene                          | östlich Peterstraße 1 im Gehweg zur Jakobstr. (Karte)                                                                       | 30. Nov. 2018 | Biografie: Jankielewicz_Familie.PDF (PDF; 469,3 kB)                                     |
| Jankielewicz, Chune Chaim                       | HIER WOHNTE CHUNE CHAIM JANKIELEWICZ JG. 1891 VERHAFTET 1939 BUCHENWALD 1942 NATZWEILER DACHAU AUSCHWITZ ERMORDET 13.1.1943                                        | Jankielewicz, Chune Chaim                       | östlich Peterstraße 1 im Gehweg zur Jakobstr. (Karte)                                                                       | 30. Nov. 2018 | Biografie: Jankielewicz_Familie.PDF (PDF; 469,3 kB)                                     |
| Jankielewicz, Hildegard Dora                    | HIER WOHNTE HILDEGARD DORA JANKIELEWICZ JG. 1920 DEPORTIERT 1942 GHETTO WARSCHAU ERMORDET                                                                          | Jankielewicz, Hildegard Dora                    | östlich Peterstraße 1 im Gehweg zur Jakobstr. (Karte)                                                                       | 30. Nov. 2018 | Biografie: Jankielewicz_Familie.PDF (PDF; 469,3 kB)                                     |
| Jankielewicz, Tauba Janta geb. Herszlikowicz    | HIER WOHNTE TAUBA JANTA JANKIELEWICZ GEB. HERZLINKOWICZ JG. 1898 DEPORTIERT 1943 ERMORDET IN AUSCHWITZ                                                             | Jankielewicz, Tauba Janta geb. Herszlikowicz    | östlich Peterstraße 1 im Gehweg zur Jakobstr. (Karte)                                                                       | 30. Nov. 2018 | Biografie: Jankielewicz_Familie.PDF (PDF; 469,3 kB)                                     |
| Joffe, Bela                                     | BELA JOFFE JG. 1938 DEPORTIERT 1943 ERMORDET IN AUSCHWITZ | Joffe, Bela                                     | Südlicher Fuß-/Radweg Walther-Rathenau-Str., Höhe Tunnelausfahrt Richtung Osten (Karte)                                     | 11. Nov. 2021 | Biografie: Joffe_Familie.PDF (PDF; 480,8 kB)                                            |
| Joffe, Dorothea geb. Lewin                      | DOROTHEA JOFFE GEB. LEWIN JG. 1878 DEPORTIERT 1943 ERMORDET IN AUSCHWITZ                                                                                           | Joffe, Dorothea geb. Lewin                      | Südlicher Fuß-/Radweg Walther-Rathenau-Str., Höhe Tunnelausfahrt Richtung Osten (Karte)                                     | 11. Nov. 2021 | Biografie: Joffe_Familie.PDF (PDF; 480,8 kB)                                            |
| Joffe, Freddy                                   | FREDDY JOFFE JG. 1914 FLUCHT 1938 ARGENTINIEN | Joffe, Freddy                                   | Südlicher Fuß-/Radweg Walther-Rathenau-Str., Höhe Tunnelausfahrt Richtung Osten (Karte)                                     | 11. Nov. 2021 | Biografie: Joffe_Familie.PDF (PDF; 480,8 kB)                                            |
| Joffe, Helga Gisela Juliane geb. Popp           | HELGA GISELA JOFFE GEB. POPP JG. 1919 DEPORTIERT 1943 ERMORDET IN AUSCHWITZ                                                                                        | Joffe, Helga Gisela Juliane geb. Popp           | Südlicher Fuß-/Radweg Walther-Rathenau-Str., Höhe Tunnelausfahrt Richtung Osten (Karte)                                     | 11. Nov. 2021 | Biografie: Joffe_Familie.PDF (PDF; 480,8 kB)                                            |
| Jucker, Harald                                  | HIER WOHNTE HARALD JUCKER JG. 1933 DEPORTIERT 1942 GHETTO WARSCHAU ERMORDET JULI 1942 TREBLINKA                                                                    | Jucker, Harald                                  | Liebigstraße 1 (Karte) | 22. Okt. 2010 | Biografie: Jucker_Ehepaar_und_Sohn_Harald.PDF (PDF; 187 kB)                             |
| Jucker, Leopold                                 | HIER WOHNTE LEOPOLD JUCKER JG. 1890 DEPORTIERT 1942 GHETTO WARSCHAU ERMORDET JULI 1942 TREBLINKA                                                                   | Jucker, Leopold                                 | Liebigstraße 1 (Karte) | 22. Okt. 2010 | Biografie: Jucker_Ehepaar_und_Sohn_Harald.PDF (PDF; 187 kB)                             |
| Jucker, Rosa (Rosel) geb. Katz                  | HIER WOHNTE ROSEL JUCKER GEB. KATZ JG. 1890 DEPORTIERT 1942 GHETTO WARSCHAU ERMORDET JULI 1942 TREBLINKA                                                           | Jucker, Rosa (Rosel) geb. Katz                  | Liebigstraße 1 (Karte) | 22. Okt. 2010 | Biografie: Jucker_Ehepaar_und_Sohn_Harald.PDF (PDF; 187 kB)                             |
| Juhe, Paul Walther Karl                         | HIER WOHNTE PAUL W. KARL JUHE JG. 1897 VERHAFTET 1937 1938 ZUCHTHAUS COSWIG 1940 SACHSENHAUSEN TOT 11.6.1940                                                       | Juhe, Paul Walther Karl                         | Jakobstraße, südlich Einkaufsmarkt (Karte)                                                                                  | 11. Nov. 2010 | Biografie: Juhe_Paul.PDF (PDF; 165,6 kB)                                                |
| Juran, Benzion                                  | HIER WOHNTE BENZION JURAN JG. 1890 DEPORTIERT 1942 GHETTO WARSCHAU ERMORDET JULI 1942 TREBLINKA                                                                    | Juran, Benzion                                  | Otto-von-Guericke-Straße 12 (Karte)                                                                                         | 22. Okt. 2010 | Biografie: Juran_Ehepaar_und_seine_Töchter.PDF (PDF; 189,4 kB)                          |
| Juran, Frieda                                   | HIER WOHNTE FRIEDA JURAN JG. 1920 DEPORTIERT 1942 GHETTO WARSCHAU ERMORDET JULI 1942 TREBLINKA                                                                     | Juran, Frieda                                   | Otto-von-Guericke-Straße 12 (Karte)                                                                                         | 22. Okt. 2010 | Biografie: Juran_Ehepaar_und_seine_Töchter.PDF (PDF; 189,4 kB)                          |
| Juran, Rosa                                     | HIER WOHNTE ROSA JURAN JG. 1924 DEPORTIERT 14.4.1942 GHETTO WARSCHAU ERMORDET JULI 1942 TREBLINKA                                                                  | Juran, Rosa                                     | Otto-von-Guericke-Straße 12 (Karte)                                                                                         | 22. Okt. 2010 | Biografie: Juran_Ehepaar_und_seine_Töchter.PDF (PDF; 189,4 kB)                          |
| Juran, Sara geb. Tiger                          | HIER WOHNTE SARA JURAN GEB. TIGER JG. 1887 DEPORTIERT 1942 GHETTO WARSCHAU ERMORDET JULI 1942 TREBLINKA                                                            | Juran, Sara geb. Tiger                          | Otto-von-Guericke-Straße 12 (Karte)                                                                                         | 22. Okt. 2010 | Biografie: Juran_Ehepaar_und_seine_Töchter.PDF (PDF; 189,4 kB)                          |
| Kagan, Saja Leib                                | HIER WOHNTE SAJA LEIB KAGAN BIS 1939 KAHAN JG. 1882 DEPORTIERT 1942 GHETTO WARSCHAU ERMORDET                                                                       | Kagan, Saja Leib                                | Faßlochsberg 31 (Karte) | 26. Sep. 2022 | Biografie: Kagan_Ehepaar.PDF (PDF; 490 kB)                                              |
| Kagan, Sara Leja                                | HIER WOHNTE SARA LEJA KAGAN BIS 1939 KAHAN JG. 1879 DEPORTIERT 1942 GHETTO WARSCHAU ERMORDET                                                                       | Kagan, Sara Leja                                | Faßlochsberg 31 (Karte) | 26. Sep. 2022 | Biografie: Kagan_Ehepaar.PDF (PDF; 490 kB)                                              |
| Kastner, Rosa geb. Bleicher                     | HIER WOHNTE ROSA KASTNER GEB. BLEICHER JG. 1864 DEPORTIERT 1942 THERESIENSTADT TOT 2.1.1943                                                                        | Kastner, Rosa geb. Bleicher                     | Weitlingstraße, Einmündung Peterstraße / Nordseite (Karte)                                                                  | 22. Okt. 2010 | Biografie: Kastner_Rosa_und_Sohn_Siegmund.PDF (PDF; 169,3 kB)                           |
| Kastner, Siegmund                               | HIER WOHNTE SIEGMUND KASTNER JG. 1898 ABGESCHOBEN 1938 POLEN ???                                                                                                   | Kastner, Siegmund                               | Weitlingstraße, Einmündung Peterstraße / Nordseite (Karte)                                                                  | 22. Okt. 2010 | Biografie: Kastner_Rosa_und_Sohn_Siegmund.PDF (PDF; 169,3 kB)                           |
| Kaufmann, Margarethe geb. Dietzsch verw. Stehle | HIER WOHNTE MARGARETHE KAUFMANN GEB. DIETZSCH JG. 1885 DEPORTIERT 1942 GHETTO WARSCHAU ERMORDET 1942 IN TREBLINKA                                                  | Kaufmann, Margarethe geb. Dietzsch verw. Stehle | 100 m Richtung Osten von Tunnelausfahrt Walther-Rathenau-Str. (Karte)                                                       | 15. März 2011 | Biografie: Kaufmann_Dr_Max_Ehepaar.PDF (PDF; 171,2 kB)                                  |
| Kaufmann, Max Dr.                               | HIER WOHNTE DR. MAX KAUFMANN JG. 1885 DEPORTIERT 1942 GHETTO WARSCHAU ERMORDET 1942 IN TREBLINKA                                                                   | Kaufmann, Max Dr.                               | 100 m Richtung Osten von Tunnelausfahrt Walther-Rathenau-Str. (Karte)                                                       | 15. März 2011 | Biografie: Kaufmann_Dr_Max_Ehepaar.PDF (PDF; 171,2 kB)                                  |
| Keller, Henoch Heinrich                         | HIER WOHNTE HENOCH HEINRICH KELLER JG. 1894 FLUCHT 1933 FRANKREICH INTERNIERT DRANCY DEPORTIERT 1942 ERMORDET IN AUSCHWITZ                                         | Keller, Henoch Heinrich                         | Schleinufer 20 (früher Fürstenufer 20) (Karte)                                                                              | 8. Juni 2022  | Biografie: Keller_Familie.PDF (PDF; 540 kB)                                             |
| Keller, Meier Wolfgang                          | HIER WOHNTE MEIER WOLFGANG KELLER JG. 1931 FLUCHT 1933 FRANKREICH INTERNIERT DRANCY DEPORTIERT 1942 ERMORDET IN AUSCHWITZ                                          | Keller, Meier Wolfgang                          | Schleinufer 20 (früher Fürstenufer 20) (Karte)                                                                              | 8. Juni 2022  | Biografie: Keller_Familie.PDF (PDF; 540 kB)                                             |
| Keller, Suzanne                                 | SUZANNE KELLER JG. 1937 MIT HILFE VERSTECKT ÜBERLEBT | Keller, Suzanne                                 | Schleinufer 20 (früher Fürstenufer 20) (Karte)                                                                              | 8. Juni 2022  | Biografie: Keller_Familie.PDF (PDF; 540 kB)                                             |
| Keller, Taube Antonia                           | HIER WOHNTE TAUBE ANTONIA KELLER GEB. ALTBAUER JG. 1902 FLUCHT 1933 FRANKREICH INTERNIERT DRANCY DEPORTIERT 1942 ERMORDET IN AUSCHWITZ                             | Keller, Taube Antonia                           | Schleinufer 20 (früher Fürstenufer 20) (Karte)                                                                              | 8. Juni 2022  | Biografie: Keller_Familie.PDF (PDF; 540 kB)                                             |
| Kempe, Betty geb. Hirschfeld                    | HIER WOHNTE BETTY KEMPE GEB. HIRSCHFELD JG. 1890 DEPORTIERT 1943 ERMORDET IN AUSCHWITZ                                                                             | Kempe, Betty geb. Hirschfeld                    | östlich Bärplatz 1 (Karte)                                                                                                  | 30. Nov. 2018 | Biografie: Kempe_Ehepaar.PDF (PDF; 468 kB)                                              |
| Kempe, Georg                                    | HIER WOHNTE GEORG KEMPE JG. 1883 ´SCHUTZHAFT´ 1938 BUCHENWALD DEPORTIERT 1943 ERMORDET IN AUSCHWITZ                                                                | Kempe, Georg                                    | östlich Bärplatz 1 (Karte)                                                                                                  | 30. Nov. 2018 | Biografie: Kempe_Ehepaar.PDF (PDF; 468 kB)                                              |
| Kern, Adele geb. Spatz                          | HIER WOHNTE ADELE KERN GEB. SPATZ JG. UNBEKANNT ABGESCHOBEN 1938 POLEN ???                                                                                         | Kern, Adele geb. Spatz                          | vor Eingang Breiter Weg 27 (Karte)                                                                                          | 22. Okt. 2010 | Biografie: Kern_Jacob_Ehepaar_und_Tochter.PDF (PDF; 176,4 kB)                           |
| Kern, Dora                                      | HIER WOHNTE DORA KERN JG. 1921 ABGESCHOBEN 1938 POLEN ??? | Kern, Dora                                      | vor Eingang Breiter Weg 27 (Karte)                                                                                          | 22. Okt. 2010 | Biografie: Kern_Jacob_Ehepaar_und_Tochter.PDF (PDF; 176,4 kB)                           |
| Kern, Golda geb. Furchtsam                      | HIER WOHNTE GOLDA KERN GEB. FURCHTSAM JG. 1902 DEPORTIERT 26.2.1943 ERMORDET IN AUSCHWITZ                                                                          | Kern, Golda geb. Furchtsam                      | Johannisbergstraße, nahe Schleinufer (Karte)                                                                                | 7. Dez. 2007  | Biografie: Kern_Michael_Ehepaar.PDF (PDF; 271,8 kB)                                     |
| Kern, Gusta geb. Furchtsam                      | HIER WOHNTE GUSTA KERN GEB. FURCHTSAM JG. 1896 DEPORTIERT 26.2.1943 ERMORDET IN AUSCHWITZ                                                                          | Kern, Gusta geb. Furchtsam                      | Peterstraße 7 (Karte) | 7. Dez. 2007  | Biografie: Kern_Nathan_Ehepaar_und_Tochter_Martha.PDF (PDF; 255,6 kB)                   |
| Kern, Jakob                                     | HIER WOHNTE JAKOB KERN JG. UNBEKANNT ABGESCHOBEN 1938 POLEN ??? | Kern, Jakob                                     | vor Eingang Breiter Weg 27 (Karte)                                                                                          | 22. Okt. 2010 | Biografie: Kern_Jacob_Ehepaar_und_Tochter.PDF (PDF; 176,4 kB)                           |
| Kern, Klara                                     | HIER WOHNTE KLARA KERN JG. 1920 ABGESCHOBEN 1938 POLEN ??? | Kern, Klara                                     | vor Eingang Breiter Weg 27 (Karte)                                                                                          | 22. Okt. 2010 | Biografie: Kern_Jacob_Ehepaar_und_Tochter.PDF (PDF; 176,4 kB)                           |
| Kern, Marianne                                  | HIER WOHNTE MARIANNE KERN JG. UNBEKANNT ABGESCHOBEN 1938 POLEN ???                                                                                                 | Kern, Marianne                                  | vor Eingang Breiter Weg 27 (Karte)                                                                                          | 22. Okt. 2010 | Biografie: Kern_Jacob_Ehepaar_und_Tochter.PDF (PDF; 176,4 kB)                           |
| Kern, Martha                                    | HIER WOHNTE MARTHA KERN JG. 1930 DEPORTIERT 26.2.1943 ERMORDET IN AUSCHWITZ                                                                                        | Kern, Martha                                    | Peterstraße 7 (Karte) | 7. Dez. 2007  | Biografie: Kern_Nathan_Ehepaar_und_Tochter_Martha.PDF (PDF; 255,6 kB)                   |
| Kern, Michael                                   | HIER WOHNTE MICHAEL KERN JG. 1893 DEPORTIERT 26.2.1943 ERMORDET IN AUSCHWITZ                                                                                       | Kern, Michael                                   | Johannisbergstraße, nahe Schleinufer (Karte)                                                                                | 7. Dez. 2007  | Biografie: Kern_Michael_Ehepaar.PDF (PDF; 271,8 kB)                                     |
| Kern, Nathan                                    | HIER WOHNTE NATHAN KERN JG. 1881 AUSGEWIESEN OKT. 1938 POLEN AUSCHWITZ ???                                                                                         | Kern, Nathan                                    | Peterstraße 7 (Karte) | 7. Dez. 2007  | Biografie: Kern_Nathan_Ehepaar_und_Tochter_Martha.PDF (PDF; 255,6 kB)                   |
| Kesten, Eva geb. Spindel                        | HIER WOHNTE EVA KESTEN GEB. SPINDEL JG. 1899 DEPORTIERT 1943 ERMORDET IN AUSCHWITZ                                                                                 | Kesten, Eva geb. Spindel                        | Gustav-Adolf-Straße / Ecke Tränsberg Westseite (Karte)                                                                      | 8. März 2012  | Biografie: Kesten_Eva.PDF (PDF; 168,3 kB)                                               |
| Kesten, Israel                                  | HIER WOHNTE ISRAEL KESTEN JG. 1869 DEPORTIERT 1942 TOT 1943 IN THERESIENSTADT                                                                                      | Kesten, Israel                                  | vor Zugangsweg Jakobstraße 34–38 (Karte)                                                                                    | 16. März 2011 | Biografie: Kesten_Israel.PDF (PDF; 169,2 kB)                                            |
| Klappholz, Alfred                               | HIER WOHNTE ALFRED KLAPPHOLZ JG. 1909 DEPORTIERT 26.2.1943 ERMORDET IN AUSCHWITZ                                                                                   | Klappholz, Alfred                               | Kantstraße, Westeingang City-Carré, neben dem Kino (Karte)                                                                  | 7. Dez. 2007  | Biografie: Klappholz_Ehepaar.PDF (PDF; 267,5 kB)                                        |
| Klappholz, Else geb. Lecker                     | HIER WOHNTE ELSE KLAPPHOLZ GEB. LECKER JG. 1912 DEPORTIERT 26.2.1943 ERMORDET IN AUSCHWITZ                                                                         | Klappholz, Else geb. Lecker                     | Kantstraße, Westeingang City-Carré, neben dem Kino (Karte)                                                                  | 7. Dez. 2007  | Biografie: Klappholz_Ehepaar.PDF (PDF; 267,5 kB)                                        |
|                                                 | | Klemm, Klara geb. Hait                          | Breiter Weg 31 Durchgang Katharinenturm Gedenktafel (Karte)                                                                 | 10. Juli 2015 | Biografie: Klemm_Klara.PDF (PDF; 518 kB)                                                |
| Klotz, Paul                                     | HIER WOHNTE PAUL KLOTZ JG. 1897 MEHRMALS VERHAFTET ZULETZT 1944 GEFÄNGNIS MAGDEBURG HINGERICHTET 27.11.1944 ZUCHTHAUS HALLE                                        | Klotz, Paul                                     | Große Steinernetischstraße / Ecke Breiter Weg (Karte)                                                                       | 11. Nov. 2010 | Biografie: Klotz_Paul.PDF (PDF; 166,6 kB)                                               |
| Kolber, Moisecz                                 | HIER WOHNTE MOJZESZ KOLBER JG. 1896 ´POLENAKTION´ 1938 BENTSCHEN/ZBASZYN ERMORDET IM BESETZTEN POLEN                                                               | Kolber, Moisecz                                 | gegenüber Weitlingstraße 11 (Karte)                                                                                         | 27. Sep. 2024 | Biografie: Kolber_Mojzesz.PDF (PDF; 435 kB)                                             |
| König, Cerline                                  | CERLINE CAROLINE KÖNIG GEB. BLUMENFELD JG. 1888 DEPORTIERT 1944 THERESIENSTADT BEFREIT TOT AN HAFTFOLGEN                                                           | König, Cerline                                  | Südlicher Fuß-/Radweg Walther-Rathenau-Str., Höhe Tunnelausfahrt Richtung Osten (Karte)                                     | 12. Sep. 2017 | Biografie: König_Cerline.PDF (PDF; 570,9 kB)                                            |
| Korn, Jenny geb. Pich                           | HIER WOHNTE JENNY KORN GEB. PICH JG. 1877 DEPORTIERT 1942 GHETTO WARSCHAU 1942 TREBLINKA ERMORDET                                                                  | Korn, Jenny geb. Pich                           | Julius-Bremer-Straße, bei Durchfahrt zum Parkhaus Marietta-Gebäude (Karte)                                                  | 28. Sep. 2016 | Biografie: Korn_Jenny.PDF (PDF; 451 kB)                                                 |
| Kornblum, Georg                                 | HIER WOHNTE GEORG KORNBLUM JG. 1876 VERHAFTET 1943 GESTAPOHAFT MAGDEBURG ERMORDET 1.2.1943                                                                         | Kornblum, Georg                                 | Kantstraße, Westeingang City-Carré, neben dem Kino (Karte)                                                                  | 11. Nov. 2021 | Biografie: Kornblum_Georg.PDF (PDF; 453,6 kB)                                           |
| Koßmayer, Regina geb. Straßburger               | HIER LEBTE REGINA KOSSMAYER GEB. STRASSBURGER JG. 1872 DEPORTIERT 1944 THERESIENSTADT ERMORDET 17.4.1944                                                           | Koßmayer, Regina geb. Straßburger               | Südlicher Fuß-/Radweg Walther-Rathenau-Str., Höhe Tunnelausfahrt Richtung Osten (Karte)                                     | 4. März 2009  | Biografie: Koßmayer_Regina.PDF (PDF; 197,6 kB)                                          |
| Kraft, Theodor                                  | HIER WOHNTE THEODOR KRAFT JG. 1864 DEPORTIERT 1942 THERESIENSTADT ERMORDET 19.3.1943                                                                               | Kraft, Theodor                                  | Blaubeilstraße 11 (Karte)                                                                                                   | 8. Juli 2021  | Biografie: Kraft_Theodor_und_Sohn.PDF (PDF; 523,6 kB)                                   |
| Kraft, Walter                                   | HIER WOHNTE WALTER KRAFT JG. 1897 DEPORTIERT 1943 ERMORDET IN AUSCHWITZ                                                                                            | Kraft, Walter                                   | Blaubeilstraße 11 (Karte)                                                                                                   | 8. Juli 2021  | Biografie: Kraft_Theodor_und_Sohn.PDF (PDF; 523,6 kB)                                   |
| Kreisel, Abraham Mattes                         | HIER WOHNTE ABRAHAM MATTES KREISEL JG. 1883 VERHAFTET 1939 BUCHENWALD ERMORDET 22.12.1939                                                                          | Kreisel, Abraham Mattes                         | nahe Katharinenturm (Karte)                                                                                                 | 18. Nov. 2015 | Biografie: Kreisel_Ehepaar_und_Töchter_Cäcilie_Ilse_und_Trude_Gusta.PDF (PDF; 525,7 kB) |
| Kreisel, Cäcilie Überleb.                       | HIER WOHNTE CÄCILIE KREISEL JG. 1923 KINDERTRANSPORT 1939 ENGLAND                                                                                                  | Kreisel, Cäcilie Überleb.                       | nahe Katharinenturm (Karte)                                                                                                 | 18. Nov. 2015 | Biografie: Kreisel_Ehepaar_und_Töchter_Cäcilie_Ilse_und_Trude_Gusta.PDF (PDF; 525,7 kB) |
| Kreisel, Fanny geb. Platzer                     | HIER WOHNTE FANNY KREISEL GEB. PLATZER JG. 1885 ABGESCHOBEN 1938 NACH POLEN ERMORDET IM BESETZTEN POLEN                                                            | Kreisel, Fanny geb. Platzer                     | Julius-Bremer-Straße / Ecke Jakobstraße (Karte)                                                                             | 11. Sep. 2009 | Biografie: Kreisel_Ehepaar.PDF (PDF; 201,6 kB)                                          |
| Kreisel, Felix                                  | HIER WOHNTE FELIX KREISEL JG. 1884 ABGESCHOBEN 1938 NACH POLEN ERMORDET IM BESETZTEN POLEN                                                                         | Kreisel, Felix                                  | Julius-Bremer-Straße / Ecke Jakobstraße (Karte)                                                                             | 11. Sep. 2009 | Biografie: Kreisel_Ehepaar.PDF (PDF; 201,6 kB)                                          |
| Kreisel, llse                                   | HIER WOHNTE ILSE KREISEL JG. 1926 DEPORTIERT 1942 ERMORDET IN BELZYGE                                                                                              | Kreisel, llse                                   | nahe Katharinenturm (Karte)                                                                                                 | 18. Nov. 2015 | Biografie: Kreisel_Ehepaar_und_Töchter_Cäcilie_Ilse_und_Trude_Gusta.PDF (PDF; 525,7 kB) |
| Kreisel, Ronie Masche geb. Siegelbaum           | HIER WOHNTE RONIE MASCHE KREISEL GEB. SIEGELBAUM JG. 1892 GEDEMÜTIGT/ENTRECHTET TOT 31.3.1940                                                                      | Kreisel, Ronie Masche geb. Siegelbaum           | nahe Katharinenturm (Karte)                                                                                                 | 18. Nov. 2015 | Biografie: Kreisel_Ehepaar_und_Töchter_Cäcilie_Ilse_und_Trude_Gusta.PDF (PDF; 525,7 kB) |
| Kreisel, Trude Gusta Überleb.                   | HIER WOHNTE TRUDE GUSTA KREISEL JG. 1925 KINDERTRANSPORT 1939 ENGLAND                                                                                              | Kreisel, Trude Gusta Überleb.                   | nahe Katharinenturm (Karte)                                                                                                 | 18. Nov. 2015 | Biografie: Kreisel_Ehepaar_und_Töchter_Cäcilie_Ilse_und_Trude_Gusta.PDF (PDF; 525,7 kB) |
| Kupowski, Emmi Sonja                            | HIER WOHNTE EMMI SONJA KUPOWSKI JG. 1928 DEPORTIERT 1942 GHETTO WARSCHAU ???                                                                                       | Kupowski, Emmi Sonja                            | Jakobstraße, vor Sitzbank, gegenüber Einmündung Julius-Bremer-Straße (Karte)                                                | 24. März 2010 | Biografie: Kupowski_Ilse_und_Töchter.PDF (PDF; 223,2 kB)                                |
| Kupowski, llse geb. Nasielski-Basch             | HIER WOHNTE ILSE KUPOWSKI GEB. BASCH JG. 1906 DEPORTIERT 1942 GHETTO WARSCHAU ???                                                                                  | Kupowski, llse geb. Nasielski-Basch             | Jakobstraße, vor Sitzbank, gegenüber Einmündung Julius-Bremer-Straße (Karte)                                                | 24. März 2010 | Biografie: Kupowski_Ilse_und_Töchter.PDF (PDF; 223,2 kB)                                |
| Kupowski, Vera Mindel                           | HIER WOHNTE VERA KUPOWSKI JG. 1929 DEPORTIERT 1942 GHETTO WARSCHAU ???                                                                                             | Kupowski, Vera Mindel                           | Jakobstraße, vor Sitzbank, gegenüber Einmündung Julius-Bremer-Straße (Karte)                                                | 24. März 2010 | Biografie: Kupowski_Ilse_und_Töchter.PDF (PDF; 223,2 kB)                                |
| Labaschin, Else Maria Luise                     | HIER WOHNTE ELSE MARIA LUISE LABASCHIN GEB. SACHSE GEB. 1894 AUSGEGRENZT/DRANGSALIERT ÜBERLEBT                                                                     | Labaschin, Else Maria Luise                     | Brandenburger Str. 7 (Karte)                                                                                                | 27. Sep. 2024 | Biografie: Labaschin_M_Familie.PDF (PDF; 449 kB)                                        |
| Labaschin, Max                                  | HIER WOHNTE MAX LABASCHIN JG. 1885 ZWANGSARBEIT 1941 MAGDEBURG TOT 25.3.1942                                                                                       | Labaschin, Max                                  | Brandenburger Str. 7 (Karte)                                                                                                | 27. Sep. 2024 | Biografie: Labaschin_M_Familie.PDF (PDF; 449 kB)                                        |
| Labaschin, Ruth Lieselotte                      | HIER WOHNTE RUTH LIESELOTTE LABASCHIN JG. 1931 AUSGEGRENZT/DRANGSALIERT ÜBERLEBT                                                                                   | Labaschin, Ruth Lieselotte                      | Brandenburger Str. 7 (Karte)                                                                                                | 27. Sep. 2024 | Biografie: Labaschin_M_Familie.PDF (PDF; 449 kB)                                        |
| Langer, Ephraim                                 | HIER WOHNTE EPHRAIM LANGER JG. 1884 ´POLENAKTION´ 1938 BENTSCHEN/ZBASZYM ERMORDET IM BESETZTEN POLEN                                                               | Langer, Ephraim                                 | Otto-von-Guericke-Straße Ecke Stresemannstraße (Karte)                                                                      | 8. Juli 2021  | Biografie: Langer_Familie.PDF (PDF; 478 kB)                                             |
| Langer, Salomon                                 | HIER WOHNTE SALOMON LANGER JG. 1935 FLUCHT JULI 1939 POLEN ERMORDET IM BESETZTEN POLEN                                                                             | Langer, Salomon                                 | Otto-von-Guericke-Straße Ecke Stresemannstraße (Karte)                                                                      | 8. Juli 2021  | Biografie: Langer_Familie.PDF (PDF; 478 kB)                                             |
| Langer, Sophie geb. Seehof                      | HIER WOHNTE SOPHIE LANGER GEB. SEEHOF JG. 1895 FLUCHT JULI 1939 POLEN ERMORDET IM BESETZTEN POLEN                                                                  | Langer, Sophie geb. Seehof                      | Otto-von-Guericke-Straße Ecke Stresemannstraße (Karte)                                                                      | 8. Juli 2021  | Biografie: Langer_Familie.PDF (PDF; 478 kB)                                             |
| Laufer, Betty                                   | HIER WOHNTE BETTY LAUFER JG. 1927 DEPORTIERT 1942 GHETTO WARSCHAU ERMORDET 1942 IN TREBLINKA                                                                       | Laufer, Betty                                   | Kleine Schulstraße, Eingang Kita (Karte)                                                                                    | 17. März 2011 | Biografie: Laufer_Betty.PDF (PDF; 173,3 kB)                                             |
| Laufer, Ella                                    | HIER WOHNTE ELLA LAUFER JG. 1913 VERHAFTET 1938 ABGESCHOBEN 1938 POLEN SCHICKSAL UNBEKANNT                                                                         | Laufer, Ella                                    | Mühlenstraße / vor Haus Nummer 1 (Karte)                                                                                    | 8. März 2012  | Biografie: Laufer_Fanny_und_ihre_Kinder_Moritz_Fritz_und_Ella.PDF (PDF; 175,2 kB)       |
| Laufer, Fanny geb. Hus                          | HIER WOHNTE FANNY LAUFER GEB. HUS JG. 1875 VERHAFTET 1938 ABGESCHOBEN 1938 POLEN SCHICKSAL UNBEKANNT                                                               | Laufer, Fanny geb. Hus                          | Mühlenstraße / vor Haus Nummer 1 (Karte)                                                                                    | 8. März 2012  | Biografie: Laufer_Fanny_und_ihre_Kinder_Moritz_Fritz_und_Ella.PDF (PDF; 175,2 kB)       |
| Laufer, Fritz                                   | HIER WOHNTE FRITZ LAUFER JG. 1902 FLUCHT 1938 POLEN SCHICKSAL UNBEKANNT                                                                                            | Laufer, Fritz                                   | Mühlenstraße / vor Haus Nummer 1 (Karte)                                                                                    | 8. März 2012  | Biografie: Laufer_Fanny_und_ihre_Kinder_Moritz_Fritz_und_Ella.PDF (PDF; 175,2 kB)       |
| Laufer, Moritz                                  | HIER WOHNTE MORITZ LAUFER JG. 1898 FLUCHT 1938 POLEN SCHICKSAL UNBEKANNT                                                                                           | Laufer, Moritz                                  | Mühlenstraße / vor Haus Nummer 1 (Karte)                                                                                    | 8. März 2012  | Biografie: Laufer_Fanny_und_ihre_Kinder_Moritz_Fritz_und_Ella.PDF (PDF; 175,2 kB)       |
| Lecker, Chaim (Karl)                            | HIER WOHNTE CHAIM LECKER JG. 1882 DEPORTIERT 1943 ERMORDET 1943 IN AUSCHWITZ                                                                                       | Lecker, Chaim (Karl)                            | Alter Markt 10, Gebäudevorderseite (Karte)                                                                                  | 18. März 2007 | Biografie: Lecker_Ehepaar.PDF (PDF; 893,2 kB)                                           |
| Lecker, Freude (Frida) geb. Kreisel             | HIER WOHNTE FREUDE LECKER GEB. KREISEL JG. 1888 DEPORTIERT 1943 ERMORDET 1943 IN AUSCHWITZ                                                                         | Lecker, Freude (Frida) geb. Kreisel             | Alter Markt 10, Gebäudevorderseite (Karte)                                                                                  | 18. März 2007 | Biografie: Lecker_Ehepaar.PDF (PDF; 893,2 kB)                                           |
| Lehfeldt, Michael Dr.                           | HIER WOHNTE MICHAEL LEHFELDT JG. 1873 DEPORTIERT 1942 THERESIENSTADT 1944 AUSCHWITZ ERMORDET                                                                       | Lehfeldt, Michael Dr.                           | 100 m Richtung Osten von Tunnelausfahrt Walther-Rathenau-Str. (Karte)                                                       | 24. Okt. 2014 | Biografie: Lehfeldt_Dr_Michael_Ehepaar.PDF (PDF; 529,3 kB)                              |
| Lehfeldt, Thekla geb. Voss                      | HIER WOHNTE THEKLA LEHFELDT GEB. VOSS JG. 1888 DEPORTIERT 1942 THERESIENSTADT 1944 AUSCHWITZ ERMORDET                                                              | Lehfeldt, Thekla geb. Voss                      | 100 m Richtung Osten von Tunnelausfahrt Walther-Rathenau-Str. (Karte)                                                       | 24. Okt. 2014 | Biografie: Lehfeldt_Dr_Michael_Ehepaar.PDF (PDF; 529,3 kB)                              |
| Lehmann, Albert Arnold (Peter)                  | HIER WOHNTE DR. PETER LEHMANN JG. 1896 DEPORTIERT 1943 ERMORDET IN AUSCHWITZ                                                                                       | Lehmann, Albert Arnold (Peter)                  | Fürstenwallstraße Ecke Große Klosterstraße (Karte)                                                                          | 4. März 2009  | Biografie: Lehmann_Dr_Ehepaar.PDF (PDF; 259,3 kB)                                       |
| Lehmann, Ernst                                  | HIER WOHNTE ERNST LEHMANN JG. 1908 IM WIDERSTAND VERHAFTET 1934 UND 1938 ZUCHTHAUS MAGDEBURG 1941 NEUENGAMME MS CAP ARCONA ERTRUNKEN 3.5.1945                      | Lehmann, Ernst                                  | Neustädter Straße, gegenüber Einmündung Faßlochsberg (Karte)                                                                | 11. Nov. 2010 | Biografie: Lehmann_Ernst.PDF (PDF; 177,1 kB)                                            |
| Lehmann, Ruth geb. Stein                        | HIER WOHNTE RUTH LEHMANN GEB. STEIN JG. 1909 DEPORTIERT 1943 ERMORDET IN AUSCHWITZ                                                                                 | Lehmann, Ruth geb. Stein                        | Fürstenwallstraße Ecke Große Klosterstraße (Karte)                                                                          | 4. März 2009  | Biografie: Lehmann_Dr_Ehepaar.PDF (PDF; 259,3 kB)                                       |
| Lerner, Cecilia geb. Rudoler                    | HIER WOHNTE CECILIA LERNER GEB. RUDOLER JG. 1892 AUSGEWIESEN 1938 NACH POLEN ERMORDET IN AUSCHWITZ                                                                 | Lerner, Cecilia geb. Rudoler                    | Leibnizstraße, Ecke Einsteinstraße (Karte)                                                                                  | 18. März 2007 | Biografie: Lerner_Ehepaar.PDF (PDF; 76,3 kB)                                            |
| Lerner, David                                   | HIER WOHNTE DAVID LERNER JG. 1896 AUSGEWIESEN 1938 POLEN ??? | Lerner, David                                   | Magdalenenkapelle, Nordseite (Karte)                                                                                        | 7. Dez. 2007  | Biografie: Lerner_David.PDF (PDF; 210,7 kB)                                             |
| Lerner, Hella                                   | HIER WOHNTE HELLA LERNER JG. 1934 FLUCHT 1939 BELGIEN 1940 FRANKREICH INTERNIERT RIVESALTES FLUCHT VERSTECKT/ÜBERLEBT                                              | Lerner, Hella                                   | gegenüber Hasselbachstraße 8; derzeit geborgen aufgrund Baustelle (Karte)                                                   | 10. Okt. 2023 | Biografie: Lerner_Leo_Familie.PDF (PDF; 568 kB)                                         |
| Lerner, Hermann                                 | HIER WOHNTE HERMANN LERNER JG. 1888 AUSGEWIESEN 1938 NACH POLEN ERMORDET IN AUSCHWITZ                                                                              | Lerner, Hermann                                 | Leibnizstraße, Ecke Einsteinstraße (Karte)                                                                                  | 18. März 2007 | Biografie: Lerner_Ehepaar.PDF (PDF; 76,3 kB)                                            |
| Lerner, Johanna                                 | HIER WOHNTE JOHANNA LERNER GEB. LASTMANN JG. 1907 FLUCHT 1939 BELGIEN 1940 FRANKREICH INTERNIERT RIVESALTES FLUCHT VERSTECKT/ÜBERLEBT                              | Lerner, Johanna                                 | gegenüber Hasselbachstraße 8; derzeit geborgen aufgrund Baustelle (Karte)                                                   | 10. Okt. 2023 | Biografie: Lerner_Leo_Familie.PDF (PDF; 568 kB)                                         |
| Lerner, Littman Leo                             | HIER WOHNTE LITTMANN LEO LERNER LUZEROWICZ JG. 1900 SCHUTZHAFT 1938 KZ BUCHENWALD FLUCHT 1939 BELGIEN 1940 FRANKREICH VERSTECKT/ÜBERLEBT                           | Lerner, Littman Leo                             | gegenüber Hasselbachstraße 8; derzeit geborgen aufgrund Baustelle (Karte)                                                   | 10. Okt. 2023 | Biografie: Lerner_Leo_Familie.PDF (PDF; 568 kB)                                         |
| Lerner, Ruth Jackie                             | HIER WOHNTE RUTH JACKIE LERNER JG. 1935 FLUCHT 1939 BELGIEN 1940 FRANKREICH INTERNIERT RIVESALTES FLUCHT VERSTECKT/ÜBERLEBT                                        | Lerner, Ruth Jackie                             | gegenüber Hasselbachstraße 8; derzeit geborgen aufgrund Baustelle (Karte)                                                   | 10. Okt. 2023 | Biografie: Lerner_Leo_Familie.PDF (PDF; 568 kB)                                         |
| Lewin, Benjamin Benno                           | HIER WOHNTE BENJAMIN BENNO LEWIN JG. 1881 DEPORTIERT 1942 RICHTUNG OSTEN ERMORDET                                                                                  | Lewin, Benjamin Benno                           | Anhaltstraße 9 (Karte) | 10. Dez. 2023 | Biografie: Lewin_B_Ehepaar.PDF (PDF; 438 kB)                                            |
| Lewin, Etty Henriette                           | HIER WOHNTE ETTY HENRIETTE LEWIN GEB. HEILBRON VERW. HEYMANN JG. 1885 FLUCHT 1939 ENGLAND                                                                          | Lewin, Etty Henriette                           | Anhaltstraße 9 (Karte) | 10. Okt. 2023 | Biografie: Lewin_B_Ehepaar.PDF (PDF; 438 kB)                                            |
| Lewin, Eva                                      | HIER WOHNTE EVA CHARLOTTE LEWIN VERH. BÜHM JG. 1911 FLUCHT 1938 PALÄSTINA                                                                                          | Lewin, Eva                                      | vor Eingang Steubenallee 3 (Karte)                                                                                          | 31. Aug. 2023 | Biografie: Lewin_Guradze_Familie.PDF (PDF; 492 kB)                                      |
| Lewin, Gustav                                   | HIER WOHNTE GUSTAV LEWIN JG. 1857 NOTARIAT ENTZOGEN 1933 UNFREIWILLIG VERZOGEN 1934 BERLIN GEDEMÜTIGT / ENTRECHTET VOR DEPORTATION FLUCHT IN DEN TOD 19. NOV. 1942 | Lewin, Gustav                                   | vor Eingang Steubenallee 3 (Karte)                                                                                          | 31. Aug. 2023 | Biografie: Lewin_Guradze_Familie.PDF (PDF; 492 kB)                                      |
| Lewin, Leonie                                   | HIER WOHNTE LEONIE LEWIN GEB. GURADZE JG. 1872 GEDEMÜTIGT / ENTRECHTET TOT 17. JAN. 1942                                                                           | Lewin, Leonie                                   | vor Eingang Steubenallee 3 (Karte)                                                                                          | 31. Aug. 2023 | Biografie: Lewin_Guradze_Familie.PDF (PDF; 492 kB)                                      |
| Lewniowski, Albert                              | HIER WOHNTE ALBERT LEWNIOWSKI JG. 1890 FLUCHT 1939 BELGIEN INTERNIERT 1940 ST.CYPRIEN, DRANCY DEPORTIERT 1942 AUSCHWITZ ERMORDET                                   | Lewniowski, Albert                              | zwischen Jakobstraße 34 und 40 (Karte)                                                                                      | 10. Okt. 2023 | Biografie: Lewniowski_Ehepaar.PDF (PDF; 440 kB)                                         |
| Lewniowski, Eva                                 | HIER WOHNTE EVA LEWNIOWSKI GEB. DRUCKER VERW. HONIK JG. 1891 POLENAKTION 1938 BENTSCHEN/ZBASZYN ZURÜCKGEKEHRT FLUCHT 1939 BELGIEN ÜBERLEBT                         | Lewniowski, Eva                                 | zwischen Jakobstraße 34 und 40 (Karte)                                                                                      | 10. Okt. 2023 | Biografie: Lewniowski_Ehepaar.PDF (PDF; 440 kB)                                         |
| Lichtblum, Bernhard                             | HIER WOHNTE BERNHARD LICHTBLUM JG. 1938 DEPORTIERT 1942 GHETTO WARSCHAU ERMORDET                                                                                   | Lichtblum, Bernhard                             | Weitlingstraße 20 (Karte)                                                                                                   | 28. Sep. 2016 | Biografie: Lichtblum_Familie.PDF (PDF; 559,8 kB)                                        |
| Lichtblum, Chaja geb. Feuer                     | HIER WOHNTE CHAJA LICHTBLUM GEB. FEUER JG. 1903 DEPORTIERT 1942 GHETTO WARSCHAU ERMORDET                                                                           | Lichtblum, Chaja geb. Feuer                     | Weitlingstraße 20 (Karte)                                                                                                   | 28. Sep. 2016 | Biografie: Lichtblum_Familie.PDF (PDF; 559,8 kB)                                        |
| Lichtblum, David                                | HIER WOHNTE DAVID LICHTBLUM JG. 1939 DEPORTIERT 1942 GHETTO WARSCHAU ERMORDET                                                                                      | Lichtblum, David                                | Weitlingstraße 20 (Karte)                                                                                                   | 28. Sep. 2016 | Biografie: Lichtblum_Familie.PDF (PDF; 559,8 kB)                                        |
| Lichtblum, Ruben Rywen                          | HIER WOHNTE RYWEN LICHTBLUM JG. 1896 DEPORTIERT 1942 AUSCHWITZ ERMORDET 16.12.1942                                                                                 | Lichtblum, Ruben Rywen                          | Weitlingstraße 20 (Karte)                                                                                                   | 28. Sep. 2016 | Biografie: Lichtblum_Familie.PDF (PDF; 559,8 kB)                                        |
| Lichtenstein, Bertha geb. Jacoby                | HIER WOHNTE BERTHA LICHTENSTEIN GEB. JACOBY JG. 1883 DEPORTIERT 1942 THERESIENSTADT ERMORDET 27.12.1942                                                            | Lichtenstein, Bertha geb. Jacoby                | Jakobstraße, südlich Einkaufsmarkt (Karte)                                                                                  | 8. Dez. 2019  | Biografie: Lichtenstein_Bertha_u_Töchter.PDF (PDF; 809,9 kB)                            |
| Lichtenstein, Hedwig                            | HIER WOHNTE HEDWIG LICHTENSTEIN JG. 1898 DEPORTIERT 1943 ERMORDET IN AUSCHWITZ                                                                                     | Lichtenstein, Hedwig                            | Jakobstraße, südlich Einkaufsmarkt (Karte)                                                                                  | 8. Dez. 2019  | Biografie: Lichtenstein_Bertha_u_Töchter.PDF (PDF; 809,9 kB)                            |
| Lichtenstein, Margarete                         | HIER WOHNTE MARGARETE LICHTENSTEIN JG. 1894 DEPORTIERT 1942 GHETTO WARSCHAU ERMORDET                                                                               | Lichtenstein, Margarete                         | Jakobstraße, südlich Einkaufsmarkt (Karte)                                                                                  | 8. Dez. 2019  | Biografie: Lichtenstein_Bertha_u_Töchter.PDF (PDF; 809,9 kB)                            |
| Lilienfeld, Philipp                             | HIER WOHNTE PHILIPP LILIENFELD JG. 1876 VERHAFTET 16.7.1938 ´JUNI-AKTION´ GEFÄNGNIS MAGDEBURG KZ SACHSENHAUSEN ERMORDET 26.2.1940                                  | Lilienfeld, Philipp                             | Einsteinstraße 10 (Karte)                                                                                                   | 31. Aug. 2023 | Biografie: Lilienfeld_Philipp.PDF (PDF; 448 kB)                                         |
| Lina, Fella                                     | HIER WOHNTE FELLA LINA JG. 1922 FLUCHT 1933 FRANKREICH SCHICKSAL UNBEKANNT                                                                                         | Lina, Fella                                     | Julius-Bremer-Straße Westeingang Karstadt (Karte)                                                                           | 7. Mai 2024   | Biografie: Lina_Familie.PDF (PDF; 459 kB)                                               |
| Lina, Samuel                                    | HIER WOHNTE SAMUEL WOLF LINA JG. 1925 FLUCHT 1933 FRANKREICH DEPORTIERT 1942 AUSCHWITZ ERMORDET                                                                    | Lina, Samuel                                    | Julius-Bremer-Straße Westeingang Karstadt (Karte)                                                                           | 7. Mai 2024   | Biografie: Lina_Familie.PDF (PDF; 459 kB)                                               |
| Lina, Sarah                                     | HIER WOHNTE SARAH SURA LINA GEB. FLECHNER JG. 1897 FLUCHT 1933 FRANKREICH DEPORTIERT 1942 AUSCHWITZ ERMORDET                                                       | Lina, Sarah                                     | Julius-Bremer-Straße Westeingang Karstadt (Karte)                                                                           | 7. Mai 2024   | Biografie: Lina_Familie.PDF (PDF; 459 kB)                                               |
| Lina, Tanchem                                   | HIER WOHNTE TANCHEM LINA JG. 1900 FLUCHT 1933 FRANKREICH DEPORTIERT 1942 AUSCHWITZ ERMORDET 4.12.1942                                                              | Lina, Tanchem                                   | Julius-Bremer-Straße Westeingang Karstadt (Karte)                                                                           | 7. Mai 2024   | Biografie: Lina_Familie.PDF (PDF; 459 kB)                                               |
| Lindemann, Anna verw. Grünbaum geb. Steinweiß   | HIER WOHNTE ANNA LINDEMANN GEB. STEINWEISS JG. 1898 FLUCHGT 1933 POLEN DEPORTIERT 2.8.1943 AUSCHWITZ ERMORDET 3.8.1943                                             | Lindemann, Anna verw. Grünbaum geb. Steinweiß   | Margarethenstraße, Fußweg Nordseite, vor Sitzbank (Karte)                                                                   | 22. Okt. 2010 | Biografie: Lindemann_Ehepaar.PDF (PDF; 1028,7 kB)                                       |
| Lindemann, Kathriel (Karl)                      | HIER WOHNTE KATHRIEL ´KARL´ LINDEMANN JG. 1888 FLUCHGT 1934 POLEN DEPORTIERT 2.8.1943 AUSCHWITZ ERMORDET 3.8.1943                                                  | Lindemann, Kathriel (Karl)                      | Margarethenstraße, Fußweg Nordseite, vor Sitzbank (Karte)                                                                   | 22. Okt. 2010 | Biografie: Lindemann_Ehepaar.PDF (PDF; 1028,7 kB)                                       |
| Ling-Li, Hsoum                                  | HIER WOHNTE HSOUM LING-LI JG. 1904 VERHAFTET 1940 GEFÄNGNIS MAGDEBURG ZUCHTHAUS BRANDENBURG ERMORDET 17.7.1942 SACHSENHAUSEN                                       | Ling-Li, Hsoum                                  | Krügerbrücke 6 (Karte) | 11. Sep. 2009 | Biografie: Hsoum_Ling_Li.PDF (PDF; 205,1 kB)                                            |
| Lustig, Ernst                                   | HIER WOHNTE ERNST LUSTIG JG. 1895 ´SCHUTZHAFT´ 1938 BUCHENWALD DEPORTIERT 1942 GHETTO WARSCHAU ERMORDET 1942                                                       | Lustig, Ernst                                   | östlich Bärplatz 1 (Karte)                                                                                                  | 9. Dez. 2019  | Biografie: Lustig_Ehepaar.PDF (PDF; 470 kB)                                             |
| Lustig, Jenny geb. Hirschfeld                   | HIER WOHNTE JENNY LUSTIG GEB. HIRSCHFELD JG. 1893 DEPORTIERT 1942 GHETTO WARSCHAU ERMORDET                                                                         | Lustig, Jenny geb. Hirschfeld                   | östlich Bärplatz 1 (Karte)                                                                                                  | 9. Dez. 2019  | Biografie: Lustig_Ehepaar.PDF (PDF; 470 kB)                                             |
| Mannes, Hamann (Hermann)                        | HIER WOHNTE HAMANN MANNES JG. 1891 DEPORTIERT 1942 GHETTO WARSCHAU ERMORDET 1942 TREBLINKA                                                                         | Mannes, Hamann (Hermann)                        | Einsteinstraße 10 (Karte)                                                                                                   | 9. Okt. 2012  | Biografie: Mannes_Ehepaar_und_Tochter_Lieselotte.PDF (PDF; 178,4 kB)                    |
| Mannes, Johanna geb. Cohn                       | HIER WOHNTE JOHANNA MANNES GEB. COHN JG. 1900 DEPORTIERT 1942 GHETTO WARSCHAU ERMORDET 1942 TREBLINKA                                                              | Mannes, Johanna geb. Cohn                       | Einsteinstraße 10 (Karte)                                                                                                   | 9. Okt. 2012  | Biografie: Mannes_Ehepaar_und_Tochter_Lieselotte.PDF (PDF; 178,4 kB)                    |
| Mannes, Lieselotte                              | HIER WOHNTE LIESELOTTE MANNES JG. 1926 DEPORTIERT 1942 GHETTO WARSCHAU ERMORDET 1942 TREBLINKA                                                                     | Mannes, Lieselotte                              | Einsteinstraße 10 (Karte)                                                                                                   | 9. Okt. 2012  | Biografie: Mannes_Ehepaar_und_Tochter_Lieselotte.PDF (PDF; 178,4 kB)                    |
| Margulies, Samuel                               | HIER WOHNTE SAMUEL MARGULIES JG. 1880 ´SCHUTZHAFT´ 1939 GEFÄNGNIS MAGDEBURG KZ BUCHENWALD ERMORDET 17.5.1940                                                       | Margulies, Samuel                               | vor Jakobstr. 52 (Karte) | 31. Aug. 2023 | Biografie: Margulies_Ehepaar.PDF (PDF; 441 kB)                                          |
| Margulies, Sophia                               | HIER WOHNTE SOFIA ZOFJA MARGULIES GEB. HENSEL JG. 1884 DEPORTIERT 1942 GHETTO WARSCHAU ERMORDET                                                                    | Margulies, Sophia                               | vor Jakobstr. 52 (Karte) | 31. Aug. 2023 | Biografie: Margulies_Ehepaar.PDF (PDF; 441 kB)                                          |
| Mark, Adele                                     | HIER WOHNTE ADELE MARK JG. 1874 DEPORTIERT 25.11.1942 THERESIENSTADT ERMORDET 6.1.1944                                                                             | Mark, Adele                                     | Otto-von-Guericke-Straße 58 (Karte)                                                                                         | 11. Sep. 2009 | Biografie: Mark_Otto_seine_Frau_Erna_und_seine_Schwester_Adele.PDF (PDF; 268,7 kB)      |
| Mark, Erna geb. Cosman                          | HIER WOHNTE ERNA MARK GEB. COSMAN JG. 1888 DEPORTIERT 1942 GHETTO WARSCHAU ERMORDET 1942 AUSCHWITZ                                                                 | Mark, Erna geb. Cosman                          | Otto-von-Guericke-Straße 58 (Karte)                                                                                         | 11. Sep. 2009 | Biografie: Mark_Otto_seine_Frau_Erna_und_seine_Schwester_Adele.PDF (PDF; 268,7 kB)      |
| Mark, Otto                                      | HIER WOHNTE OTTO MARK JG. 1880 DEPORTIERT 1942 GHETTO WARSCHAU ERMORDET 1942 AUSCHWITZ                                                                             | Mark, Otto                                      | Otto-von-Guericke-Straße 58 (Karte)                                                                                         | 11. Sep. 2009 | Biografie: Mark_Otto_seine_Frau_Erna_und_seine_Schwester_Adele.PDF (PDF; 268,7 kB)      |
| Meene, Ingeborg Deborah Chanze                  | HIER WOHNTE CHANZE-INGEBORG DEBORA MEENE JG. 1928 DEPORTIERT 1942 GHETTO WARSCHAU ERMORDET 1942 TREBLINKA                                                          | Meene, Ingeborg Deborah Chanze                  | Julius-Bremer-Straße / Ecke Max-Otten-Straße (Karte)                                                                        | 8. März 2012  | Biografie: Meene_Rosa_und_Tochter_Ingeborg.PDF (PDF; 172,4 kB)                          |
| Meene, Rosa geb. Manhart                        | HIER WOHNTE ROSA MEENE GEB. MANHART JG. 1904 DEPORTIERT 1942 GHETTO WARSCHAU ERMORDET 1942 TREBLINKA                                                               | Meene, Rosa geb. Manhart                        | Julius-Bremer-Straße / Ecke Max-Otten-Straße (Karte)                                                                        | 8. März 2012  | Biografie: Meene_Rosa_und_Tochter_Ingeborg.PDF (PDF; 172,4 kB)                          |
| Meissner, Leopold                               | HIER WOHNTE LEOPOLD MEISSNER JG. 1882 DEPORTIERT 1942 GHETTO WARSCHAU ERMORDET 1942 TREBLINKA                                                                      | Meissner, Leopold                               | Keplerstraße 7a (Karte) | 11. Okt. 2013 | Biografie: Meissner_Leopold.PDF (PDF; 197,5 kB)                                         |
| Mendelsohn, Luzie geb. Zehden                   | HIER WOHNTE LUZIE MENDELSOHN GEB. ZEHDEN JG. 1891 DEPORTIERT 1942 GHETTO WARSCHAU ERMORDET                                                                         | Mendelsohn, Luzie geb. Zehden                   | Kantstraße, Westeingang City-Carré, neben dem Kino (Karte)                                                                  | 11. Nov. 2021 | Biografie: Mendelsohn_Lucie.PDF (PDF; 456,2 kB)                                         |
| Menschenfreund, Dagobert                        | HIER WOHNTE DAGOBERT MENSCHENFREUND JG. 1931 DEPORTIERT 1942 GHETTO WARSCHAU ???                                                                                   | Menschenfreund, Dagobert                        | vor Giebel Jakobstraße 22 (Karte)                                                                                           | 24. März 2010 | Biografie: Menschenfreund_Ehepaar_und_seine_Kinder.PDF (PDF; 235,4 kB)                  |
| Menschenfreund, Felix                           | HIER WOHNTE FELIX MENSCHENFREUND JG. 1925 DEPORTIERT 1942 GHETTO WARSCHAU ???                                                                                      | Menschenfreund, Felix                           | vor Giebel Jakobstraße 22 (Karte)                                                                                           | 24. März 2010 | Biografie: Menschenfreund_Ehepaar_und_seine_Kinder.PDF (PDF; 235,4 kB)                  |
| Menschenfreund, Gerda                           | HIER WOHNTE GERDA MENSCHENFREUND JG. 1922 DEPORTIERT 1942 GHETTO WARSCHAU ???                                                                                      | Menschenfreund, Gerda                           | vor Giebel Jakobstraße 22 (Karte)                                                                                           | 24. März 2010 | Biografie: Menschenfreund_Ehepaar_und_seine_Kinder.PDF (PDF; 235,4 kB)                  |
| Menschenfreund, lda Eitel geb. Kastner          | HIER WOHNTE IDA ETHEL MENSCHENFREUND GEB. KASTNER JG. 1894 DEPORTIERT 1942 GHETTO WARSCHAU ???                                                                     | Menschenfreund, lda Eitel geb. Kastner          | vor Giebel Jakobstraße 22 (Karte)                                                                                           | 24. März 2010 | Biografie: Menschenfreund_Ehepaar_und_seine_Kinder.PDF (PDF; 235,4 kB)                  |
| Menschenfreund, Leo lsis                        | HIER WOHNTE LEO ISSI MENSCHENFREUND JG. 1927 DEPORTIERT 1942 GHETTO WARSCHAU                                                                                       | Menschenfreund, Leo lsis                        | vor Giebel Jakobstraße 22 (Karte)                                                                                           | 24. März 2010 | Biografie: Menschenfreund_Ehepaar_und_seine_Kinder.PDF (PDF; 235,4 kB)                  |
| Menschenfreund, Moses Wolf                      | HIER WOHNTE MOSES MENSCHENFREUND JG. 1893 VERHAFTET 3.10.1939 BUCHENWALD ERMORDET 13.4.1940                                                                        | Menschenfreund, Moses Wolf                      | vor Giebel Jakobstraße 22 (Karte)                                                                                           | 24. März 2010 | Biografie: Menschenfreund_Ehepaar_und_seine_Kinder.PDF (PDF; 235,4 kB)                  |
| Meyer, Benno                                    | HIER WOHNTE BENNO MEYER JG. 1878 VERHAFTET 1937 GEFÄNGNIS MAGDEBURG GEFÄNGNIS BAYREUTH SACHSENHAUSEN 1940 ERMORDET 2.7.1941 SACHSENHAUSEN                          | Meyer, Benno                                    | Regierungsstraße / gegenüber Kloster Unser Lieben Frauen (Karte)                                                            | 11. Sep. 2009 | Biografie: Meyer_Benno.PDF (PDF; 199,8 kB)                                              |
| Michaelis, Gustav                               | HIER WOHNTE GUSTAV MICHAELIS JG. 1877 DEPORTIERT 1942 GHETTO WARSCHAU ERMORDET                                                                                     | Michaelis, Gustav                               | östlich Bärplatz 1 (Karte)                                                                                                  | 9. Dez. 2019  | Biografie: Michaelis_Gustav.PDF (PDF; 476 kB)                                           |
| Michaelis, Rudolf                               | HIER WOHNTE RUDOLF MICHAELIS JG. 1881 SCHUTZHAFT 1938 BUCHENWALD DEPORTIERT 1942 GHETTO WARSCHAU ERMORDET                                                          | Michaelis, Rudolf                               | vor Karstadt, Höhe Straßenbahnweiche (Karte)                                                                                | 30. Nov. 2018 | Biografie: Michaelis_Rudolf.PDF (PDF; 601,7 kB)                                         |
| Morgenthau, Ernst                               | HIER WOHNTE ERNST MORGENTHAU JG. 1894 ´SCHUTZHAFT´ 1938 GEFÄNGNIS MAGDEBURG KZ BUCHENWALD DEPORTIERT 1943 AUSCHWITZ ERMORDET                                       | Morgenthau, Ernst                               | Kantstraße 6, Westeingang City-Carre, neben dem Kino (Karte)                                                                | 7. Mai 2024   | Biografie: Morgenthau_E_Dr_Ehepaar.PDF (PDF; 688 kB)                                    |
| Morgenthau, Hilda                               | HIER WOHNTE HILDA MORGENTHAU GEB. BODENSTEIN JG. 1901 DEPORTIERT 1943 AUSCHWITZ ERMORDET                                                                           | Morgenthau, Hilda                               | Kantstraße 6, Westeingang City-Carre, neben dem Kino (Karte)                                                                | 7. Mai 2024   | Biografie: Morgenthau_E_Dr_Ehepaar.PDF (PDF; 688 kB)                                    |
| Nagelberg, Nathan                               | HIER WOHNTE NATHAN NAGELBERG JG. 1880 DEPORTIERT ERMORDET 1944 IN MAJDANEK                                                                                         | Nagelberg, Nathan                               | Nordkurve Peterstraße (Karte)                                                                                               | 4. März 2009  | Biografie: Nagelberg_Nathan.PDF (PDF; 249,9 kB)                                         |
| Natowitz, Doris                                 | HIER WOHNTE DORIS NATOWITZ JG. 1938 DEPORTIERT 1943 ERMORDET IN AUSCHWITZ                                                                                          | Natowitz, Doris                                 | Alter Markt 10, Gebäudevorderseite (Karte)                                                                                  | 18. März 2007 | Biografie: Natowitz_Familie.PDF (PDF; 157,3 kB)                                         |
| Natowitz, Leopold                               | HIER WOHNTE LEOPOLD NATOWITZ JG. 1906 DEPORTIERT 1943 ERMORDET IN AUSCHWITZ                                                                                        | Natowitz, Leopold                               | Alter Markt 10, Gebäudevorderseite (Karte)                                                                                  | 18. März 2007 | Biografie: Natowitz_Familie.PDF (PDF; 157,3 kB)                                         |
| Natowitz, Lotte geb. Alindle                    | HIER WOHNTE LOTTE NATOWITZ GEB. ABISCH JG. 1910 DEPORTIERT 1942 AUSCHWITZ ERMORDET 7.10.1942                                                                       | Natowitz, Lotte geb. Alindle                    | Alter Markt 10, Gebäudevorderseite (Karte)                                                                                  | 18. März 2007 | Biografie: Natowitz_Familie.PDF (PDF; 157,3 kB)                                         |
| Natowitz, Mia                                   | HIER WOHNTE MIA NATOWITZ JG. 1935 DEPORTIERT 1943 ERMORDET IN AUSCHWITZ                                                                                            | Natowitz, Mia                                   | Alter Markt 10, Gebäudevorderseite (Karte)                                                                                  | 18. März 2007 | Biografie: Natowitz_Familie.PDF (PDF; 157,3 kB)                                         |
| Natowitz, Miriam                                | HIER WOHNTE MIRIAM NATOWITZ JG. 1940 DEPORTIERT 1943 ERMORDET IN AUSCHWITZ                                                                                         | Natowitz, Miriam                                | Alter Markt 10, Gebäudevorderseite (Karte)                                                                                  | 18. März 2007 | Biografie: Natowitz_Familie.PDF (PDF; 157,3 kB)                                         |
| Nemlich, Chaja Mania (Anna) geb. Silberschein   | HIER WOHNTE CHAYA MENIA NEMLICH GEB. SILBERSCHEIN JG. 1903 FLUCHT MÄRZ 1939 POLEN ???                                                                              | Nemlich, Chaja Mania (Anna) geb. Silberschein   | vor Peterstraße 9 (Karte)                                                                                                   | 9. Okt. 2012  | Biografie: Nemlich_Ehepaar_und_Söhne_Isidor_Jak_und_Leo.PDF (PDF; 215 kB)               |
| Nemlich, Jak                                    | HIER WOHNTE JAK NEMLICH JG. 1925 FLUCHT MÄRZ 1939 POLEN ??? | Nemlich, Jak                                    | vor Peterstraße 9 (Karte)                                                                                                   | 9. Okt. 2012  | Biografie: Nemlich_Ehepaar_und_Söhne_Isidor_Jak_und_Leo.PDF (PDF; 215 kB)               |
| Nemlich, Leo                                    | HIER WOHNTE LEO NEMLICH JG. 1926 FLUCHT MÄRZ 1939 POLEN ??? | Nemlich, Leo                                    | vor Peterstraße 9 (Karte)                                                                                                   | 9. Okt. 2012  | Biografie: Nemlich_Ehepaar_und_Söhne_Isidor_Jak_und_Leo.PDF (PDF; 215 kB)               |
| Nemlich, lsidor                                 | HIER WOHNTE ISIDOR NEMLICH JG. 1922 FLUCHT MÄRZ 1939 POLEN ??? | Nemlich, lsidor                                 | vor Peterstraße 9 (Karte)                                                                                                   | 9. Okt. 2012  | Biografie: Nemlich_Ehepaar_und_Söhne_Isidor_Jak_und_Leo.PDF (PDF; 215 kB)               |
| Nemlich, Samuel                                 | HIER WOHNTE SAMUEL NEMLICH JG. 1892 POLENAKTION 1938 ??? | Nemlich, Samuel                                 | vor Peterstraße 9 (Karte)                                                                                                   | 9. Okt. 2012  | Biografie: Nemlich_Ehepaar_und_Söhne_Isidor_Jak_und_Leo.PDF (PDF; 215 kB)               |
| Neuhaus, Berta geb. Zenner                      | HIER WOHNTE BERTA NEUHAUS GEB. ZENNER JG. 1857 DEPORTIERT 1942 THERESIENSTADT ERMORDET 3.1.1943                                                                    | Neuhaus, Berta geb. Zenner                      | Erzberger Straße 1 (Karte)                                                                                                  | 12. Sep. 2017 | Biografie: Neuhaus_Bertha.PDF (PDF; 626,6 kB)                                           |
| Neumann, Chana                                  | HIER WOHNTE CHANA NEUMANN JG. 1911 VERHAFTET 1938 GEFÄNGNIS BAMBERG FLUCHT 1939 ENGLAND                                                                            | Neumann, Chana                                  | gegenüber Mühlenstr. 4/6 (Karte)                                                                                            | 31. Aug. 2023 | Biografie: Neumann_Familie.PDF (PDF; 455 kB)                                            |
| Neumann, Gina                                   | HIER WOHNTE GINA NEUMANN JG. 1920 FLUCHT 1939 PALÄSTINA | Neumann, Gina                                   | gegenüber Mühlenstr. 4/6 (Karte)                                                                                            | 31. Aug. 2023 | Biografie: Neumann_Familie.PDF (PDF; 455 kB)                                            |
| Neumann, Moses Aaron                            | HIER WOHNTE MOSES AARON NEUMANN JG. 1882 ´POLENAKTION´ 1938 1941 KRAKAU, STRZYZOW DEPORTIERT 1942 GHETTO RZESZOW ERMORDET 1943                                     | Neumann, Moses Aaron                            | gegenüber Mühlenstr. 4/6 (Karte)                                                                                            | 31. Aug. 2023 | Biografie: Neumann_Familie.PDF (PDF; 455 kB)                                            |
| Neumann, Nathan                                 | HIER WOHNTE NATHAN NEUMANN GEB. 1878 ´SCHUTZHAFT´ 1938 KZ BUCHENWALD DEPORTIERT 1942 GHETTO WARSCHAU ERMORDET                                                      | Neumann, Nathan                                 | gegenüber Eingang Breiter Weg 111 (Karte)                                                                                   | 31. Aug. 2023 | Biografie: Neumann_Ehepaar.PDF (PDF; 434 kB)                                            |
| Neumann, Rosa                                   | HIER WOHNTE ROSA NEUMANN GEB. COHN JG. 1878 DEPORTIERT 1942 GHETTO WARSCHAU ERMORDET                                                                               | Neumann, Rosa                                   | gegenüber Eingang Breiter Weg 111 (Karte)                                                                                   | 31. Aug. 2023 | Biografie: Neumann_Ehepaar.PDF (PDF; 434 kB)                                            |
| Neumann, Salomon                                | HIER WOHNTE SALOMON NEUMANN JG. 1925 FLUCHT 1939 ENGLAND | Neumann, Salomon                                | gegenüber Mühlenstr. 4/6 (Karte)                                                                                            | 31. Aug. 2023 | Biografie: Neumann_Familie.PDF (PDF; 455 kB)                                            |
| Neumann, Toni                                   | HIER WOHNTE TONI NEUMANN JG. 1913 FLUCHT 1939 POLEN 1941 KRAKAU, STRZYZOW DEPORTIERT 1942 GHETTO RZESZOW ERMORDET 1943                                             | Neumann, Toni                                   | gegenüber Mühlenstr. 4/6 (Karte)                                                                                            | 31. Aug. 2023 | Biografie: Neumann_Familie.PDF (PDF; 455 kB)                                            |
| Nussbaum, Eduard                                | HIER WOHNTE EDUARD NUSSBAUM JG. 1878 'SCHUTZHAFT' 1938 BUCHENWALD FLUCHT 1938 HOLLAND ZURÜCKGEKEHRT VERHAFTET ERMORDET 20.3.1940 SACHSENHAUSEN                     | Nussbaum, Eduard                                | Listemannstraße, Nähe Nr. 10 (Karte)                                                                                        | 11. Nov. 2014 | Biografie: Nussbaum_Eduard.PDF (PDF; 542,5 kB)                                          |
| Panke, Felix                                    | HIER WOHNTE FELIX PANKE JG. 1882 ´SCHUTZHAFT´ 1938 KZ BUCHENWALD VERHAFTET 1941/1942 VON GESTAPO ERMORDET 7.1.1942                                                 | Panke, Felix                                    | vor Karstadt, Höhe Straßenbahnweiche (Karte)                                                                                | 31. Aug. 2023 | Biografie: Panke_Felix.PDF (PDF; 511 kB)                                                |
| Pels, Frieda geb. Maaß                          | HIER WOHNTE FRIEDA PELS GEB. MAASS JG. 1872 DEPORTIERT 1942 THERESIENSTADT ERMORDET 25.3.1943                                                                      | Pels, Frieda geb. Maaß                          | Julius-Bremer-Straße / Ecke Jakobstraße (Karte)                                                                             | 30. Nov. 2018 | Biografie: Pels_Frieda.PDF (PDF; 460,8 kB)                                              |
| Perl, Hanna                                     | HIER WOHNTE HANNA PERL JG. 1926 DEPORTIERT 1942 GHETTO WARSCHAU ERMORDET                                                                                           | Perl, Hanna                                     | östlich Mühlenstraße 1 (auf dem Fußweg) (Karte)                                                                             | 11. Sep. 2009 | Biografie: Perl_Hirsch_und_seine_Tochter_Hanna.PDF (PDF; 250,3 kB)                      |
| Perl, Hirsch                                    | HIER WOHNTE HIRSCH PERL JG. 1899 DEPORTIERT 1942 GHETTO WARSCHAU ERMORDET                                                                                          | Perl, Hirsch                                    | östlich Mühlenstraße 1 (auf dem Fußweg) (Karte)                                                                             | 11. Sep. 2009 | Biografie: Perl_Hirsch_und_seine_Tochter_Hanna.PDF (PDF; 250,3 kB)                      |
| Perlstein, Elsbeth geb. Löwenthal               | HIER WOHNTE ELSBETH PERLSTEIN GEB. LÖWENTHAL JG. 1891 DEPORTIERT 1942 ERMORDET IM BESETZTEN POLEN                                                                  | Perlstein, Elsbeth geb. Löwenthal               | Behringstraße 1 (Karte) | 12. Sep. 2017 | Biografie: Perlstein_Elsbeth.PDF (PDF; 592,4 kB)                                        |
| Pessel, Henriette geb. Hommel                   | HIER WOHNTE HENRIETTE PESSEL GEB. HOMMEL JG. 1866 DEPORTIERT 1942 THERESIENSTADT ERMORDET 11.2.1943                                                                | Pessel, Henriette geb. Hommel                   | Erzbergerstraße 12 (Karte)                                                                                                  | 14. Nov. 2008 | Biografie: Pessel_Henriette.PDF (PDF; 255,9 kB)                                         |
| Platzer, Agnes geb. Löwenthal                   | HIER WOHNTE AGNES PLATZER GEB. LÖWENTHAL JG. 1866 DEPORTIERT 2.12.1942 THERESIENSTADT ERMORDET 30.5.1943                                                           | Platzer, Agnes geb. Löwenthal                   | Jakobstraße 18, vor Eingang (Karte)                                                                                         | 11. Sep. 2009 | Biografie: Platzer_Agnes_und_Stieftochter_Minna.PDF (PDF; 266 kB)                       |
| Platzer, Minna                                  | HIER WOHNTE MINNA PLATZER JG. 1888 DEPORTIERT ERMORDET IM BESETZTEN POLEN                                                                                          | Platzer, Minna                                  | Jakobstraße 18, vor Eingang (Karte)                                                                                         | 11. Sep. 2009 | Biografie: Platzer_Agnes_und_Stieftochter_Minna.PDF (PDF; 266 kB)                       |
| Pressler, Frieda                                | HIER WOHNTE FRIEDA ´FRIEDEL´ PRESSLER JG. 1925 DEPORTIERT 1942 AUSCHWITZ ERMORDET                                                                                  | Pressler, Frieda                                | Johannisbergstraße / Einmündung Fußweg Knochenhauerufer (Karte)                                                             | 11. Sep. 2009 | Biografie: Pressler_Regina_und_Frieda.PDF (PDF; 201,5 kB)                               |
| Pressler, Itta geb. Reiter                      | HIER WOHNTE ITTA PRESSLER GEB. REITER JG. 1872 DEPORTIERT 2.12.1942 THERESIENSTADT 1943 AUSCHWITZ ERMORDET                                                         | Pressler, Itta geb. Reiter                      | Johannisbergstraße / Einmündung Fußweg Knochenhauerufer (Karte)                                                             | 11. Sep. 2009 | Biografie: Pressler_Mendel.PDF (PDF; 189,3 kB)                                          |
| Pressler, Mendel                                | HIER WOHNTE MENDEL PRESSLER JG. 1882 VERHAFTET 3.10.1939 BUCHENWALD ERMORDET 27.10.1939                                                                            | Pressler, Mendel                                | Johannisbergstraße / Einmündung Fußweg Knochenhauerufer (Karte)                                                             | 11. Sep. 2009 | Biografie: Pressler_Mendel.PDF (PDF; 189,3 kB)                                          |
| Pressler, Regina (Rachel) geb. Kupferschmidt    | HIER WOHNTE REGINA ´RACHEL´ PRESSLER GEB. KUPFERSCHMIDT JG. 1887 DEPORTIERT 1942 AUSCHWITZ ERMORDET                                                                | Pressler, Regina (Rachel) geb. Kupferschmidt    | Johannisbergstraße / Einmündung Fußweg Knochenhauerufer (Karte)                                                             | 11. Sep. 2009 | Biografie: Pressler_Regina_und_Frieda.PDF (PDF; 201,5 kB)                               |
| Rädiger, Albert Karl Heinrich                   | HIER WOHNTE ALBERT RÄDIGER JG. 1907 VERHAFTET 1937 ´VERURTEILT §175´ GEFÄNGNIS MAGDEBURG 1938 ZUCHTHAUS COSWIG 1942 BUCHENWALD DACHAU/AUSCHWITZ ERMORDET 13.2.1943 | Rädiger, Albert Karl Heinrich                   | City Carrè, östlicher Vorplatz (Karte)                                                                                      | 25. Okt. 2013 | Biografie: Rädiger_Albert_Karl_Heinrich.PDF (PDF; 165,9 kB)                             |
| Redlich, Alois                                  | HIER WOHNTE ALOIS REDLICH JG. 1868 DEPORTIERT 1942 THERESIENSTADT ERMORDET 28.10.1942                                                                              | Redlich, Alois                                  | Bahnhofstraße, Ecke Hasselbachstraße (Karte)                                                                                | 1. Juli 2008  | Biografie: Redlich_Ehepaar.PDF (PDF; 202,1 kB)                                          |
| Redlich, Hedwig geb. Weil                       | HIER WOHNTE HEDWIG REDLICH GEB. WEIL JG. 1882 DEPORTIERT 1942 THERESIENSTADT ERMORDET 25.1.1943                                                                    | Redlich, Hedwig geb. Weil                       | Bahnhofstraße, Ecke Hasselbachstraße (Karte)                                                                                | 1. Juli 2008  | Biografie: Redlich_Ehepaar.PDF (PDF; 202,1 kB)                                          |
| Reinhold, Dora geb. Blumenthal                  | HIER WOHNTE DORA REINHOLD GEB. BLUMENTHAL JG. 1884 DEPORTIERT 1942 GHETTO WARSCHAU ERMORDET 1942 TREBLINKA                                                         | Reinhold, Dora geb. Blumenthal                  | Breiter Weg 193 (Karte) | 9. Okt. 2012  | Biografie: Reinhold_Dr_Ehepaar.PDF (PDF; 253,2 kB)                                      |
| Reinhold, Martin Dr.                            | HIER WOHNTE DR. MARTIN REINHOLD JG. 1876 DEPORTIERT 1942 GHETTO WARSCHAU ERMORDET 1942 TREBLINKA                                                                   | Reinhold, Martin Dr.                            | Breiter Weg 193 (Karte) | 9. Okt. 2012  | Biografie: Reinhold_Dr_Ehepaar.PDF (PDF; 253,2 kB)                                      |
| Rinkel, Paul                                    | HIER WOHNTE PAUL RINKEL JG. 1890 SCHUTZHAFT 1938 KZ BUCHENWALD HEILANSTALT JERICHOW ´VERLEGT´ 21.2.1941 BERNBURG ERMORDET 21.2.1941 AKTION T4                      | Rinkel, Paul                                    | vor Eingang Breiter Weg 32 (Karte)                                                                                          | 31. Aug. 2023 | Biografie: Rinkel_Paul.PDF (PDF; 472 kB)                                                |
| Rogazinski, Alexandra geb. Lippmann             | HIER WOHNTE ALEXANDRA ROGAZINSKI GEB. LIPPMANN JG. 1895 DEPORTIERT 1943 AUSCHWITZ ERMORDET                                                                         | Rogazinski, Alexandra geb. Lippmann             | Hasselbachstraße, Ecke Bahnhofstraße (Karte)                                                                                | 22. Okt. 2010 | Biografie: Rogazinski_Ehepaar.PDF (PDF; 174,5 kB)                                       |
| Rogazinski, Fritz                               | HIER WOHNTE FRITZ ROGAZINSKI JG. 1889 DEPORTIERT 1943 AUSCHWITZ ERMORDET                                                                                           | Rogazinski, Fritz                               | Hasselbachstraße, Ecke Bahnhofstraße (Karte)                                                                                | 22. Okt. 2010 | Biografie: Rogazinski_Ehepaar.PDF (PDF; 174,5 kB)                                       |
| Rosenberg, Gerta                                | HIER WOHNTE GERTA ROSENBERG GEB. SCHUBACH JG. 1911 FLUCHT 1939 USA                                                                                                 | Rosenberg, Gerta                                | Julius-Bremer-Straße / Nähe Synagogendenkmal (Karte)                                                                        | 8. Aug. 2024  | Biografie: Rosenberg_Rudolf_Familie.PDF (PDF; 559 kB)                                   |
| Rosenberg, Hans Meinhard                        | HIER WOHNTE HANS MEINARD ROSENBERG JG. 1931 FLUCHT 1939 USA | Rosenberg, Hans Meinhard                        | Julius-Bremer-Straße / Nähe Synagogendenkmal (Karte)                                                                        | 8. Aug. 2024  | Biografie: Rosenberg_Rudolf_Familie.PDF (PDF; 559 kB)                                   |
| Rosenberg, Horst Michael                        | HIER WOHNTE HORST MICHAEL ROSENBERG JG. 1936 FLUCHT 1939 USA | Rosenberg, Horst Michael                        | Julius-Bremer-Straße / Nähe Synagogendenkmal (Karte)                                                                        | 8. Aug. 2024  | Biografie: Rosenberg_Rudolf_Familie.PDF (PDF; 559 kB)                                   |
| Rosenberg, Rudolf                               | HIER WOHNTE RUDOLF ROSENBERG JG. 1901 ´SCHUTZHAFT´ 1939 GEFÄNGNIS MAGDEBURG KZ BUCHENWALD FLUCHT 1939 USA                                                          | Rosenberg, Rudolf                               | Julius-Bremer-Straße / Nähe Synagogendenkmal (Karte)                                                                        | 8. Aug. 2024  | Biografie: Rosenberg_Rudolf_Familie.PDF (PDF; 559 kB)                                   |
| Rosenheck, Anna Chana                           | HIER WOHNTE ANNA CHANA ROSENHECK GEB. FEIGENBAUM JG. 1900 FLUCHT 1933 FRANKREICH 1935 LUXEMBURG 1936 BELGIEN FRANKREICH PALÄSTINA                                  | Rosenheck, Anna Chana                           | SO-Ecke Otto-von-Guericke-Straße / Julius-Bremer-Str (Karte)                                                                | 10. Okt. 2023 | Biografie: Rosenheck_Familie.PDF (PDF; 545 kB)                                          |
| Rosenheck, Emmanuel Meir                        | HIER WOHNTE EMANUEL MEIR ROSENHECK GEB. 1936 LUXEMBURG FLUCHT 1936 BELGIEN FRANKREICH PALÄSTINA                                                                    | Rosenheck, Emmanuel Meir                        | SO-Ecke Otto-von-Guericke-Straße / Julius-Bremer-Str (Karte)                                                                | 10. Okt. 2023 | Biografie: Rosenheck_Familie.PDF (PDF; 545 kB)                                          |
| Rosenheck, Gitta Tova                           | HIER WOHNTE GITTA TOVA ROSENHECK JG. 1932 FLUCHT 1933 FRANKREICH 1935 LUXEMBURG 1936 BELGIEN FRANKREICH PALÄSTINA                                                  | Rosenheck, Gitta Tova                           | SO-Ecke Otto-von-Guericke-Straße / Julius-Bremer-Str (Karte)                                                                | 10. Okt. 2023 | Biografie: Rosenheck_Familie.PDF (PDF; 545 kB)                                          |
| Rosenheck, Harald Zwi                           | HIER WOHNTE HARALD ZWI ROSENHECK JG. 1928 FLUCHT 1933 FRANKREICH 1935 LUXEMBURG 1936 BELGIEN FRANKREICH PALÄSTINA                                                  | Rosenheck, Harald Zwi                           | SO-Ecke Otto-von-Guericke-Straße / Julius-Bremer-Str (Karte)                                                                | 10. Okt. 2023 | Biografie: Rosenheck_Familie.PDF (PDF; 545 kB)                                          |
| Rosenheck, Max Moshe                            | HIER WOHNTE MAX MOSHE ROSENHECK JG. 1893 FLUCHT 1933 FRANKREICH 1935 LUXEMBURG 1936 BELGIEN FRANKREICH PALÄSTINA                                                   | Rosenheck, Max Moshe                            | SO-Ecke Otto-von-Guericke-Straße / Julius-Bremer-Str (Karte)                                                                | 10. Okt. 2023 | Biografie: Rosenheck_Familie.PDF (PDF; 545 kB)                                          |
| Rosenheim, Georg                                | HIER WOHNTE GEORG ROSENHEIM JG. 1868 DEPORTIERT 1942 THERESIENSTADT ERMORDET 17.3.1943                                                                             | Rosenheim, Georg                                | Bahnhofstraße 36 (Karte) | 1. Juli 2008  | Biografie: Rosenheim_Georg.PDF (PDF; 360,6 kB)                                          |
| Rostholder, David                               | HIER WOHNTE DAVID ROSTHOLDER JG. 1892 VERHAFTET 1939 BUCHENWALD 1940 DACHAU 1941 BUCHENWALD ERMORDET 27.3.1942                                                     | Rostholder, David                               | vor Zugangsweg Jakobstraße 22 (Karte)                                                                                       | 8. März 2012  | Biografie: Rostholder_David.PDF (PDF; 168,2 kB)                                         |
| Rostholder, Feiwel (Felix)                      | HIER WOHNTE FEIWEL ROSTHOLDER JG. 1889 DEPORTIERT 1943 ERMORDET IN AUSCHWITZ                                                                                       | Rostholder, Feiwel (Felix)                      | Peterstraße 19 (Karte) | 8. März 2012  | Biografie: Rostholder_Feiwel_Ehepaar.PDF (PDF; 175,4 kB)                                |
| Rostholder, Freyda (Frieda) geb. Silberschein   | HIER WOHNTE FRIEDA ROSTHOLDER GEB. SILBERSCHEIN JG. 1891 DEPORTIERT 1943 ERMORDET IN AUSCHWITZ                                                                     | Rostholder, Freyda (Frieda) geb. Silberschein   | Peterstraße 19 (Karte) | 8. März 2012  | Biografie: Rostholder_Feiwel_Ehepaar.PDF (PDF; 175,4 kB)                                |
| Rothenstein, Emma                               | HIER WOHNTE EMMA ROTHENSTEIN GEB. FREUDENBERG JG. 1852 GEDEMÜTIGT / ENTRECHTET FLUCHT IN DEN TOD 23. MÄRZ 1939                                                     | Rothenstein, Emma                               | Geißlerstraße 3 (Karte) | 26. Sep. 2022 | Biografie: Rothenstein_Emma.PDF (PDF; 571 kB)                                           |
| Rothmann, Berthold                              | HIER WOHNTE BERTHOLD ROTHMANN JG. 1880 DEPORTIERT 1944 THERESIENSTADT ERMORDET IN AUSCHWITZ                                                                        | Rothmann, Berthold                              | Bahnhofstraße, Ecke Hasselbachstraße (Karte)                                                                                | 1. Juli 2008  | Biografie: Rothmann_Berthold.PDF (PDF; 199,7 kB)                                        |
| Sachsenberg, Kalman                             | HIER WOHNTE KALMAN SACHSENBERG JG. 1883 ´POLENAKTION´ 1938 BENTSCHEN/ZBASZYN DEPORTIERT GHETTO WARSCHAU ERMORDET 7.4.1941                                          | Sachsenberg, Kalman                             | schräg gegenüber Gr. Steinernetischstr. 6 (Karte)                                                                           | 11. Nov. 2021 | Biografie: Sachsenberg_Kalman_und_Sohn.PDF (PDF; 456,5 kB)                              |
| Sachsenberg, Simon                              | HIER WOHNTE SIMON SACHSENBERG JG. 1914 ´POLENAKTION´ 1938 BENTSCHEN/ZBASZYN SCHICKSAL UNBEKANNT                                                                    | Sachsenberg, Simon                              | schräg gegenüber Gr. Steinernetischstr. 6 (Karte)                                                                           | 11. Nov. 2021 | Biografie: Sachsenberg_Kalman_und_Sohn.PDF (PDF; 456,5 kB)                              |
| Sallinger, Joseph                               | HIER WOHNTE JOSEPH SALLINGER JG. 1874 DEPORTIERT 1942 THERESIENSTADT 1944 AUSCHWITZ ERMORDET                                                                       | Sallinger, Joseph                               | Bahnhofstraße 36 (Karte) | 1. Juli 2008  | Biografie: Sallinger_Ehepaar.PDF (PDF; 363,9 kB)                                        |
| Sallinger, Pauline geb. Friedenthal             | HIER WOHNTE PAULINE SALLINGER GEB. FRIEDENTHAL JG. 1887 DEPORTIERT 1942 THERESIENSTADT 1944 AUSCHWITZ ERMORDET                                                     | Sallinger, Pauline geb. Friedenthal             | Bahnhofstraße 36 (Karte) | 1. Juli 2008  | Biografie: Sallinger_Ehepaar.PDF (PDF; 363,9 kB)                                        |
| Sander, Erika geb. Pels                         | HIER WOHNTE ERIKA SANDER GEB. PELS JG. 1900 VERHAFTET 1942 GEFÄNGNIS MAGDEBURG RAVENSBRÜCK ERMORDET 23.10.1942 AUSCHWITZ                                           | Sander, Erika geb. Pels                         | Julius-Bremer-Straße / Ecke Jakobstraße (Karte)                                                                             | 30. Nov. 2018 | Biografie: Sander_Erika.PDF (PDF; 468,5 kB)                                             |
| Schächter, Chaja geb. Pressler                  | HIER WOHNTE CHAJA SCHÄCHTER GEB. PRESSLER JG. UNBEKANNT ABGESCHOBEN 1938 POLEN ???                                                                                 | Schächter, Chaja geb. Pressler                  | östlich Mühlenstraße 1 (auf dem Fußweg) (Karte)                                                                             | 22. Okt. 2010 | Biografie: Schächter_Ehepaar.PDF (PDF; 169,3 kB)                                        |
| Schächter, Don (Dan)                            | HIER WOHNTE DAN SCHÄCHTER JG. UNBEKANNT ABGESCHOBEN 1938 POLEN ???                                                                                                 | Schächter, Don (Dan)                            | östlich Mühlenstraße 1 (auf dem Fußweg) (Karte)                                                                             | 22. Okt. 2010 | Biografie: Schächter_Ehepaar.PDF (PDF; 169,3 kB)                                        |
| Schaffranke, Rosa                               | HIER WOHNTE ROSA SCHAFFRANKE GEB. GRÜNEWALD JG. 1886 DEPORTIERT 1942 THERESIENSTADT ERMORDET 22.9.1942                                                             | Schaffranke, Rosa                               | Jakobstraße, zwischen Nr. 22 und 28 (Karte)                                                                                 | 8. Juni 2022  | Biografie: Schaffranke_Rosa.PDF (PDF; 511 kB)                                           |
| Schild, Elfriede geb. Hirsch                    | HIER WOHNTE ELFRIEDE SCHILD GEB. HIRSCH JG. 1879 DEPORTIERT 1942 GHETTO WARSCHAU ERMORDET                                                                          | Schild, Elfriede geb. Hirsch                    | Liebigstraße 9 (Karte) | 8. Juli 2021  | Biografie: Schild_Elfriede.PDF (PDF; 470,9 kB)                                          |
| Schlein, Anna geb. Pieck                        | HIER WOHNTE ANNI SCHLEIN GEB. PIECK JG. 1903 FLUCHT INTERNIERT WESTERBORK DEPORTIERT 18.1.1944 THERESIENSTADT AUSCHWITZ 1944 ERMORDET                              | Schlein, Anna geb. Pieck                        | Breiter Weg 114, Gebäudevorderseite (Karte)                                                                                 | 7. Dez. 2007  | Biografie: Schlein_Anna.PDF (PDF; 273 kB)                                               |
| Schlein, Otto Joseph Dr.                        | HIER WOHNTE DR. OTTO SCHLEIN JG. 1895 FLUCHT INTERNIERT WESTERBORK DEPORTIERT 18.1.1944 THERESIENSTADT AUSCHWITZ 1944 ERMORDET                                     | Schlein, Otto Joseph Dr.                        | Breiter Weg 114, Gebäudevorderseite (Karte)                                                                                 | 7. Dez. 2007  | Biografie: Schlein_Dr_Otto_Josef.PDF (PDF; 225,2 kB)                                    |
| Schlein, Vera Judith                            | HIER WOHNTE VERA JUDITH SCHLEIN JG. 1927 FLUCHT INTERNIERT WESTERBORK DEPORTIERT 18.1.1944 THERESIENSTADT AUSCHWITZ 1944 ERMORDET                                  | Schlein, Vera Judith                            | Breiter Weg 114, Gebäudevorderseite (Karte)                                                                                 | 7. Dez. 2007  | Biografie: Schlein_Vera_Judith.PDF (PDF; 290,8 kB)                                      |
| Schmulewitz, Herbert                            | HIER WOHNTE HERBERT SCHMULEWITZ JG. 1920 FLUCHT 1933 ENGLAND FLUCHT IN DEN TOD 28.6.1937                                                                           | Schmulewitz, Herbert                            | Otto-von-Guericke-Straße gegenüber Franckestraße (Karte)                                                                    | 12. Sep. 2017 | Biografie: Schmulewitz_Ehepaar_und_Sohn_Herbert.PDF (PDF; 537,2 kB)                     |
| Schmulewitz, Philipp                            | HIER WOHNTE PHILIPP SCHMULEWITZ JG. 1879 VERHAFTET 1936 ZUCHTHAUS COSWIG DEPORTIERT 1942 ERMORDET IM BESETZTEN POLEN                                               | Schmulewitz, Philipp                            | Otto-von-Guericke-Straße gegenüber Franckestraße (Karte)                                                                    | 12. Sep. 2017 | Biografie: Schmulewitz_Ehepaar_und_Sohn_Herbert.PDF (PDF; 537,2 kB)                     |
| Schmulewitz, Selma geb. Dahlberg                | HIER WOHNTE SELMA SCHMULEWITZ GEB. DALBERG JG. 1877 FLUCHT 1936 ENGLAND TOT 12.9.1941                                                                              | Schmulewitz, Selma geb. Dahlberg                | Otto-von-Guericke-Straße gegenüber Franckestraße (Karte)                                                                    | 12. Sep. 2017 | Biografie: Schmulewitz_Ehepaar_und_Sohn_Herbert.PDF (PDF; 537,2 kB)                     |
| Schneider, Dora geb. Schetzer                   | HIER WOHNTE DORA SCHNEIDER GEB. SCHETZER JG. 1895 DEPORTIERT 1942 GHETTO WARSCHAU ERMORDET                                                                         | Schneider, Dora geb. Schetzer                   | Weitlingstraße vor Peterstr.20 (Karte)                                                                                      | 8. Dez. 2019  | Biografie: Schneider_Isidor_Ehepaar.PDF (PDF; 479 kB)                                   |
| Schneider, Edith                                | HIER WOHNTE EDITH SCHNEIDER VERH. BRAUNSBERG JG. 1914 FLUCHT ENGLAND                                                                                               | Schneider, Edith                                | Hegelstraße 37 (Karte) | 7. Dez. 2019  | Biografie: Schneider_Ismar_Familie.PDF (PDF; 490,4 kB)                                  |
| Schneider, Else geb. Stensch                    | HIER WOHNTE ROSA ELSE SCHNEIDER GEB. STENSCH JG. 1891 DEPORTIERT 1942 GHETTO WARSCHAU ERMORDET                                                                     | Schneider, Else geb. Stensch                    | Hegelstraße 37 (Karte) | 7. Dez. 2019  | Biografie: Schneider_Ismar_Familie.PDF (PDF; 490,4 kB)                                  |
| Schneider, Georg Ismar                          | HIER WOHNTE GEORG ISMAR SCHNEIDER JG. 1876 DEPORTIERT 1942 GHETTO WARSCHAU ERMORDET                                                                                | Schneider, Georg Ismar                          | Hegelstraße 37 (Karte) | 7. Dez. 2019  | Biografie: Schneider_Ismar_Familie.PDF (PDF; 490,4 kB)                                  |
| Schneider, Isidor                               | HIER WOHNTE ISIDOR SCHNEIDER JG. 1895 VERHAFTET 12.6.1938 GEFÄNGNIS MAGDEBURG SCHUTZHAFT 1938 BUCHENWALD DEPORTIERT 1942 GHETTO WARSCHAU ERMORDET                  | Schneider, Isidor                               | Weitlingstraße vor Peterstr.20 (Karte)                                                                                      | 8. Dez. 2019  | Biografie: Schneider_Isidor_Ehepaar.PDF (PDF; 479 kB)                                   |
| Schneider, Karl-Heinz                           | HIER WOHNTE KARL HEINZ SCHNEIDER JG. 1918 GEDEMÜTIGT/ENTRECHTET TOT 31.1.1941                                                                                      | Schneider, Karl-Heinz                           | Hegelstraße 37 (Karte) | 7. Dez. 2019  | Biografie: Schneider_Ismar_Familie.PDF (PDF; 490,4 kB)                                  |
| Schneider, Margot                               | HIER WOHNTE MARGOT SCHNEIDER JG. 1918 DEPORTIERT 1942 GHETTO WARSCHAU ERMORDET                                                                                     | Schneider, Margot                               | Hegelstraße 37 (Karte) | 7. Dez. 2019  | Biografie: Schneider_Ismar_Familie.PDF (PDF; 490,4 kB)                                  |
| Schönwetter, Arie Leo                           | HIER WOHNTE ARIE LEO SCHÖNWETTER JG. 1928 ´POLENAKTION´ 1938 BRZOSTEK 1941 GHETTO BRZOSTEK DEPORTIERT 1941 TREBLINKA ERMORDET 18.8.1942                            | Schönwetter, Arie Leo                           | schräg gegenüber Gr. Steinernetischstr. 6 (Karte)                                                                           | 31. Aug. 2023 | Biografie: Schonwetter_Familie.PDF (PDF; 449 kB)                                        |
| Schönwetter, Fritz Efraim                       | HIER WOHNTE FRITZ FISCHEL SCHÖNWETTER JG. 1924 ´POLENAKTION´ 1938 BRZOSTEK DEPORTIERT 1941 ZWANGSARBEIT IN VERSCHIEDENEN LAGERN 1944 TSCHENSTOCHAU BEFREIT         | Schönwetter, Fritz Efraim                       | schräg gegenüber Gr. Steinernetischstr. 6 (Karte)                                                                           | 31. Aug. 2023 | Biografie: Schonwetter_Familie.PDF (PDF; 449 kB)                                        |
| Schönwetter, Hersch Hermann                     | HIER WOHNTE HERMANN ZWI SCHÖNWETTER JG. 1891 ´POLENAKTION´ 1938 BRZOSTEK 1941 GHETTO BRZOSTEK DEPORTIERT 1941 TREBLINKA ERMORDET 18.8.1942                         | Schönwetter, Hersch Hermann                     | schräg gegenüber Gr. Steinernetischstr. 6 (Karte)                                                                           | 31. Aug. 2023 | Biografie: Schonwetter_Familie.PDF (PDF; 449 kB)                                        |
| Schönwetter, Hilda Hinda                        | HIER WOHNTE HILDA HINDA SCHÖNWETTER GEB. SCHÖNWETTER JG. 1896 ´POLENAKTION´ 1938 BRZOSTEK 1941 GHETTO BRZOSTEK DEPORTIERT 1941 TREBLINKA ERMORDET 18.8.1942        | Schönwetter, Hilda Hinda                        | schräg gegenüber Gr. Steinernetischstr. 6 (Karte)                                                                           | 31. Aug. 2023 | Biografie: Schonwetter_Familie.PDF (PDF; 449 kB)                                        |
| Schrader, Margot geb. Basch                     | HIER WOHNTE MARGOT SCHRADER GEB. BASCH JG. 1910 VERHAFTET 1942 DEPORTIERT 1943 AUSCHWITZ ERMORDET 1.6.1943                                                         | Schrader, Margot geb. Basch                     | Neustädter Straße, gegenüber Einmündung Faßlochsberg (Karte)                                                                | 2. Juli 2008  | Biografie: Schrader_Margot.PDF (PDF; 508,3 kB)                                          |
| Schreier, Moses Leib                            | HIER WOHNTE MOSES LEIB SCHREIER JG. 1876 ´POLENAKTION´ 1938 BENTSCHEN / ZBASZYN SCHICKSAL UNBEKANNT                                                                | Schreier, Moses Leib                            | nahe Erzbergerstr. 10, südlich der Moschee (Karte)                                                                          | 11. Nov. 2021 | Biografie: Schreier_Moses_u_Töchter.PDF (PDF; 449,5 kB)                                 |
| Schreier, Reihel                                | HIER WOHNTE REIHEL SCHREIER JG. 1905 ´POLENAKTION´ 1938 BENTSCHEN / ZBASZYN SCHICKSAL UNBEKANNT                                                                    | Schreier, Reihel                                | nahe Erzbergerstr. 10, südlich der Moschee (Karte)                                                                          | 11. Nov. 2021 | Biografie: Schreier_Moses_u_Töchter.PDF (PDF; 449,5 kB)                                 |
| Schreier, Sara                                  | HIER WOHNTE SARA SCHREIER JG. 1903 ´POLENAKTION´ 1938 BENTSCHEN / ZBASZYN SCHICKSAL UNBEKANNT                                                                      | Schreier, Sara                                  | nahe Erzbergerstr. 10, südlich der Moschee (Karte)                                                                          | 11. Nov. 2021 | Biografie: Schreier_Moses_u_Töchter.PDF (PDF; 449,5 kB)                                 |
|                                                 | | Seligsohn, Dr. Franz Otto                       | Kein Stein in Magdeburg, da hier nie gelebt. (Karte)                                                                        |               | Biografie: Seligsohn_Dr_Franz_Otto.PDF (PDF; 162 kB)                                    |
| Seligsohn, Gerda geb. Meissner verw. Beck       | HIER WOHNTE GERDA SELIGSOHN VERW. BECK GEB. MEISSNER JG. 1911 IM WIDERSTAND FLUCHT 1938 HOLLAND INTERNIERT WESTERBORK DEPORTIERT 1943 SOBIBOR ERMORDET 28.5.1943   | Seligsohn, Gerda geb. Meissner verw. Beck       | Keplerstraße 7a (Karte) | 11. Okt. 2013 | Biografie: Seligsohn_Dr_Franz_Otto.PDF (PDF; 161 kB)                                    |
| Sender, Alfred                                  | HIER WOHNTE ALFRED SENDER JG. 1910 DEPORTIERT 1943 ERMORDET 1943 IN AUSCHWITZ                                                                                      | Sender, Alfred                                  | Alter Markt 10, Gebäudevorderseite (Karte)                                                                                  | 18. März 2007 | Biografie: Sender_Familie.PDF (PDF; 115,5 kB)                                           |
| Sender, Eisig                                   | HIER WOHNTE EISIG SENDER JG. 1874 DEPORTIERT 1942 THERESIENSTADT ERMORDET 18.12.1943 AUSCHWITZ                                                                     | Sender, Eisig                                   | Alter Markt 10, Gebäudevorderseite (Karte)                                                                                  | 18. März 2007 | Biografie: Sender_Familie.PDF (PDF; 115,5 kB)                                           |
| Sender, Freide geb. Spiegel                     | HIER WOHNTE FREIDE SENDER GEB. SPIEGEL JG. 1880 DEPORTIERT 1942 THERESIENSTADT ERMORDET 18.12.1943 AUSCHWITZ                                                       | Sender, Freide geb. Spiegel                     | Alter Markt 10, Gebäudevorderseite (Karte)                                                                                  | 18. März 2007 | Biografie: Sender_Familie.PDF (PDF; 115,5 kB)                                           |
| Sonnenfeld, Willy                               | HIER WOHNTE WILLY SONNENFELD JG. 1869 DEPORTIERT AUSCHWITZ ERMORDET 2.7.1943                                                                                       | Sonnenfeld, Willy                               | Ernst-Reuter-Allee / Nordostrondell Alleecenter (Karte)                                                                     | 11. Nov. 2021 | Biografie: Sonnenfeld_Willy.PDF (PDF; 489,2 kB)                                         |
| Spanier, Gertrud                                | HIER WOHNTE GERTRUD SPANIER JG. 1888 FLUCHT 1939 HOLLAND INTERNIERT WESTERBORK DEPORTIERT 1943 ERMORDET IN AUSCHWITZ                                               | Spanier, Gertrud                                | 100 m Richtung Osten von Tunnelausfahrt Walther-Rathenau-Str. (Karte)                                                       | 24. Okt. 2014 | Biografie: Spanier_Helene_und_Tochter_Gertrud.PDF (PDF; 534,4 kB)                       |
| Spanier, Helene geb. Lehmann                    | HIER WOHNTE HELENE SPANIER GEB. LEHMANN JG. 1860 FLUCHT HOLLAND INTERNIERT WESTERBORK TOT 3.6.1940                                                                 | Spanier, Helene geb. Lehmann                    | 100 m Richtung Osten von Tunnelausfahrt Walther-Rathenau-Str. (Karte)                                                       | 24. Okt. 2014 | Biografie: Spanier_Helene_und_Tochter_Gertrud.PDF (PDF; 534,4 kB)                       |
| Sperling, Erich Magnus                          | HIER WOHNTE ERICH SPERLING JG. 1882 ´SCHUTZHAFT´ 1939 SACHSENHAUSEN ERMORDET 18.5.1940                                                                             | Sperling, Erich Magnus                          | Kantstraße, Osteingang City-Carré (Karte)                                                                                   | 14. Nov. 2008 | Biografie: Sperling_Erich.PDF (PDF; 206,5 kB)                                           |
| Spier, Frieda geb. Kaufmann                     | HIER WOHNTE FRIEDA SPIER GEB. KAUFMANN JG. 1891 DEPORTIERT 1942 GHETTO WARSCHAU ???                                                                                | Spier, Frieda geb. Kaufmann                     | Julius-Bremer-Straße / Nähe Synagogendenkmal (Karte)                                                                        | 23. März 2010 | Biografie: Spier_Ehepaar.PDF (PDF; 248,7 kB)                                            |
| Spier, Hermann                                  | HIER WOHNTE HERMANN SPIER JG. 1885 DEPORTIERT 1942 GHETTO WARSCHAU ???                                                                                             | Spier, Hermann                                  | Julius-Bremer-Straße / Nähe Synagogendenkmal (Karte)                                                                        | 23. März 2010 | Biografie: Spier_Ehepaar.PDF (PDF; 248,7 kB)                                            |
| Steigmann, Martha geb. Singer                   | HIER WOHNTE MARTHA STEIGMANN GEB. SINGER JG. 1881 DEPORTIERT 1942 GHETTO WARSCHAU ERMORDET                                                                         | Steigmann, Martha geb. Singer                   | Julius-Bremer-Straße / Ecke Jakobstraße (Karte)                                                                             | 12. Sep. 2017 | Biografie: Steigmann_Martha_und_Sohn_Werner_Siegbert.PDF (PDF; 485,9 kB)                |
| Steigmann, Werner Siegbert                      | HIER WOHNTE WERNER SIEGBERT STEIGMANN JG. 1908 SCHUTZHAFT 1938 BUCHENWALD ERMORDET 9.7.1940                                                                        | Steigmann, Werner Siegbert                      | Julius-Bremer-Straße / Ecke Jakobstraße (Karte)                                                                             | 12. Sep. 2017 | Biografie: Steigmann_Martha_und_Sohn_Werner_Siegbert.PDF (PDF; 485,9 kB)                |
| Stein, Arthur                                   | HIER WOHNTE ARTHUR STEIN JG. 1890 DEPORTIERT 1943 ERMORDET IN AUSCHWITZ                                                                                            | Stein, Arthur                                   | Fürstenwallstraße Ecke Große Klosterstraße (Karte)                                                                          | 4. März 2009  | Biografie: Stein_Ehepaar.PDF (PDF; 262 kB)                                              |
| Stein, Johanna (Hanna) geb. Platzer             | HIER WOHNTE HANNA STEIN GEB. PLATZER JG. 1881 DEPORTIERT 1943 ERMORDET IN AUSCHWITZ                                                                                | Stein, Johanna (Hanna) geb. Platzer             | Fürstenwallstraße Ecke Große Klosterstraße (Karte)                                                                          | 4. März 2009  | Biografie: Stein_Ehepaar.PDF (PDF; 262 kB)                                              |
| Steinhardt, Minna geb. Zauderer                 | HIER WOHNTE MINNA STEINHARDT GEB. ZAUDERER JG. 1891 FLUCHT POLEN DEPORTIERT BRODY ERMORDET                                                                         | Steinhardt, Minna geb. Zauderer                 | Alter Markt 10, Gebäudevorderseite (Karte)                                                                                  | 26. März 2013 | Biografie: Steinhardt_Ehepaar_und_seine_Töchter.PDF (PDF; 239,2 kB)                     |
| Steinhardt, Mordechai (Max)                     | HIER WOHNTE MAX STEINHARDT JG. 1887 FLUCHT POLEN DEPORTIERT BRODY ERMORDET                                                                                         | Steinhardt, Mordechai (Max)                     | Alter Markt 10, Gebäudevorderseite (Karte)                                                                                  | 26. März 2013 | Biografie: Steinhardt_Ehepaar_und_seine_Töchter.PDF (PDF; 239,2 kB)                     |
| Steinhardt, Pepi                                | HIER WOHNTE PEPI STEINHARDT JG. 1921 FLUCHT POLEN DEPORTIERT BRODY ERMORDET                                                                                        | Steinhardt, Pepi                                | Alter Markt 10, Gebäudevorderseite (Karte)                                                                                  | 26. März 2013 | Biografie: Steinhardt_Ehepaar_und_seine_Töchter.PDF (PDF; 239,2 kB)                     |
| Steinhardt, Susi                                | HIER WOHNTE SUSI STEINHARDT JG. 1923 FLUCHT POLEN ??? | Steinhardt, Susi                                | Alter Markt 10, Gebäudevorderseite (Karte)                                                                                  | 26. März 2013 | Biografie: Steinhardt_Ehepaar_und_seine_Töchter.PDF (PDF; 239,2 kB)                     |
| Stern, Leo                                      | HIER WOHNTE LEO STERN JG. 1886 DEPORTIERT 1942 ERMORDET IM BESETZTEN POLEN                                                                                         | Stern, Leo                                      | Neue Strombrücke, am Martin-Luther-Hain und Fußweg zum Johannisberg (Karte)                                                 | 18. Nov. 2015 | Biografie: Stern_Ehepaar.PDF (PDF; 513,7 kB)                                            |
| Stern, Marta Marie geb. Hammelburger            | HIER WOHNTE MARTA MARIE STERN GEB. HAMMELBURGER JG. 1897 DEPORTIERT 1942 ERMORDET IM BESETZTEN POLEN                                                               | Stern, Marta Marie geb. Hammelburger            | Neue Strombrücke, am Martin-Luther-Hain und Fußweg zum Johannisberg (Karte)                                                 | 18. Nov. 2015 | Biografie: Stern_Ehepaar.PDF (PDF; 513,7 kB)                                            |
| Straßburger, Henriette                          | HENRIETTE STRASSBURGER JG. 1912 FLUCHT FRANKREICH INTERNIERT DRANCY DEPORTIERT 1942 ERMORDET IN AUSCHWITZ                                                          | Straßburger, Henriette                          | Südlicher Fuß-/Radweg Walther-Rathenau-Str., Höhe Tunnelausfahrt Richtung Osten (Karte)                                     | 12. Sep. 2017 | Biografie: Straßburger_Ehepaar_und_Tochter_Henriette.PDF (PDF; 673,8 kB)                |
| Straßburger, Hugo                               | HUGO STRASSBURGER JG. 1880 FLUCHT FRANKREICH INTERNIERT DRANCY DEPORTIERT 1943 ERMORDET IN AUSCHWITZ                                                               | Straßburger, Hugo                               | Südlicher Fuß-/Radweg Walther-Rathenau-Str., Höhe Tunnelausfahrt Richtung Osten (Karte)                                     | 12. Sep. 2017 | Biografie: Straßburger_Ehepaar_und_Tochter_Henriette.PDF (PDF; 673,8 kB)                |
| Straßburger, Karoline (Lina)                    | KAROLINE LINA STRASSBURGER GEB. JANSSEN JG. 1880 FLUCHT FRANKREICH INTERNIERT DRANCY DEPORTIERT 1943 ERMORDET IN AUSCHWITZ                                         | Straßburger, Karoline (Lina)                    | Südlicher Fuß-/Radweg Walther-Rathenau-Str., Höhe Tunnelausfahrt Richtung Osten (Karte)                                     | 12. Sep. 2017 | Biografie: Straßburger_Ehepaar_und_Tochter_Henriette.PDF (PDF; 673,8 kB)                |
| Tenenbaum, Hersch Zwi Hermann                   | HIER WOHNTE HIRSCH TENENBAUM JG. 1939 DEPORTIERT 1942 GHETTO WARSCHAU ERMORDET IN MAJDANEK                                                                         | Tenenbaum, Hersch Zwi Hermann                   | vor Giebel Weitlingstraße 2 (Karte)                                                                                         | 14. Nov. 2008 | Biografie: Tenenbaum_Ehepaar_und_Sohn_Hersch_Zwi.PDF (PDF; 204,7 kB)                    |
| Tenenbaum, Peppi geb. Kastner                   | HIER WOHNTE PEPPI TENENBAUM GEB. KASTNER JG. 1908 DEPORTIERT 1942 GHETTO WARSCHAU ERMORDET IN MAJDANEK                                                             | Tenenbaum, Peppi geb. Kastner                   | vor Giebel Weitlingstraße 2 (Karte)                                                                                         | 14. Nov. 2008 | Biografie: Tenenbaum_Ehepaar_und_Sohn_Hersch_Zwi.PDF (PDF; 204,7 kB)                    |
| Tenenbaum, Siegfried                            | HIER WOHNTE SIEGFRIED TENENBAUM JG. 1902 VERHAFTET 1939 BUCHENWALD DEPORTIERT 1942 AUSCHWITZ ERMORDET 26.11.1942                                                   | Tenenbaum, Siegfried                            | vor Giebel Weitlingstraße 2 (Karte)                                                                                         | 14. Nov. 2008 | Biografie: Tenenbaum_Ehepaar_und_Sohn_Hersch_Zwi.PDF (PDF; 204,7 kB)                    |
| Töpfer, Hersch                                  | HIER WOHNTE HERSCH TÖPFER JG. 1904 ´POLENAKTION´ 1938 BENTSCHEN/ZBASZYN GHETTO LEMBERG ERMORDET                                                                    | Töpfer, Hersch                                  | Weitlingstr. 12 (Karte) | 27. Sep. 2024 | Biografie: Töpfer_Hersch.PDF (PDF; 438 kB)                                              |
| Torker, Anna Udel geb. Schipper                 | HIER WOHNTE ANNA UDEL TORKER GEB. SCHIPPER JG. 1907 FLUCHT JULI 1939 POLEN ERMORDET IM BESETZTEN POLEN                                                             | Torker, Anna Udel geb. Schipper                 | Peterstraße 7 (Karte) | 28. Sep. 2016 | Biografie: Torker_Familie.PDF (PDF; 602,8 kB)                                           |
| Torker, Malka Mali                              | HIER WOHNTE MALI TORKER JG. 1932 FLUCHT JULI 1939 POLEN ERMORDET IM BESETZTEN POLEN                                                                                | Torker, Malka Mali                              | Peterstraße 7 (Karte) | 28. Sep. 2016 | Biografie: Torker_Familie.PDF (PDF; 602,8 kB)                                           |
| Torker, Naphtule Nathan                         | HIER WOHNTE NAPHULE NATHAN TORKER JG. 1905 POLENAKTION 1938 BENTSCHEN/ZBASZYN ERMORDET IM BESETZTEN POLEN                                                          | Torker, Naphtule Nathan                         | Peterstraße 7 (Karte) | 28. Sep. 2016 | Biografie: Torker_Familie.PDF (PDF; 602,8 kB)                                           |
| Torker, Rita Rifka                              | HIER WOHNTE RITA TORKER JG. 1935 FLUCHT JULI 1939 POLEN ERMORDET IM BESETZTEN POLEN                                                                                | Torker, Rita Rifka                              | Peterstraße 7 (Karte) | 28. Sep. 2016 | Biografie: Torker_Familie.PDF (PDF; 602,8 kB)                                           |
| Treu, Eckard Martin                             | HIER WOHNTE ECKARD MARTIN TREU JG. 1919 DEPORTIERT 1943 ERMORDET IN AUSCHWITZ                                                                                      | Treu, Eckard Martin                             | Hartstraße 1 (Karte) | 8. März 2012  | Biografie: Treu_Ehepaar_und_Kinder.PDF (PDF; 174,7 kB)                                  |
| Treu, Erwin                                     | HIER WOHNTE ERWIN TREU JG. 1879 DEPORTIERT 1943 ERMORDET IN AUSCHWITZ                                                                                              | Treu, Erwin                                     | Hartstraße 1 (Karte) | 8. März 2012  | Biografie: Treu_Ehepaar_und_Kinder.PDF (PDF; 174,7 kB)                                  |
| Treu, Eva Henriette                             | HIER WOHNTE EVA HENRIETTE TREU JG. 1926 DEPORTIERT 1943 ERMORDET IN AUSCHWITZ                                                                                      | Treu, Eva Henriette                             | Hartstraße 1 (Karte) | 8. März 2012  | Biografie: Treu_Ehepaar_und_Kinder.PDF (PDF; 174,7 kB)                                  |
| Treu, Martha geb. Langer                        | HIER WOHNTE MARTHA TREU GEB. LANGER JG. 1886 DEPORTIERT 1943 ERMORDET IN AUSCHWITZ                                                                                 | Treu, Martha geb. Langer                        | Hartstraße 1 (Karte) | 8. März 2012  | Biografie: Treu_Ehepaar_und_Kinder.PDF (PDF; 174,7 kB)                                  |
| Victor, Henriette                               | HIER WOHNTE HENRIETTE VICTOR JG. 1879 EPORTIERT RICHTUNG OSTEN DEPORTIERT 1942 WARSCHAUER GHETTO                                                                   | Victor, Henriette                               | Südseite Karstadt / Zwischen Personaleingang und Bäcker (Karte)                                                             | 4. März 2009  | Biografie: Victor_Henriette.PDF (PDF; 267,6 kB)                                         |
| Vogelhut, Feigel / Fanny geb. Gutfreund [Feig]  | HIER WOHNTE FEIGEL FANNY VOGELHUT JG. 1874 DEPORTIERT 1942 THERESIENSTADT ERMORDET 13.3.1943                                                                       | Vogelhut, Feigel / Fanny geb. Gutfreund [Feig]  | Peterstraße 7 (Karte) | 8. Juli 2021  | Biografie: Vogelhut_Fanny_und_Sohn.PDF (PDF; 579,6 kB)                                  |
| Vogelhut, Isaak                                 | HIER WOHNTE ISAAK VOGELHUT JG. 1902 FLUCHT 1938 FRANKREICH INTERNIERT LE VERNET ERMORDET 9.1.1943                                                                  | Vogelhut, Isaak                                 | Peterstraße 7 (Karte) | 8. Juli 2021  | Biografie: Vogelhut_Fanny_und_Sohn.PDF (PDF; 579,6 kB)                                  |
| Vogelhut, Netty (Necha Hurdis)                  | HIER WOHNTE NETTY VOGELHUT JG. 1899 ´POLENAKTION´ 1938 BENTSCHEN/ZBASZYN TOT 26.6.1940 RZESZOW                                                                     | Vogelhut, Netty (Necha Hurdis)                  | Peterstraße 7 (Karte) | 8. Juli 2021  | Biografie: Vogelhut_Netty_und_Tochter.PDF (PDF; 612,4 kB)                               |
| Vogelhut, Rita                                  | HIER WOHNTE RITA VOGELHUT JG. 1933 DEPORTIERT 1943 THERESIENSTADT 1944 AUSCHWITZ ERMORDET                                                                          | Vogelhut, Rita                                  | Peterstraße 7 (Karte) | 8. Juli 2021  | Biografie: Vogelhut_Netty_und_Tochter.PDF (PDF; 612,4 kB)                               |
| Waldstein, Elisabeth geb. Weinzweig             | HIER WOHNTE ELISABETH WALDSTEIN GEB. WEINZWEIG JG. 1871 DEPORTIERT 1942 THERESIENSTADT ERMORDET 13.12.1942                                                         | Waldstein, Elisabeth geb. Weinzweig             | Geißlerstraße 3 (Karte) | 24. Okt. 2014 | Biografie: Waldstein_Elisabeth.PDF (PDF; 564,5 kB)                                      |
| Warzecha, Chaim Szmul                           | HIER WOHNTE CHAIM WARZECHA JG. 1898 DEPORTIERT 1942 GHETTO WARSCHAU ERMORDET 1942 IN TREBLINKA                                                                     | Warzecha, Chaim Szmul                           | Weitlingstraße 20 (Karte)                                                                                                   | 25. Okt. 2011 | Biografie: Warzecha_Familie.PDF (PDF; 212,4 kB)                                         |
| Warzecha, Chaja geb. Oppar                      | HIER WOHNTE CHAJA WARZECHA GEB. OPPAR JG. 1908 DEPORTIERT 1942 GHETTO WARSCHAU ERMORDET 1942 IN TREBLINKA                                                          | Warzecha, Chaja geb. Oppar                      | Weitlingstraße 20 (Karte)                                                                                                   | 25. Okt. 2011 | Biografie: Warzecha_Familie.PDF (PDF; 212,4 kB)                                         |
| Warzecha, David                                 | HIER WOHNTE DAVID WARZECHA JG. 1936 DEPORTIERT 1942 GHETTO WARSCHAU ERMORDET 1942 IN TREBLINKA                                                                     | Warzecha, David                                 | Weitlingstraße 20 (Karte)                                                                                                   | 25. Okt. 2011 | Biografie: Warzecha_Familie.PDF (PDF; 212,4 kB)                                         |
| Warzecha, Ester                                 | HIER WOHNTE ESTER WARZECHA JG. 1939 DEPORTIERT 1942 GHETTO WARSCHAU ERMORDET 1942 IN TREBLINKA                                                                     | Warzecha, Ester                                 | Weitlingstraße 20 (Karte)                                                                                                   | 25. Okt. 2011 | Biografie: Warzecha_Familie.PDF (PDF; 212,4 kB)                                         |
| Warzecha, Fredy                                 | HIER WOHNTE FREDDY WARZECHA JG. 1932 DEPORTIERT 1942 GHETTO WARSCHAU ERMORDET 1942 IN TREBLINKA                                                                    | Warzecha, Fredy                                 | Weitlingstraße 20 (Karte)                                                                                                   | 25. Okt. 2011 | Biografie: Warzecha_Familie.PDF (PDF; 212,4 kB)                                         |
| Weinber, Minna                                  | HIER WOHNTE MINNA WEINBER GEB. HILSENRATH JG. 1897 FLUCHT FRANKREICH INTERNIERT DRANCY DEPORTIERT 1942 ERMORDET IN AUSCHWITZ                                       | Weinber, Minna                                  | Jakobstraße/nahe Johanniskirch-Parkplatz (Karte)                                                                            | 8. Juni 2022  | Biografie: Weinber_Simon_Ehepaar.PDF (PDF; 487 kB)                                      |
| Weinber, Schimon                                | HIER WOHNTE SCHIMON WEINBER JG. 1895 FLUCHT FRANKREICH INTERNIERT DRANCY DEPORTIERT 1942 ERMORDET IN AUSCHWITZ                                                     | Weinber, Schimon                                | Jakobstraße/nahe Johanniskirch-Parkplatz (Karte)                                                                            | 8. Juni 2022  | Biografie: Weinber_Simon_Ehepaar.PDF (PDF; 487 kB)                                      |
| Weinberg, Sara Reisel geb. Kohane               | HIER WOHNTE SARA RIESEL WEINBERG GEB. KOHANE JG. 1882 DEPORTIERT 1942 ERMORDET IM BESETZTEN POLEN                                                                  | Weinberg, Sara Reisel geb. Kohane               | Neustädter Straße, gegenüber Einmündung Faßlochsberg (Karte)                                                                | 24. März 2010 | Biografie: Weinberg_Sara_Reisel.PDF (PDF; 704,8 kB)                                     |
| Weinberger, Debora geb. Langer                  | HIER WOHNTE DEBORA WEINBERGER GEB. LANGER JG. 1886 DEPORTIERT 1943 ERMORDET IN AUSCHWITZ                                                                           | Weinberger, Debora geb. Langer                  | Weitlingstraße vor Peterstr.20 (Karte)                                                                                      | 8. Dez. 2019  | Biografie: Weinberger_Ehepaar.PDF (PDF; 503,8 kB)                                       |
| Weinberger, Juda                                | HIER WOHNTE JUDA WEINBERGER JG. 1896 DEPORTIERT 1943 ERMORDET IN AUSCHWITZ                                                                                         | Weinberger, Juda                                | Weitlingstraße vor Peterstr.20 (Karte)                                                                                      | 8. Dez. 2019  | Biografie: Weinberger_Ehepaar.PDF (PDF; 503,8 kB)                                       |
| Weiß, Klaus                                     | HIER WOHNTE KLAUS WEISS JG. 1921 DEPORTIERT 1941 KOWNO FORT IX ERMORDET 25.11.1941                                                                                 | Weiß, Klaus                                     | Otto-von-Guericke-Straße 48 (Karte)                                                                                         | 18. Nov. 2015 | Biografie: Weiß_Sophie_und_Sohn_Klaus.PDF (PDF; 536 kB)                                 |
| Weiß, Sophie geb. Breitenbach                   | HIER WOHNTE SOPHIE WEISS GEB. BREITENBACH JG. 1892 DEPORTIERT 1941 KOWNO FORT IX ERMORDET 25.11.1941                                                               | Weiß, Sophie geb. Breitenbach                   | Otto-von-Guericke-Straße 48 (Karte)                                                                                         | 18. Nov. 2015 | Biografie: Weiß_Sophie_und_Sohn_Klaus.PDF (PDF; 536 kB)                                 |
| Weissmann, Ester geb. Unger                     | HIER WOHNTE ESTER WEISSMANN GEB. UNGER JG. 1903 SCHICKSAL UNBEKANNT                                                                                                | Weissmann, Ester geb. Unger                     | Weitlingstraße / gegenüber Nr. 11 (Karte)                                                                                   | 22. Okt. 2010 | Biografie: Weissmann_Ehepaar_und_seine_Töchter.PDF (PDF; 368,9 kB)                      |
| Weissmann, Margot                               | HIER WOHNTE MARGOT WEISSMANN JG. 1932 DEPORTIERT ERMORDET 1944 IM BESETZTEN POLEN                                                                                  | Weissmann, Margot                               | Weitlingstraße / gegenüber Nr. 11 (Karte)                                                                                   | 22. Okt. 2010 | Biografie: Weissmann_Ehepaar_und_seine_Töchter.PDF (PDF; 368,9 kB)                      |
| Weissmann, Salomon                              | HIER WOHNTE SALOMON WEISSMANN JG. 1902 FLUCHT 1939 FRANKREICH ???                                                                                                  | Weissmann, Salomon                              | Weitlingstraße / gegenüber Nr. 11 (Karte)                                                                                   | 22. Okt. 2010 | Biografie: Weissmann_Ehepaar_und_seine_Töchter.PDF (PDF; 368,9 kB)                      |
| Weissmann, Senta Sara                           | HIER WOHNTE SENTA WEISSMANN JG. 1928 FLUCHT 1939 BELGIEN FRANKREICH INTERNIERT DRANCY DEPORTIERT 1942 AUSCHWITZ ERMORDET                                           | Weissmann, Senta Sara                           | Weitlingstraße / gegenüber Nr. 11 (Karte)                                                                                   | 22. Okt. 2010 | Biografie: Weissmann_Ehepaar_und_seine_Töchter.PDF (PDF; 368,9 kB)                      |
| Wiesner, Abraham                                | HIER WOHNTE ABRAHAM WIESNER JG. 1896 VERHAFTET 1939 BUCHENWALD DEPORTIERT 16.10.1942 AUSCHWITZ ERMORDET 10.3.1943                                                  | Wiesner, Abraham                                | Kleine Münzstraße 1 (Karte)                                                                                                 | 11. Sep. 2009 | Biografie: Wiesner_Ehepaar_und_Tochter_Lilly.PDF (PDF; 255,8 kB)                        |
| Wiesner, Frieda geb. Schächter                  | HIER WOHNTE FRIEDA WIESNER GEB. SCHÄCHTER JG. 1902 DEPORTIERT 10.7.1942 GHETTO WARSCHAU ERMORDET                                                                   | Wiesner, Frieda geb. Schächter                  | Kleine Münzstraße 1 (Karte)                                                                                                 | 11. Sep. 2009 | Biografie: Wiesner_Ehepaar_und_Tochter_Lilly.PDF (PDF; 255,8 kB)                        |
| Wiesner, Lea (Lilly)                            | HIER WOHNTE LEA 'LILLY' WIESNER JG. 1928 DEPORTIERT 10.7.1942 GHETTO WARSCHAU ERMORDET                                                                             | Wiesner, Lea (Lilly)                            | Kleine Münzstraße 1 (Karte)                                                                                                 | 11. Sep. 2009 | Biografie: Wiesner_Ehepaar_und_Tochter_Lilly.PDF (PDF; 255,8 kB)                        |
| Wiethaus, Eva                                   | HIER WOHNTE EVA WIETHAUS GEB. NATHAN JG. 1901 VERHAFTET 5.10.1939 RAVENSBRÜCK VERLEGT FEB. 1942 BERNBURG ERMORDET AM TAG DER ANKUNFT                               | Wiethaus, Eva                                   | Kantstr., Osteingang City-Carre (Karte)                                                                                     | 8. Juni 2022  | Biografie: Wiethaus_Eva.PDF (PDF; 473 kB)                                               |
| Wilde, Georg Dr.                                | HIER WOHNTE RABBINER DR. GEORG WILDE JG. 1870 ´SCHUTZHAFT´ 1938 GEFÄNGNIS MAGDEBURG KZ BUCHENWALD FLUCHT 1939 ENGLAND                                              | Wilde, Georg Dr.                                | Uni Gelände Ostseite vor Gebäude 14 (Karte)                                                                                 | 7. Mai 2024   | Biografie: Wilde_Georg_Dr_Ehepaar.PDF (PDF; 575 kB)                                     |
| Wilde, Martha                                   | HIER WOHNTE MARTHA WILDE GEB. SPITZ JG. 1888 FLUCHT 1939 ENGLAND                                                                                                   | Wilde, Martha                                   | Uni Gelände Ostseite vor Gebäude 14 (Karte)                                                                                 | 7. Mai 2024   | Biografie: Wilde_Georg_Dr_Ehepaar.PDF (PDF; 575 kB)                                     |
| Wilhelm, Hugo                                   | HIER WOHNTE HUGO WILHELM JG. 1866 DEPORTIERT 2.12.1942 THERESIENSTADT ERMORDET 8.6.1943                                                                            | Wilhelm, Hugo                                   | Jakobstraße, nahe Sitzbank und Rathausparkplatz (Nordostecke) (Karte)                                                       | 7. Dez. 2007  | Biografie: Wilhelm_Ehepaar.PDF (PDF; 199,2 kB)                                          |
| Wilhelm, Pauline geb. Basch                     | HIER WOHNTE PAULA WILHELM GEB. BASCH JG. 1875 DEPORTIERT 2.12.1942 THERESIENSTADT AUSCHWITZ 1944 ERMORDET                                                          | Wilhelm, Pauline geb. Basch                     | Jakobstraße, nahe Sitzbank und Rathausparkplatz (Nordostecke) (Karte)                                                       | 7. Dez. 2007  | Biografie: Wilhelm_Ehepaar.PDF (PDF; 199,2 kB)                                          |
| Windmüller, Walter                              | HIER WOHNTE WALTER WINDMÜLLER JG. 1898 VERHAFTET 17.6.1938 ´ARBEITSSCHEU REICH´ SACHSENHAUSEN DEPORTIERT 19428 AUSCHWITZ ERMORDET 22.9.1943                        | Windmüller, Walter                              | Große Münzstraße 7 (Karte)                                                                                                  | 12. Sep. 2017 | Biografie: Windmüller_Walter.PDF (PDF; 576 kB)                                          |
| Winterfeld, Frieda Friederike                   | HIER WOHNTE FRIEDERIKE WINTERFELD GEB. KOHN JG. 1869 DEPORTIERT 1942 THERESIENSTADT ERMORDET 4.5.1943                                                              | Winterfeld, Frieda Friederike                   | Breiter Weg 109, gegenüber Stadtbibliothek (Karte)                                                                          | 26. Sep. 2022 | Biografie: Winterfeld_Friederike.PDF (PDF; 628 kB)                                      |
| Wolff, Frieda verw. Bruck geb. Hirschland       | HIER WOHNTE FRIEDA WOLFF VERW. BRUCK GEB. HIRSCHLAND JG. 1891 DEPORTIERT 1942 GHETTO WARSCHAU ERMORDET 1942 TREBLINKA                                              | Wolff, Frieda verw. Bruck geb. Hirschland       | Max-Otten-Straße 9a, Eingang Kita (Karte)                                                                                   | 24. Okt. 2014 | Biografie: Wolff_Leopold_und_seine_Frau_Frieda_und_sein_Bruder_Otto.PDF (PDF; 543,6 kB) |
| Wolff, Gerhard                                  | HIER WOHNTE GERHARD WOLFF JG. 1907 ´SCHUTZHAFT´ 1938 BUCHENWALD DEPORTIERT 1942 GHETTO WARSCHAU ERMORDET                                                           | Wolff, Gerhard                                  | nördlich von Breiter Weg 19, vor Restaurant (Karte)                                                                         | 8. Juli 2021  | Biografie: Wolff_Familie.PDF (PDF; 566,8 kB)                                            |
|                                                 | | Wolff, Hans                                     | Julius-Bremer-Straße, bei Durchfahrt zum Parkhaus Marietta-Gebäude (Karte)                                                  | 8. Juli 2021  | Biografie: Wolff_Hans.PDF (PDF; 452,3 kB)                                               |
| Wolff, Leopold                                  | HIER WOHNTE LEOPOLD WOLFF JG. 1889 DEPORTIERT 1942 GHETTO WARSCHAU ERMORDET 1942 TREBLINKA                                                                         | Wolff, Leopold                                  | Max-Otten-Straße 9a, Eingang Kita (Karte)                                                                                   | 24. Okt. 2014 | Biografie: Wolff_Leopold_und_seine_Frau_Frieda_und_sein_Bruder_Otto.PDF (PDF; 543,6 kB) |
| Wolff, Ludwig                                   | HIER WOHNTE LUDWIG WOLFF JG. 1875 DEPORTIERT 1942 GHETTO WARSCHAU ERMORDET                                                                                         | Wolff, Ludwig                                   | nördlich von Breiter Weg 19, vor Restaurant (Karte)                                                                         | 8. Juli 2021  | Biografie: Wolff_Familie.PDF (PDF; 566,8 kB)                                            |
| Wolff, Otto                                     | HIER WOHNTE OTTO WOLFF JG. 1894 DEPORTIERT 1942 GHETTO WARSCHAU ERMORDET 1942 TREBLINKA                                                                            | Wolff, Otto                                     | Max-Otten-Straße 9a, Eingang Kita (Karte)                                                                                   | 24. Okt. 2014 | Biografie: Wolff_Leopold_und_seine_Frau_Frieda_und_sein_Bruder_Otto.PDF (PDF; 543,6 kB) |
| Wolff, Selma geb. Katz                          | HIER WOHNTE SELMA WOLFF GEB. KATZ JG. 1882 DEPORTIERT 1942 GHETTO WARSCHAU ERMORDET                                                                                | Wolff, Selma geb. Katz                          | nördlich von Breiter Weg 19, vor Restaurant (Karte)                                                                         | 8. Juli 2021  | Biografie: Wolff_Familie.PDF (PDF; 566,8 kB)                                            |
| Wolff, Walter                                   | HIER WOHNTE WALTER WOLFF JG. 1910 SCHICKSAL UNBEKANNT | Wolff, Walter                                   | nördlich von Breiter Weg 19, vor Restaurant (Karte)                                                                         | 8. Juli 2021  | Biografie: Wolff_Familie.PDF (PDF; 566,8 kB)                                            |
| Wollf, Luise geb. Bruchhorst                    | HIER WOHNTE LUISE IDA WOLFF GEB. BRUCHHORST JG. 1863 GEDEMÜTIGT/ENTRECHTET FLUCHT IN DEN TOD 24.11.1942                                                            | Wollf, Luise geb. Bruchhorst                    | Kantstraße, Westeingang City-Carré, neben dem Kino (Karte)                                                                  | 8. Juli 2021  | Biografie: Wolff_Luise.PDF (PDF; 453,6 kB)                                              |
| Zadeck, Hulda Klara                             | HIER WOHNTE HULDA KLARA ZADECK JG. 1871 DEPORTIERT 1942 THERESIENSTADT ERMORDET 4.2.1943                                                                           | Zadeck, Hulda Klara                             | Breiter Weg 224 (Karte) | 24. Okt. 2014 | Biografie: Zadeck_Hulda_Klara.PDF (PDF; 525,2 kB)                                       |
| Zäge, Margarethe                                | HIER WOHNTE MARGARETE ZÄGE GEB. LEHMANN JG. 1887 DEPORTIERT 1942 GHETTO WARSCHAU ERMORDET                                                                          | Zäge, Margarethe                                | Nordwestecke Erzbergerstraße und Am Kröckentor (Karte)                                                                      | 31. Aug. 2023 | Biografie: Zaege_Margarete.PDF (PDF; 456 kB)                                            |
| Zamory, Erna Eva                                | HIER WOHNTE ERNA EVA ZAMORY JG. 1903 DEPORTIERT 1942 GHETTO WARSCHAU ERMORDET 1942 TREBLINKA                                                                       | Zamory, Erna Eva                                | Nähe Hartstraße 1 (Karte)                                                                                                   | 8. März 2012  | Biografie: Zamory_Henriette_und_Tochter_Eva.PDF (PDF; 168 kB)                           |
| Zamory, Henriette geb. Czarlinski               | HIER WOHNTE HENRIETTE ZAMORY GEB. CZARLINSKY JG. 1864 DEPORTIERT 1942 THERESIENSTADT TOT 11.2.1943                                                                 | Zamory, Henriette geb. Czarlinski               | Nähe Hartstraße 1 (Karte)                                                                                                   | 8. März 2012  | Biografie: Zamory_Henriette_und_Tochter_Eva.PDF (PDF; 168 kB)                           |
| Zauderer, Anschel                               | HIER WOHNTE ANSCHEL ZAUDERER JG. 1897 FLUCHT 1937 BELGIEN INTERNIERT DRANCY DEPORTIERT 1942 ERMORDET IN AUSCHWITZ                                                  | Zauderer, Anschel                               | Breiter Weg 32, Vorderseite (Karte)                                                                                         | 27. März 2013 | Biografie: Zauderer_Anschel_Ehepaar.PDF (PDF; 226,7 kB)                                 |
| Zauderer, Claire geb. Auchhisiger               | HIER WOHNTE CLAIRE ZAUDERER GEB. AUCHHISIGER JG. 1907 FLUCHT 1937 BELGIEN INTERNIERT DRANCY DEPORTIERT 1942 ERMORDET IN AUSCHWITZ                                  | Zauderer, Claire geb. Auchhisiger               | Breiter Weg 32, Vorderseite (Karte)                                                                                         | 27. März 2013 | Biografie: Zauderer_Anschel_Ehepaar.PDF (PDF; 226,7 kB)                                 |
| Zauderer, Klara                                 | HIER WOHNTE KLARA ZAUDERER JG. 1921 DEPORTIERT 1942 GHETTO WARSCHAU ERMORDET 1942 TREBLINKA                                                                        | Zauderer, Klara                                 | Weitlingstraße Westseite / gegenüber Peterstraße (Karte)                                                                    | 9. Okt. 2012  | Biografie: Zauderer_Itte_und_Töchter_Rosa_und_Klara.PDF (PDF; 229,8 kB)                 |
| Zauderer, ltte geb. Juran                       | HIER WOHNTE ITTE ZAUDERER GEB. JURAN JG. 1883 DEPORTIERT 1942 GHETTO WARSCHAU ERMORDET 1942 TREBLINKA                                                              | Zauderer, ltte geb. Juran                       | Weitlingstraße Westseite / gegenüber Peterstraße (Karte)                                                                    | 9. Okt. 2012  | Biografie: Zauderer_Itte_und_Töchter_Rosa_und_Klara.PDF (PDF; 229,8 kB)                 |
| Zauderer, Rosa                                  | HIER WOHNTE ROSA ZAUDERER JG. 1919 POLENAKTION 1938 ??? | Zauderer, Rosa                                  | Weitlingstraße Westseite / gegenüber Peterstraße (Karte)                                                                    | 9. Okt. 2012  | Biografie: Zauderer_Itte_und_Töchter_Rosa_und_Klara.PDF (PDF; 229,8 kB)                 |
| Zehden, Hermine                                 | HIER WOHNTE HERMINE ZEHDEN GEB. FRIEDMANN JG. 1865 DEPORTIERT 1942 THERESIENSTADT ERMORDET 15.1.1943                                                               | Zehden, Hermine                                 | Kantstr. 6, Westeingang City-Carre (Karte)                                                                                  | 8. Juni 2022  | Biografie: Zehden_Hermine.PDF (PDF; 468 kB)                                             |
| Zelichower, David                               | HIER WOHNTE DAVID ZELICHOWER JG. 1890 POLENAKTION 1938 BENTSCHEN/ZBASZYN GHETTO WARSCHAU ERMORDET                                                                  | Zelichower, David                               | gegenüber Eingang Breiter Weg 111 (Karte)                                                                                   | 18. Nov. 2015 | Biografie: Zelichower_Ehepaar_und_Töchter_Nanni_und_Tauba.PDF (PDF; 509,4 kB)           |
| Zelichower, Khana geb. Schwarzbarth             | HIER WOHNTE ANNA ZELICHOWER GEB. SCHWARZBARTH JG. 1887 POLENAKTION 1938 BENTSCHEN/ZBASZYN GHETTO WARSCHAU ERMORDET                                                 | Zelichower, Khana geb. Schwarzbarth             | gegenüber Eingang Breiter Weg 111 (Karte)                                                                                   | 18. Nov. 2015 | Biografie: Zelichower_Ehepaar_und_Töchter_Nanni_und_Tauba.PDF (PDF; 509,4 kB)           |
| Zelichower, Nanni                               | HIER WOHNTE NANNI ZELICHOWER JG. 1920 POLENAKTION 1938 BENTSCHEN/ZBASZYN GHETTO WARSCHAU ERMORDET 29.8.1941                                                        | Zelichower, Nanni                               | gegenüber Eingang Breiter Weg 111 (Karte)                                                                                   | 18. Nov. 2015 | Biografie: Zelichower_Ehepaar_und_Töchter_Nanni_und_Tauba.PDF (PDF; 509,4 kB)           |
| Zelichower, Tauba Toni                          | HIER WOHNTE TAUBA TONI ZELICHOWER JG. 1914 POLENAKTION 1938 BENTSCHEN/ZBASZYN GHETTO WARSCHAU ERMORDET                                                             | Zelichower, Tauba Toni                          | gegenüber Eingang Breiter Weg 111 (Karte)                                                                                   | 18. Nov. 2015 | Biografie: Zelichower_Ehepaar_und_Töchter_Nanni_und_Tauba.PDF (PDF; 509,4 kB)           |
| Zorek, Betty geb. Grzebinasch                   | HIER WOHNTE BETTY ZOREK GEB. GRZEBINASCH JG. 1885 DEPORTIERT 1942 GHETTO WARSCHAU ERMORDET 1942 TREBLINKA                                                          | Zorek, Betty geb. Grzebinasch                   | Jakobstraße, nahe Sitzbank und Rathausparkplatz (Nordostecke) (Karte)                                                       | 8. März 2012  | Biografie: Zorek_Ehepaar.PDF (PDF; 198,1 kB)                                            |
| Zorek, Rudolf                                   | HIER WOHNTE RUDOLF ZOREK JG. 1879 DEPORTIERT 1942 GHETTO WARSCHAU ERMORDET 1942 TREBLINKA                                                                          | Zorek, Rudolf                                   | Jakobstraße, nahe Sitzbank und Rathausparkplatz (Nordostecke) (Karte)                                                       | 8. März 2012  | Biografie: Zorek_Ehepaar.PDF (PDF; 198,1 kB)                                            |